# فهرست وام‌واژه‌های عربی در فارسی
در طول سده‌های هفتم تا نهم میلادی، حمله اعراب به ایران منجر به فتح این سرزمین شد. در این دوران، واژگان عربی وارد زبان فارسی شدند و هم‌زمان، تعدادی واژهٔ فارسی نیز به زبان عربی راه یافتند. اگرچه بسیاری از اصطلاحات اسلامی ریشهٔ عربی دارند، اما زبان فارسی همچنان ساختار خود را حفظ کرده است؛ به عبارت دیگر، فرآیند صرفی‌ای که در عربی برای ایجاد واژگان به کار می‌رود، به فارسی منتقل نشده و در این زبان کاربرد ندارد.
برای نمونه، در عربی جمع واژهٔ «کتاب» به صورت «کُتُب» بیان می‌شود که نتیجهٔ نظام ریشه‌محور این زبان است. اما در فارسی، جمع این واژه از طریق افزودن تکواژ جمع‌ساز «ها» شکل می‌گیرد: «کتاب‌ها». به همین ترتیب، واژگان فارسی نیز تنها با افزودن همین پسوند قابل جمع‌بندی هستند، چرا که نظام ریشه‌محور عربی در ساخت واژگان فارسی دخالتی ندارد. افزون بر این، با توجه به اینکه جمع‌های عربی تنها بخش کوچکی از واژگان فارسی را تشکیل می‌دهند، نیازی به گنجاندن آن‌ها در دستور زبان فارسی حس نمی‌شود و به عنوان صورت‌های بی‌قاعده در واژه‌نامه‌ها یاد می‌شوند.
از دوران صفوی به بعد، تلاش‌هایی برای احیای نسخه‌ای خالص‌تر از زبان فارسی با کاهش استفاده از وام‌واژه‌های عربی صورت گرفت. در قرن بیستم، هر دو شاه از دودمان پهلوی از این تلاش‌ها حمایت کرده و فرهنگستان زبان و ادب فارسی را بنیان نهادند. در سال ۱۹۳۴، رضاشاه دستور بازسازی آرامگاه فردوسی را صادر کرد؛ کسی که به عنوان نجات‌دهندهٔ زبان فارسی شناخته می‌شود. همچنین، در مشهد مراسمی با عنوان جشن هزارهٔ فردوسی برگزار شد که هزارمین سال ادبیات فارسی از زمان فردوسی را گرامی می‌داشت.
پس از انقلاب ۱۳۵۷، فرهنگستان زبان و ادب فارسی به حفظ یکپارچگی این زبان ادامه داد. با وجود این تلاش‌ها، نفوذ واژگان انگلیسی در فارسی، مانند بسیاری از زبان‌های دیگر، به دلیل فرآیند جهانی‌شدن همواره مطرح بوده است. از دههٔ ۱۹۸۰ به بعد، فرهنگستان زبان و ادب فارسی به‌طور مستمر برای استفاده از معادل‌های فارسی وام‌واژه‌های انگلیسی تبلیغ کرده است. همچنین، در صورت عدم وجود معادل فارسی، این نهاد واژگان جدید را بر اساس ریشه‌های موجود در فارسی استخراج و ترویج می‌کند تا در زندگی روزمرهٔ فارسی‌زبانان در ایران، افغانستان و تاجیکستان جایگزین برابرهای انگلیسی شوند.
در ادامه، فهرستی از وام‌واژه‌های عربی در فارسی، به همراه همهٔ برابرهای پارسی آن نمایش داده شده است.

## فهرست
بالای صفحه - آ الف ب پ ت ث ج چ ح خ د ذ ر ز ژ س ش ص ض ط ظ ع غ ف ق ک گ ل م ن و ه ی 

### آ

#### آ
- آب جاری = رواناب، آب روان
- آباء و اجداد = پدران، نیاکان
- آتیه = آینده
- آثار = نشانه‌ها، نوشته‌ها، کارها، ردپا
- آحاد = یکایک، تک‌تک
- آخر = پایان، انجام، فرجام، سرانجام، واپسین، تَهْ، تَک
- آخرت = جهان دیگر، جهان آینده، رستاخیز، روز بازپسین
- آخرین = واپسین، تازه‌ترین، پایانی
- آدم بالغ = بزرگسال
- آراء = دیدگاه‌ها، اندیشه‌ها، رای‌ها[۲]
- آفاق = دوردست‌ها، چشم‌اندازها، دورنماها
- آلام = دردها
- آل بویه = خاندان بویه، پادشاهی بوییان، دودمان بویه، بوییان
- آلت = ابزار، افزار، اندام نری
- آلت قتاله = کُشت‌افزار
- آلت جرم = بزه‌افزار
- آلت دست = بازیچه، دستمایه
- آمرانه = دستوری
- آن = دم
- آن طور = آن گونه، آن جور، آن چنان
- آنقدر = تا آن اندازه، تا آنجا
- آنی = بی‌درنگ، زود

#### ا
- ائتلاف = همدستی، هم‌پیمانی، همگرایی، همکاری
- اباحه‌گری = ولنگاری، بی‌بندوباری
- ابتدا = آغاز، نخست، خاستگاه
- ابتدایی = ساده، پیش پا افتاده؛ نخستین، آغازین؛ دبستان
- ابتذال = پستی، پیش پا افتادگی، بی‌ارزشی؛ بی‌بندوباری، هرزه‌گی، هرزه‌گرایی
- ابتلا = دچار شدن، بیماری، گرفتار شدن
- ابتکار = نوآوری
- ابداع = نوآوردن
- ابدی = همیشگی، بی‌زمان، بی‌کران، جاوید، جاودان، جاویدان
- ابراز احساسات کردن = پرشور بودن، برانگیخته بودن، باانگیزه بودن، به شور آمدن، شورانگیز بودن، باانگیزگی خود را به نمایش درآوردن
- ابراز امیدواری کردن = آرزو کردن، خواسته خود را گفتن، خواسته خود را بر زبان آوردن، خواستن، امید خود را آشکارا گفتن، امید خود را با دیگران در میان گذاشتن، آرمان خود را نمایان کردن، آرزو را درمیان نهادن
- ابراز انزجار کردن = بیزاری خود را به آگاهی رساندن، بیزاری خود را نمایاندن، بیزاری خود را به شنوندگان رساندن
- اِبراز تاسف کردن = اندوه خود را نشان دادن، دریغ خود را به زبان آوردن، از خود اندوه نشان دادن
- ابراز تمایل کردن = روی آوردن، خود را خواهان نشان دادن، گرایش خود را به زبان آوردن، خواهانی خود را آشکار کردن، خود را دلبسته نمایاندن
- ابراز همدردی کردن = همدردی خود را نشان دادن
- ابطال = تهی‌سازی، پوچگری، ناکارا کردن
- ابطال‌پذیر = تهی ساختنی، تهی‌سازی‌پذیر
- ابله = نادان، کودن، کم‌خِرَد، کم‌هوش، ساده‌دل، ساده‌اندیش، زودباور
- اَبناء بشر = مردمان
- ابهام = گنگی، پیچیدگی، سربستگی، تیرگی، تاریکی

#### ات
- اتّحاد = همبستگی، یگانگی، یکی شدن، یکپارچگی، هم‌پیمانی، همدلی
- اتّخاذ = در پیش گرفتن، گرفتن
- اتخاذ موضع کردن = هواداری کردن، رویکردی در پیش گرفتن
- اتّصال = پیوستن، پیوستگی، چسبیدن
- اتّفاق = پیشامد، رخداد، رویداد
- اتفاقاً = راستی، پیشامد روزگار
- اتّفاق نظر = همرایی، یک‌زبانی، همداستانی، هماهنگی
- اتّفاقی = ناگهانی؛ ناخواسته
- اتّکا داشتن = پشتگرم بودن، دلگرم بودن
- اتلاف = نابود کردن، از میان بردن، تباه کردن، بیهوده به کار بردن
- اتّهام زدن = گناه بستن، گناهکار دانستن/خواندن، بزهکار خواندن، انگ زدن
- اَثاث = رخت خانه، بار، بار و بنه
- اثاث‌کشی = باربری، باربری خانه
- اثبات = نشان‌دهی، نشان دادن؛ استوار کردن
- اثبات‌شدنی = گواهی‌پذیر، نشان دادنی؛ آزمون‌پذیر
- اثبات‌گرایی (تحصّل‌گرایی) = آزمون‌گرایی
- اثر کردن = کارساز بودن، کارآمد بودن
- اثربخش = کارا، کارساز، کارآمد، پرمایه، دارای بازتاب
- اثرگذار = کارا، کارساز، کارامد، پرمایه، دارای بازتاب

#### اج
- اجاره کردن = کرایه کردن
- اجاره بها = کرایه
- اجازه دادن = گذاشتن، روا دانستن، پروانه دادن، روا دیدن
- اجبار = واداشتن، وادار کردن؛ ناگزیری، ناچاری
- اجباری = ناخواسته، ناچار، ناگزیر
- اجتماع = انجمن، گردهمایی، همایش، همبودگاه، هم‌زیستگاه، توداک
- اجتناب‌ناپذیر = گریزناپذیر، پرهیزناپذیر، دوری‌ناپذیر، پیشگیری‌ناپذیر
- اجحاف = زورگویی
- اجرا = نمایش؛ گردانندگی؛ میزبانی (برنامه صدا و سیما)
- اجرا کردن = میزبانی کردن (برنامه صدا و سیما)؛ به کار بردن، انجام دادن؛ کار گذاشتن
- اُجرت = دستمزد، مزد، کارمزد، کاربها، کارانه
- اَجسام (جِ[الف] جسم) = پیکره‌ها، چیزها
- اجیر = مزدور، مزدبگیر، دست‌نشانده
- اجناس = کالاها

#### اح
- اِحاطه = آگاهی، چیرگی؛ پیرامون‌گیری، کرانه‌گیری
- احاطه داشتن = آگاه بودن، برتر بودن، چیره بودن
- احاطه کردن = دربرگرفتن، فراگرفتن، فراگیری، پیرامون‌گیری
- احاله کردن = واگذاری
- احتباس = نگه داشتن
- احتجاج = گواه آوری
- احتراز کردن = پرهیز، دوری
- احترام = ارج، ارزش، گرامیداشت، بزرگداشت، پاسداشت، ستایش، شکوهیدن
- احتساب = شمردن، شمارش؛ به‌شمار آوردن
- احتضار = پیشگاه مرگ، مردن، جان دادن، جان باختن، آستانه جان‌سپاری
- احتقان = خفگی
- احتکار = انباشتن، انبار کردن
- احتمال = پیش‌بینی
- احتمال دادن = پیش‌بینی کردن، نزدیک دانستن، گمان کردن، پنداشتن، نزدیک دیدن، نزدیک یافتن
- احتمالاً = شاید، چه بسا، گمان می‌رود، اینگونه می‌نماید، نزدیک است که، گاس که، گاسم
- احتمالی = پیش‌بینی شده، نزدیک، شدنی
- احتیاج = نیاز، نیازمندی
- احتیاط = دوراندیشی، پیشگیری، هشیاری
- احتیاطی = پیش‌گیرانه، دوراندیشانه
- اِحداث = ساخت، ساخت‌وساز
- احراز کردن = به دست آوردن، دست یافتن، رسیدن به چیزی
- احراز مصادیق = شناسایی نمونه‌ها، دستیابی به نمونه‌ها، نمونه‌سنجی، نمونه‌شناسی، جداسازی نمونه‌ها، نمونه‌پردازی، نمونه‌جویی، نمونه‌پژوهی، نمونه‌کاوی
- احراز هویت = شناسایی
- احدی = هیچ‌کس
- احساس = دریافت، گیرایی، بازتاب‌گیری؛ انگیزش
- احساس کردن = دریافت کردن، بازتاب گرفتن
- احساساتی = برانگیخته، پرشور، شوریده
- احسان = بخشش، نیکوکاری، نیکی، نیکویی
- اَحشام = دام‌ها، چارپایان
- احضار = فراخوان، فراخواندن، خواندن، فراخوانی
- احقاق حق = سزا دادن، دادگری
- احمق = نادان، خنگ، کودن، گول
- احوال = چگونگی
- احوالپرسی = پرسه؛ خوشامدگویی
- احیاء = بازسازی، زنده کردن، زنده‌سازی، زنده‌گری؛ نوسازی، بازسازی
- احیای قلبی-ریوی = زنده‌سازی دل و شش
- احیاناً = اگر، چنانچه، شاید

#### اخ
- اخّاذی = تلکه، زورگیری، خِفت‌گیری
- اخذ = دریافت، گرفتن، دریافت کردن
- اخبار (جِ خبر) = آگاهی، شنیدنی، تازه، رسیده، گفتنی، پیام
- اختتامیه = آیین پایانی، پایان‌بخش
- اختراع = نوآوری، نوآفرینی، برساخته
- اختصار = گزیده بودن، گزیدگی، کوتاهی، چکیدگی، فشردگی
- اختصاص دادن به = پرداختن به، ویژه ساختن برای، ویژه کردن
- اختصاصی = ویژه
- اختلاس = دزدی، ربایش، ربودن
- اختلاط = آمیختگی، درهم آمیزی
- اختلاط کردن = گپ زدن، گفتگوی خودمانی، درد دل کردن
- اختلاف = ناسازگاری، جدایی
- اختلاف فاحش = جدایی آشکار
- اختلال = نارسایی، آشفتگی، پریشانی
- اختناق = خفگی؛ تنگنا
- اختیار = دسترسی، آزادی، توان، گزینه
- اختیار تام = دسترسی بی‌مرز
- اختیار کردن = گرفتن، برگزیدن
- اخراج = بیرون کردن، راندن
- اخلاص = پاکی، یکدلی
- اخیر = گذشته، تازه، تازه گذشته، تازه به پایان رسیده
- اخیراً = به تازگی، تازگی‌ها، در گذشته نزدیک، همین چند وخت (وقت) پیش

#### اد
- اَدا = به‌جا آوردن، گزاردن، انجام دادن
- ادا بازی = گُنگ بازی، خاموش بازی، بی‌صدا بازی (سِدا)
- ادا و اطوار = ناز و کرشمه
- ادا درآوردن = بازی درآوردن، بازیگری
- اداره = سازمان، ستاد، دیوان، سرپرستی، گرداندن، گردانندگی
- ادامه = دنباله، پیگیری
- ادامه دادن = دنبال کردن، پیگیری کردن، پی گرفتن
- ادامه دادن به زندگی = سر کردن، به‌سر بردن، زنده ماندن، زندگی کردن، جان به در بردن
- ادرار = پیشاب، میزش، آبگونه
- ادراک = دریافت، پی بردن، آگاهی، شناخت، دریافتن
- ادغام = یکی شدن، درهم فرورفتن، یکپارچه شدن، درآمیختن، درهم تنیدگی
- ادلّه (جِ دلیل) = دستاویزها، ریشه‌ها، گواه‌ها
- اَدوار = دوره‌ها
- ادیان = آیین‌ها
- ادیب = سخندان، سخن‌شناس، سخن‌سنج، سخن‌پژوه
- اذان = بانگ نماز
- اذعان کردن = پذیرفتن، بازگو کردن
- اذیت = آزار، رنج، گزند
- اذیت کردن = آزار رساندن/دادن، رنجاندن، آزردن

#### ار
- ارائه طریق کردن = پیشنهاد کردن، راهنمایی کردن
- ارائه کرد/داد = پیشنهاد کرد، نشان داد، روکرد
- اراده = خواست، انگیزه، آهنگ
- ارادی = آگاهانه، خودخواسته، دلخواه، برنامه‌ریزی شده، به خواست
- اراذل و اوباش = (اوباش پارسی است) ولگردها، هرزه‌گردها، بیکارگان
- اراضی = زمین‌ها؛ سرزمین‌ها
- ارامنه = ارمنیان
- ارباب = زمیندار؛ سرپرست، سرور، سالار، مهتر
- ارباب رجوع = خریداران، خواستاران، درخواست‌کنندگان
- اربعین = چلّه
- ارتباط = پیوند، پیوستگی، وابستگی، بستگی، پیام‌رسانی
- ارتعاش = لرزش، لرزه
- ارتفاع = بلندی، بلندا، افراشتگی، فراز
- ارتفاعات = بلندی‌ها، کوهستان‌ها، بخش‌های کوهستانی
- ارتقا = پیشرفت، بهبود
- ارتقا یافتن = رسیدن، بهبود پیدا کردن، پیشرفت کردن
- ارجاع دادن = بازگرداندن، برگشت دادن
- ارجحیت دادن = برتری دادن، برتر دانستن/شمردن، بیشتر پسندیدن
- ارسال = فرستادن
- ارسالی = فرستاده، فرستاده شده
- ارشاد = راهنمایی؛ اندرز، پند
- ارشد = بزرگتر
- ارضا = خشنود کردن، خشنوتن، خشنود شدن
- ارضا کردن = برآوردن، برآورده کردن، خشنود ساختن
- ارعاب = ترساندن، هراساندن
- ارفاق = آسان‌گیری، چشم‌پوشی، گذشت
- اَرقام (جِ رقم) = شماره‌ها، شمارگان
- اَرکان = پایه‌ها
- اریکه = تخت (از اورنگ پارسی است)

#### از
- از اوایل = از آغاز
- از این جهت = از این رو
- از این حیث = از این سو، از این دیدگاه (چشم‌انداز)
- از این زاویه = در این نگاه، از این دیدگاه
- از این طریق = از این راه
- از این قرار = این چنین، این گونه، بدین سان
- از این قبیل = از این دست، از این گونه
- از آن جمله = از آن میان، همانند، همچون
- از این نظر =، از این رو، از این دیدگاه، از این نگر
- از آن روز به بعد = پس از آن روز
- از بین بردن = از میان بردن، از میان برداشتن
- از جانب = از سوی
- از جمله = مانندِ، از آن‌گونه، همچنین، از دسته
- از حال رفتن = از هوش رفتن
- از حیث = از دید، از دیدگاه
- از زاویه [دید] = از دیدگاه، از نگاه
- از طرف دیگر = از سوی دیگر، دیگر آنکه
- از طریق = از راه
- از عمد = آگاهانه، به دلخواه، خودخواسته، به خواست خود
- از عهده کاری برآمدن = از پس کاری برآمدن، توان به پایان رساندن کاری را داشتن
- از قِبَلِ = از نزدِ، از پیشِ
- از قبیلِ = مانند
- از قدیم = از گذشته، از دیرباز
- از قصد = آگاهانه، به دلخواه، خودخواسته، به خواست خود
- از قضا = از پیشامد روزگار
- از قلم افتادن = فراموش شدن
- از قلم انداختن = فراموش کردن، از یاد بردن
- از لحاظ = از دیدگاه، از دید، از نگاه
- ازاله بکارت = پرده‌دری، از میان بردن دوشیزگی
- ازاله نجاست = پاک کردن آلودگی
- ازدواج = همسرگیری، زناشویی، پیوند

#### اس
- اسائه ادب = گستاخی، بی‌ادبی، بدرفتاری، کج‌رفتاری
- اساس = پایه، بنیاد، زیرساخت، شالوده، پی
- اساساً = از ریشه، از پایه، از بن
- اساسنامه = بنیادنامه
- اساسی = بنیادی، بنیادین، پایه‌ای
- اساطیر (جِ اسطوره) = افسانه‌ها
- اسامی (جِ اسم) = نام‌ها
- اسباب = مایه، زمینه؛ رخت خانه، بار، بار و بنه
- اسباب‌کشی = باربری خانه، باربری
- استبداد = خودکامگی، خودسری، تک‌سالاری، خودکامی، خویشکامی
- استتار = پنهانکاری
- استثنا = جدا، ویژه، برجسته
- استثنایی = کمیاب، ناهنجار، نابهنجار، کم‌رویداد، کم‌پیشامد، کم‌رخداد
- استثمار = بهره‌کشی
- استحاله = دگرگونی، واژگونگی
- استحصال = برداشت، فراوَری
- استحضار = آگاهی
- استحقاق = شایستگی، سزاواری، برازندگی
- استحکامات = سنگربندی‌ها، برج و باروها
- استخاره = بهترین خواهی، نیک‌جویی
- استخدام = به کار گرفتن، به کار گماردن
- استخراج = برداشت، بیرون‌آوری، بیرون کشیدن
- استدعا می‌کنم = خواهش می‌کنم، درخواست می‌کنم
- استدلال = گواه‌آوری، چرایی گفتن، شوندآوری، فرنایش، فرنود زنی، فرنودآوری
- استراحت = آسودن، لمیدن، دراز کشیدن، خستگی در کردن، خوابیدن
- استراق سمع = شنود
- استرداد =بازگردانی، بازپس‌گیری، بازستانی، بازگرداندن
- استسقا = سیراب‌ناپذیری (بیماری)؛ باران‌خواهی
- استشهاد = گواهی، گواهی‌خواهی
- استصواب = رایزنی‌خواهی، رهنمودخواهی
- استطاعت = توانایی، توانگری، توان
- استطلاع = آگاهی‌خواهی
- استعانت = یاری‌جویی، یاری خواستن
- استعمار = آبادی جویی، آبادی خواهی
- استعفا = کناره‌گیری، کناره‌جویی، دست کشیدن
- استعلام = خبرگیری، پرس و جو، داده‌پیمایی، داده‌سنجی
- استعمال = کاربرد، به‌کارگیری، کاربری، به‌کار بردن
- استغاثه = یاری‌جویی
- استفاده = کاربرد، به‌کارگیری، کاربری، بهره‌گیری، سود بردن از، بهره‌برداری، بهره‌جویی، سود جستن
- استفاده کردن = به کار بردن، به کار گرفتن، به‌کارگیری کردن، بهره‌گیری کردن، بهره بردن، بهره‌برداری کردن، سود بردن، سود جستن، بهره جستن، کار کشیدن، به کار بستن
- استفتا = دستورخواهی، رهنمودخواهی
- استفساریه = پرسش، گنگی‌زدایی، روشنگری خواهی، گزارش‌خواهی
- استفهامی = پرسشی
- استقامت = پایداری، پایمردی
- استقبال = پیشواز، پیشباز، پذیره، پذیرفتاری
- استقراء = نمونه‌نگری، نمونه‍شماری
- استقرار = برپایی، جایگیری، استوار شدن
- استقلال = خودبسندگی، خودگردانی
- استکبار = جهان‌خواهی، جهان‌جویی، جهانگیری
- استمداد کردن = یاری خواستن
- استمرار = پیگیری، دنبال کردن، پیوستگی
- استمهال = زمان‌خواهی
- استناد کردن = گواه آوردن
- استنباط = برداشت، دریافت، پی بردن
- استنساخ = رونوشت‌برداری، نسک‌برداری، نسخه‌برداری
- استنطاق = بازجویی
- استنکاف = سر باز زدن، خودداری کردن
- استوانه = ستون، ستون‌سان، ستون‌گونه، ستون‌نما (از ستون پارسی)
- استهزا = ریشخند، نیشخند، دست انداختن
- استهلاک = فرسایش، فرسودگی
- استیجاری = کرایه‌ای
- استیصال = درماندگی
- استیضاح = بازخواست، گزارش‌خواهی، واپرسی
- استیفاء = بازپس‌گیری، بازستانی
- استیلا = چیرگی، برتری، پیروزی، دستیابی
- استیناف = بازنگری، واخواست (از ریشه نو پارسی که به باب استفعال برده‌اند)
- اسرارآمیز = رازآلود
- اسراف = ریخت وپاش، بریزوبپاش، دورریز
- اسطوره = استوره (پارسی)، افسانه
- اِسقاط کردن = تکه‌پاره کردن، جداسازی، جدا کردن
- اِسقاطی = به دردنخور، دورانداختنی، ناکارامد
- اسکان = خانه دادن، جایگیر کردن، جانشین کردن
- اسلحه = جنگ‌افزار، رزمه، جنگامه
- اسلوب = شیوه، راه، روش، روند، رویه، روال
- اسم = نام؛ نام‌واژه؛ آوازه
- اسم آلت = ابزارنام
- اسم با مُسَمّا = نام برازنده/بجا/سزاوار/شایسته
- اسم بردن = نام بردن
- اسم جامد = نام‌واژه ساده؛ ساده نام
- اسم جمع = گروه نام
- اسم خاص = ویژه نام
- اسم در کردن = شناخته شدن، نامدار شدن، بنام شدن
- اسم ذات = نهادنام
- اسم عام = فراگیرنام
- اسم مرکب = نام‌واژه آمیخته/آمیزه/آمیغ؛ آمیغ نام
- اسم مشتق = نام‌واژه برگرفته؛ برگرفته نام
- اسم مصدر = کنش نام
- اسم معنی = مینونام
- اسم‌نویسی = نام‌نویسی
- اسم و رسم داشتن = نام و نشان داشتن، شناخته شدگی، نامداری، ناموری، نامی بودن، بنام بودن، پرآوازگی، نام آشنایی
- اسماء (جِ اسم) = نام‌ها
- اسمی = بنام، نامدار، نامی، ناموَر، شناخته شده
- اُسوه = نمونه (از آسا در پارسی)
- اسهال = شکم‌رَوش، شکم‌رَوی، زودگواری، بیش‌گواری

#### اش
- اشاره = یادکرد، نشاندهی
- اشاعه = گسترش، فراگیری، فراگیر کردن
- اَشباح = سایه‌ها (جِ شبح)
- اِشباع = پر کردن، پرشدن، سیر، سیرشدگی، سرشار، لبریز
- اشباع نشدنی = سیری‌ناپذیر
- اشتباه = بیجا، ناروا، نادرست؛ یکی انگاشتن، یکسان گمان کردن، همسان‌پنداری؛ بیراهه، لغزش، کج‌روی، کژراهه
- اشتراک = همسویی؛ هموندی (برابر با آبونه از وامواژه‌های فرانسوی)، انبازش؛ همپوشانی (در ریاضی)؛ هم‌رسانی (شبکه‌های اجتماعی)
- اشتعال = آتش گرفتن، سوختن
- اشتعال زا = آتش‌زا
- اشتغال = کار
- اشتغال‌زایی = کارآفرینی
- اشتها = هوس، انگیزه، گرایش
- اشتهار = آوازه، ناموری، نامداری، بنام بودن
- اشتیاق = شور، انگیزه، برانگیختگی
- اَشخاص = کَسان
- اشرار = گردنکشان، خیره‌سران، آشوبگران، تبهکاران
- اَشراف = بزرگان
- اِشراف داشتن = دید داشتن، روی بلندی؛ آگاهی داشتن
- اشعّه = تابش، پرتوها، پرتو (جِ شعاع)
- اِشغال = جا گرفتن
- اَشکال  = (جِ شکل) ساختار، ریخت، سیما، نما، چهره، رخ، رخسار، رخساره
- اِشکال = خرده‌گیری؛ سختی، پیچیدگی، دشواری، (ایراد) کاستی، نارسایی، بدی، کمبود، دردسر، نارسایی، کاستی کژی، کجی
- اشکال‌تراشی = بهانه‌گیری، کارشکنی، سختگیری، سنگ‌اندازی، بهانه‌تراشی، بهانه‌جویی
- اَشیا = چیزها (جِ شیء)

#### اص
- اصابت = برخورد
- اصالت = ریشه‌دار بودن، باخانوادگی، نژادگی
- اصالت ماهیت = چیستی‌گرایی
- اصالت وجود = هستی گرایی
- اصحاب = یاران، همنشینان، دوستان، همراهان، همدلان، دمسازان، دمخوران (جِ صاحب)
- اصرار = پافشاری
- اصطکاک = سایش، ساییدگی، ساییدن
- اصطلاح = زبانزد؛ کلیدواژه
- اصغر = کوچک‌تر
- اصفهان = اصفاهان = سپاهان
- اصل = پایه، ریشه، بنیاد، بیخ، بن؛ نژاد، تبار، گوهر
- اصله = بن، ریشه، یک نهال، یک درخت (یکای شمارش درخت)
- اصلاح کردن = بازنگری کردن، درست کردن، بهسازی، بهینه‌سازی، بازنگریستن؛ پیرایش کردن، پیراستن
- اصلاحات = بازنگری، نوسازی، بهسازی، بهینه‌سازی، نوآوری، بهبود
- اصلاح طلب = بازنگری‌جو، بازنگری‌خواه
- اصلیّت = زادگاه، خاستگاه، تبار، نژاد، تیره، خاندان
- اصولاً = از ریشه، از پایه، از بن
- اصیل = بانژاد، باخانواده، خانواده‌دار، ریشه‌دار

#### اض
- اضافه = فزونی، بیشتر، افزوده
- اضافه کار = بیشکاری، بیشکار، فزونکاری
- اضافه کردن = افزایش دادن، افزودن، بیشترکردن، بالا بردن
- اِضرار = زیان رساندن
- اضطراب = دلواپسی، دلشوره، دلهره، نگرانی، آشفتگی، پریشانی
- اضطرار = ناچاری، درماندگی، واماندگی، بازماندگی، گرفتاری، گیرکردن، گیرافتادن

#### اط
- اطاله کلام دادن = سخن به درازا کشاندن
- اطراف و اکناف = گوشه و کنار، این سو و آن سو، پیرامون، اینجا و آنجا
- اطرافیان = نزدیکان، خویشان، وابستگان، پیرامونیان
- اطفاء حریق = آتش‌نشانی، خاموش کردن آتش
- اطفال = کودکان، خردسالان (جِ طفل)
- اطلاع = آگاهی، دانستن، به یاد داشتن
- اطلاع‌رسانی = آگاهی‌بخشی، آگاهی‌رسانی، پیام‌رسانی
- اطلاعات = داده‌ها، آگاهی‌ها، دانسته‌ها، دانستنی‌ها
- اطمینان = آسودگی، دلگرمی، آسوده‌دلی
- اِطناب = پرگویی، بیش‌گویی، زبان‌فرسایی، زبان‌بازی

#### اظ
- اظهار بی‌اطلاعی کرد = بی‌خبری خود را به زبان آورد؛ ناآگاهی خود را نمایاند/آشکار کرد
- اظهار عجز کرد = ناتوانی خود را به زبان آورد، خود را ناتوان نمایاند
- اظهار فضل کردن = خودنمایی کردن، خود نمودن
- اظهار نظر کرد = نظر (نگر) خود را گفت، اندیشه اش را به زبان آورد، دیدگاه خود را در میان نهاد، رای گفت
- اظهارنامه = خودگواهی، خودگزاری، گزارش

#### اع
- اعاده حیثیت کردن از خود = بازیابی آبرو، بازیافتن آبروی ازدست رفته
- اعانه = دستگیری، همیاری
- اعانه جمع کردن = همیاری گردآوردن
- اعتبار = ارزش، پشتوانه، ارج، آبرو، جایگاه، نام، پذیرفتگی، شناختگی، استواری؛ تنخواه، سرمایه، مایه
- اعتباربخشیدن = ارزش دادن
- اعتبارنامه = استوارنامه
- اعتراض = گله‌مندی، گلایه، خرده‌گیری، نکته‌گیری، واخواهی، پرخاش، خروش، واخواست، واخواهی
- اعتصاب = دست از کار کشیدن، ایست کاری
- اعتقاد = باور، پایبندی، گرایش
- اعتلا = پیشرفت، بالندگی، بهبود، برتری
- اعتماد = باور، پشتگرمی، دلگرمی
- اعتماد متقابل = باور دوسویه، هم‌باوری
- اعتنا نکردن = رویگردانی، روی نکردن
- اعجاب آور = شگفت‌انگیز، شگفت‌آور
- اِعجاب انگیز = شگفت‌انگیز
- اُعجوبه = شگفتی، پدیده
- اعدام کردن = سر به نیست کردن؛ دار زدن، به دار آویختن
- اعزام کردن = فرستادن، روانه کردن، گسیل کردن
- اِعسار = ورشکستگی، بیچارگی، بدبختی
- اَعصاب = (جِ عصب) پی‌ها، روان
- اَعصار = (جِ عصر) روزگاران، دوره‌ها، دوران‌ها
- اَعضا = (جِ عضو) اندام‌ها؛ هموندها؛ کارمندان، کارکنان
- اَعضا و جوارح = اندام‌ها
- اعضای شورا = هموندان رایزنی
- اَعقاب = پدران، نیاکان، پیشینیان
- اعلا = برتر؛ تک
- اعلام = آگاه کردن، به آگاهی رساندن، آشکار گفتن
- اعلان = آگهی
- اعمّ از = دربرگیرنده، دربردارنده، فراگیرنده، فراگیر، بزرگتر از
- اَعمال = کارها، کردار، کرده‌ها، کنش‌ها
- اِعمال = به‌کارگیری، به کار بستن، کاربست
- اعمال حاکمیت = فرمانروایی
- اعمال سلیقه = به‌کارگیری پسند
- اِعمال قدرت = به‌کارگیری زور، زورگویی
- اَعوان و انصار = یاران، دستیاران، همراهان
- اِعوجاج = کجی
- اَعیاد = جشن‌ها
- اَعیان = توانگران
- اغتشاش = آشفتگی؛ شورش
- اغذیه فروشی = غذافروشی
- اِغفال = فریبکاری، نیرنگ‌بازی، از راه به درکردن
- اغلب = بیشتر، در بیشترِ جاها
- اغما = بیهوشی
- اِغماض = چشم‌پوشی، گذشت
- اغوا کردن = فریب دادن، فریفتن

#### اف
- افاده = خودنمایی، خودبینی، خودبرتردانی
- افاده معنا = رساندن خواسته، رساندن بن‌مایه
- اِفاضات = سخن‌پردازی‌ها
- اِفاقه = آگاهی، هوشیاری، بازیابی خرد
- افتتاح = گشایش
- افتتاحیه = آیین گشایش، روز بازگشایی
- افتخار = سرافرازی، سربلندی، بالیدن
- افترا = دروغ بستن، دروغ‌زنی
- افتضاح = رسوایی
- اَفرادی که = کسانی که، آنان که
- اِفراز = بخش کردن زمین، بخشبندی زمین
- افراط = مرزشکنی، مرزنشناسی، مرزگذرانی، بیشگرایی، مرزدرنوردی
- افطار = روزه‌گشایی
- افق = چشم‌انداز، دورنما
- اَفکار = اندیشه‌ها، انگاشته‌ها، انگاره‌ها (جِ فکر)
- اِفلاس = ورشکستگی، بیچارگی، بدبختی

#### اق
- اَقارب = نزدیکان، خویشاوندان، بستگان (جِ اقرب)
- اِقاله = برهم زدن دوسویه پیمان
- اقامه = برپایی
- اقامه دعوا = دادخواهی، دادخواست دادن
- اقامت = ماندگار شدن، ماندن، زیست، ماندگاری
- اقامت گزیدن = به سر بردن، ماندن، زندگی کردن، روزگار گذراندن، روزگار سپری کردن
- اقامت دائم = ماندگاری همیشگی
- اقامت موقّت = ماندگاری گذرا/ زمانمند/ زودگذر
- اقبال = رویکرد، روی آوردن، روی‌آوری؛ بخت
- اقتدا کردن = پیروی کردن، دنباله روی کردن
- اقتدار = نیرومندی، توانمندی؛ توانِش
- اقتصاد = ترازداری؛ میانه‌روی
- اقتصادی = ترازمند؛ ترازدارانه
- اقتضا می‌کند = نیاز است؛ شایسته/بایسته/سزاوار است
- اقدام کردن = دست به کار شدن، آغاز به کار کردن، دست به کاری زدن، پا پیش گذاشتن، آستین بالا زدن
- اقدامات = کارها
- اَقساط = (جِ قسط) بدهی‌ها، بهره‌ها؛ بهرگانی
- اَقساطی = بهرگانی
- اَقسام = گونه‌ها، بخش‌ها (جِ قِسم)
- اقصا نقاط جهان = سراسر جهان، گوشه گوشه جهان، سرتاسر گیتی
- اَقلام = (جِ قلم) نمونه‌ها؛ کالاها
- اقلّیّت = بخش کمتر، کمترین
- اقلیم = آب و هوا، آبهوا، آب و خاک؛ سرزمین
- اَقماری = پیرامونی، وابسته، ماهواره‌ای
- اقناع = پذیراندن، باوراندن
- اقوام = تیره‌ها، نژادها، تبارها؛ بستگان، خویشاوندان، خویشان (جِ قوم)

#### اک-ال
- اَکابر = بزرگان، بزرگسالان (در کاربردی به آموزش الفبا به بزرگسالان گفته می‌شود) (جِ اکبر)
- اکاذیب = دروغ‌ها، دروغ‌پردازی‌ها
- اکتشاف = یافتن، پیدا کردن، آشکار کردن، یابندگی
- اکثر = بیشتر
- اکید = سخت، استوار
- اکیداً ممنوع = به‌سختی قدغن
- الآن = اکنون، اینک، در این دم، در همین هنگام
- البته = چرا که نه؛ با این همه، گرچه، بیگمان، همانا، هرآینه
- البسه = پوشاک (جِ لباس)، پوشش‌ها، جامه‌ها
- التزام عملی = پایبندی
- التزامی = وابسته
- التفات = رویکرد، روی‌آوری، نگاه کردن، نگریستن
- التقاطی = آمیخته
- التماس = خواهش کردن، زاری کردن، لابه کردن، به دست و پاافتادن
- الحاق = پیوستن
- الزام = واداشتن، ناگزیر کردن، بایسته دانستن
- الزام‌آور = پایبندساز، پایبندکننده، وادارنده، وادارکننده گریزناپذیر، بایسته، ناگزیر
- الزامی = بایسته، ناگزیر
- الصاق = چسباندن، چسبانیدن
- الصاقی = چسبانده، چسبیده
- اَلکن = بریده‌گو، گرفته‌زبان
- الوهیت = خدایی، خدایگانی

#### ام
- امّا = به جز این، گرچه، ولی، آنگاه، با آنکه، از همه اینها گذشته، هرچند، وانگهی، با این همه، به هر روی، گو اینکه، با همه اینها، از آن گذشته، از اینها که بگذریم، گذشته از این، باری
- اِمارت = فرمانداری (از امیر پارسی برابرِ نامیرا)
- اَماره = نشانه
- اماکن = (جِ امکنه: جِ مکان) جاها، جای‌ها
- امان = آسایش، آسودگی؛ پناه
- امانت = سپرده
- امانت دادن = سپارش
- امانتدار = سپارش‌پذیر، سپاردنی
- امانی = گرویی، سپرده
- امتثالِ امر = فرمانبری
- امتحان = آزمون، پرسش‌نامه، آزمایش
- امتحان دادن = آزمون دادن
- امتحان کردن = آزمایش کردن، آزمودن
- امتداد = راستا، دنباله؛ کشش، کشیدگی، پیوستگی
- امتداد پیدا کردن = دراز شدن، دنباله‌دار شدن
- امتداد دادن = کشیدن، کشانیدن
- امتزاج = آمیختگی
- امتناع کردن = خودداری از، سر باز زدن
- امتنان = سپاسگزاری
- امتیاز = برتری
- اَمثال = (جِ مثل) نمونه‌ها
- اِمحاء = از میان بردن، پاک کردن، پاکسازی، نابودی، نابود کردن
- امداد = یاری، دستگیری، یاوری
- امدادگر = یاور، یاریگر، یاری رسان
- امداد و نجات = یاری و رهایی‌بخشی
- امداد غیبی = یاری آسمانی
- امر = (جمع: اوامر) فرمان، دستور؛ (جمع: امور) کار، چیز، نکته
- امر و نهی کردن = بکن نکن کردن، دستور دادن
- امرار معاش = گذران زندگی
- امریه = فرمان، دستور نامه
- امساک = پرهیز
- امضا = مُهرزنی، مهر زدن، پذیرش؛ پیمان‌پذیری
- اَمعا و احشا = دل و روده
- امکان = توان، درصد، بخت، دسترسی، گزینه
- امکان بررسی = جای بررسی، زمینه بررسی
- امکانپذیر = شدنی، دست‌یافتنی، در دسترس
- امکان داشتن = شدنی بودن، دست یافتنی بودن، دردسترس بودن
- امکانات = زیرساخت‌ها؛ داشته‌ها؛ گزینه‌ها
- اَمکنه = (جِ مکان) جاها
- املا = درست‌نویسی
- امن = آسوده، در پناه
- امنیت = آسایش، آسودگی
- امیر = (در بن پارسی است) فرماندار، سرکرده، سردمدار، سالار، سرور، فرمانده

#### ان
- انبساط = گسترش، بازشدگی، بزرگ شدن
- انبساط خاطر = شادی، شادابی، شادمانی، سرخوشی
- انتحار = خودکشی
- انتحاری = مرگ‌جویانه، مرگ‌خواهانه
- انتخاب = گزینه، پسند
- انتخاب کردن= پسندیدن، برداشتن، گزینش کردن، برگزیدن
- انتزاع = اندیشیدن، جداسازی، برگرفتن، برگیری، فروکاست، آهنجش، انگارش، انگاشت، برگرفت، پردازش، نمادسازی، نمادپردازی، نمودپردازی
- انتزاعی = نمادین، برگرفته، مینوی، انگاشته، اندیشیده، آهنجیده، جداساخته، فروکاسته، چکیده، گزیده
- انتشار = پراکنش، گستردن، چاپ
- انتصاب = به‌کارگماشتن، کارسپاری، کارگماری، گمارش، جایگاه بخشی
- انتظار = (از نظر = نگر پارسی) چشم‌داشت؛ چشم به راه بودن؛ پیش‌بینی
- انتظامات = نگهبانی
- انتظامی (نیروی) = شهربانی
- انتقاد = خرده‌گیری؛ سنجشگری
- انتقال = جابجایی
- انتقال دادن = رساندن، جابه‌جا کردن
- انتقال پیداکردن/یافتن = رسیدن، جابجا شدن
- انجماد = یخ‌زدگی، یخ زدن، یخ بستن، افسردگی (کاربرد کهن)
- انحصار = تکروی
- انحطاط = تباهی، فروپاشی، واپاشی
- انحلال = فروپاشی، پایاندهی، پایان بخشی
- انزجار = بیزاری
- انزوا = گوشه‌گیری، گوشه‌نشینی، کناره‌گیری
- انس گرفتن = آشنا شدن، دمخورشدن، خوگرفتن، همدم شدن، همنشین شدن
- انسان = مردم، آدم، گیومرت
- انسجام = یکپارچگی، همبستگی، پیوستگی
- انسداد = بستگی، بسته بودن، بسته شدن
- انسدادی = بستواجی (زبان‌شناسی)
- انشا = نوشتار، نگارش
- انشقاق = شکاف، جدایی
- انشعاب = چندشاخگی، شاخه‌شاخه شدن، جداشدن
- انصاف = دادگری
- انضباط = سامان، سامان‌گیری، سامان گرفتگی
- انضمام = پیوست، پیوستن، چسبیدن
- انضمامی = (در برابرِ انتزاعی:) مادی، دست‌یافتنی، در دسترس
- انطباق = سازگاری، همخوانی، هماهنگی
- انعطاف = نرمش، خمش
- انعطاف‌پذیر = نرمش‌پذیر
- انفرادی = تکی، جداگانه
- انفصال = جدایی، دوری
- انفصال از خدمت = بی‌بهرگی از کارمندی
- انفعال = کنش‌پذیری
- انقباض = گرفتگی
- انقضا = پایان، سررسید
- انقطاع = بریدگی
- انقلاب = دگرگونی، شورش، زیرورو شدن
- انقراض = نابودی
- انقیاد = فرمانبری، سرسپردگی
- انکار کردن = نپذیرفتن، باور نکردن/نداشتن، نیست انگاشتن، رد کردن
- انکسار = شکست
- انهدام = نابودی
- انیس = همدم، دمخور

#### او
- اواخر = در پایان
- اَوان = آغاز
- اواسط = میانه، در میانه
- اوامر = دستورها، فرمان‌ها
- اوایل = در آغاز
- اوج = (از اوگ پارسی) فراز، افراز، بالا، بلندی، بلندا
- اوجگیری = بالا رفتن، بلند شدن، برخاستن
- اوّل = نخست، یکم
- اوّل شخص = گوینده

#### اه
- اهالی = باشندگان، بومیان
- اهانت کردن = گستاخی کردن، پرده‌دری کردن، بی‌ارزش خواندن، خوارشمردن
- اهتزاز = افراشتگی، برافراشتن
- اهتمام داشتن = گرامی داشتن
- اهداء = پیشکش کردن
- اهداف = آماج، انگیزه‌ها، خواسته‌ها
- اهل = کسان؛ باشنده؛ بستگان، خویشاوندان
- اهل و عیال = خانواده
- اهلی = رام، رام‌شده، رام‌شدنی؛ دام
- اهلیت = شایستگی، سزاواری
- اَهُمِّ اخبار = برجسته‌ترین خبرها
- اهمّ و مهم کردن = رده‌بندی کردن
- اهمال کردن = کوتاهی کردن، سستی، تنبلی، کم‌کاری
- اهمّیّت = ارزشمندی، بزرگی، ارزش، ارزندگی، جایگاه، نقش (نخش)، ارج، برجستگی، ویژگی

#### ای
- ایاب و ذهاب = رفت و آمد، آمد و شد
- ایادی = مزدوران، دست‌نشاندگان
- ایّام = روزگار، دوران، دوره، روزها
- ایثار = ازخودگذشتگی، جان‌بازی، گذشت، ازجان گذشتگی، خودفراموشی
- ایجاد کردن = ساختن، پدیدآوردن، آفرینش، هست کردن
- ایجاد اشتغال = کارآفرینی
- ایجاز = گزیده‌گویی، گزین‌گویی، کم‌سخنی، کوتاه‌گویی، سنجیده‌گویی، فشرده‌نویسی، چکیده‌گویی
- ایذایی = آزاردهنده؛ گیج کننده، گمراه کننده
- ایراد = کمبود، بدی، زشتی، نارسایی، کاستی
- ایراد گرفتن = خرده گرفتن، خرده‌گیری کردن، گله‌گذاری کردن، گلایه کردن، کمبودی را یادآوری کردن
- ایراد سخنرانی = انجام سخنرانی
- ایفا کردن = بازی کردن
- ایما و اشاره = زبانِ بی‌زبانی
- ایمن = آسوده
- ایمنی = آسودگی، کارکرد درست
- این‌طور = این چنین، این گونه، این جور، این سان، به این روش، به این شیوه، بدین روال، به این روند، به این رویه، از این دست،
- ایهام = دوپهلو بودن، گمان، گمان‌افکنی، پندار، پنداشت

### ب

#### با
- با این حال = با این همه
- با این وجود = با این همه، با همه اینها
- با این وضع = این گونه، این چنین، این جوری، بدین سان
- با این اوضاع و احوال = این جوری، این چنین، بدین گونه، بدین سان، با این روند، به این شیوه، با این روش، به این روال
- با این حال = با این همه، با همهٔ اینها
- با توجه به = با نگاهی به، با آگاهی از، با دانستنِ، با یادآوریِ
- با درنظرگرفتنِ = با یادآوریِ، با دانستن اینکه، با آگاهی از، با برشمردنِ، با نگریستن به
- با شرکتِ = با هموندیِ، با همکاریِ، به‌همراهِ
- با کمال تعجّب = ناباورانه، با شگفتی فراوان
- با کمال میل = با انگیزهٔ بالا، با شور و انگیزه، با خوشنودی فراوان
- با مرور زمان = با گذشت زمان، کم‌کم، رفته رفته، اندک اندک، گام به گام
- با وجود اینکه = با اینکه، با همه اینکه
- باتقوا = پارسا، پرهیزکار، خویشتندار
- باجناغ = همریش
- بارز = آشکار، پدیدار، پیدا، نمایان، هویدا
- باسلیقه = خوش پسند
- باسواد = نویسا
- باشخصیت = برازنده، شایسته، والامنش
- باشهامت = نترس، دلیر، دلاور
- باطنی = درونی
- باعث = مایه، سرچشمه، سبب، برانگیزنده، آغازگر، پدیدآورنده، پدیدآور، خاستگاه
- باعث و بانی = پایه‌گذار، سرچشمه
- باقی = مانا ، بازمانده، مانده؛ ماندنی، ماندگار
- باقیمانده = پیمانه (ریاضی)، به جا مانده، بازمانده، برجای مانده
- باکره = (از پاکیزه پارسی) ناکام، دوشیزه، نسوده، دست نخورده
- باکفایت = شایسته، برازنده، توانا، برازا
- باکیفیت = خوش ساخت، ارزنده، ارزشمند، پربها، پرارزش، با ارزش
- بالاخره = سرانجام، در پایان
- بالاخص = به‌ویژه
- بالعکس = وارونه، واژگونه
- بالقوه = نهانی، اندوخته، پنهانی، خفته، خاموش
- بالغ = بزرگسال، پخته، رسیده
- بالغ بر = نزدیک به؛ بیش از
- باوجود = توانمند، کاردان
- باوقار = سنگین، سنگین و رنگین (گفتاری)
- بایر = (زمین) نکاشته، کشت نشده

#### بح
- بحبوحه = هنگامه، گیرودار، گرماگرم
- بحث و تبادل نظر = گفتگو، بگو مگو، گفت و شنود
- بحث‌برانگیز = گفتگو برانگیز، ستیزه برانگیز، پیکاربرانگیز
- بحر عروضی = وزن سرایش، آهنگ سروده، وزن چامه
- بخار = مه، مه سان
- بخش اعظمِ = بیشترِ، بخش بزرگی از
- بخیل = بدخواه، تنگ‌چشم، رشک بر، آزمند

#### بد
- بداهه = بی پیشینه، نوآوری
- بد جنس = بدنهاد، بدسرشت، بدگوهر، بدنژاد
- بد ذات = بدنهاد، بدسرشت، بدگوهر، بدنژاد
- بد طینت = بدنهاد، بدسرشت، بدگوهر، بدنژاد
- بدعت = نوآوری
- بد فهمی = برداشت نادرست، کژاندیشی
- بدن = تن، پیکر، کالبد، اندام، تنه
- بدو = آغاز
- بدوِ ورود = آغاز آمدن، سرآغازِ رسیدن، آغاز راهیابی
- بدون = بی، نا
- بدون استثنا = همیشه، همواره
- بدون دلیل = بیهوده؛ بی‌انگیزه، ناگهانی، بی دستاویز، بی بهانه
- بدون شک = بیگمان
- بدون فوت وقت = زود، تند، با شتاب، به تندی، بی درنگ شتابان، به شتاب
- بَدوی = نخستین (برای نمونه:دادگاه)، پیشینی، آغازین
- بَدَوی = (از پارسی بادیه) بادیه نشین، بیابانگرد، بیابانی
- بدیع = نو
- بدیل = همتا
- بدین طریق = بدین روش، از این راه
- بدیهی = روشن، نمایان، آشکار
- بذل و بخشش = گشاده‌دستی
- بذله گو = شوخ

#### بر
- برّاق = درخشنده، درخشان
- بر اساس = بر پایه، بر بنیاد
- برحذر داشتن = هشدار دادن، ترساندن، قدغن کردن، بازداشتن
- بر حق بودن = درست/راست گفتن
- بر طبق = بر پایه، هماهنگ با، همسو با، برابر با
- برعکس = وارونه، واژگونه، باژگونه، آینه وار
- علیه = به زیان؛ در برابر، رویاروی، رودرروی
- برعهده = بر دوش، به گردن
- برعهده گرفتن = پیمان بستن، بر دوش گرفتن، زیرباررفتن، برگردن گرفتن، پذیرفتن کار
- برقراری = برپایی
- برمبنای = بر پایه
- بر وفق = هماهنگ با
- برق آسا = تندر آسا، شتابان
- برودتی = سرمایشی
- برهان = (از پارسی) گواه روشن
- برهه تاریخی = برش زمانی، دوران تاریخی

#### بس
- بسط = گسترش
- بسط دادن = گسترش دادن، گستردن، گستراندن/گسترانیدن
- بسط یافتن = گسترش یافتن، گستردن
- بسیط = ساده
- بسیار زیاد = هنگفت، بسیار بالا، بیش از اندازه، گزاف
- بشارت = مژده، خوش خبری
- بشاش = خندان، خنده‌رو، گشاده‌رو، خوشرو، خوشخو
- بشر = مردم
- بشریت = مردمی، مردم واری، مردم گونگی، مردم سانی، مردمان
- بصره = پسراه
- بصیرت = بینش، دورنگری، ژرف اندیشی، روشن اندیشی، ژرف بینی
- بضاعت = توان، داشته، دارایی، توانایی
- بطئی = کند، آهسته، آرام

#### بع
- بَعد = پس، سپس، آینده، آنگاه
- بُعد = سویگان؛ دوری
- بعدازظهر = پس از نیمروز
- بعضاً = گاهی، برخی، گروهی
- بعضی = برخی، پاره ای، گروهی، شماری، کمی، اندکی، چند، دسته ای
- بعضی مواقع = گاهی، زمانی، گهگاه
- بعید است = دور است، نشدنی می‌نماید، کمتر پیش می‌آید، دیریاب است
- بغض = کینه
- بغض کردن = گریه فروخوردن، در آستانه گریه بودن
- بقّالی = خواربارفروشی
- بقایا = بازمانده، پسماند (جِ بقیه)
- بقیه = دیگر، دیگران؛ بازمانده، مانده

#### بل
- بلا = پیشامد ناگوار؛ گرفتاری، سختی
- بلاتکلیف = بی برنامه، سرگردان
- بلاد = سرزمینها، کشورها (جِ بلد)
- بلاغت = شیوایی، رسایی، گویایی
- بلافاصله = زود، بی درنگ، درجا، در دَم
- بلامنازع = بی هماورد، بی همتا، بی مانند، یکّه و تنها، تک
- بلد = راهنما
- بلد بودن = آشنا بودن، به یاد داشتن، آموخته بودن، کاردان بودن

#### بن
- بنا بر = بر پایه
- بنابراین = پس، چون، از این رو
- بنا به گزارشِ = به گزارشِ، بر پایه گزارشِ
- بنا به تشخیصِ = بر پایه شناساییِ، به رایِ، به روادیدِ
- بنا به مورد = در جای خود، به‌جای خود، بر پایه نمونه، سرِ جای خود
- بنا نبود که = نمی‌بایست، برنامه این نبود
- بنا نیست که = نمی‌باید، برنامه این نیست
- بنیان = بنیاد، پی، شالوده، پایه، زیرساخت
- بنیان‌گذار = بنیادگذار، پایه‌گذار، سازنده، برآورنده

#### به
- به اتفاق = با هم، با یکدیگر، همراه، همراه هم
- به اتمام رساندن = به پایان رساندن، به پایان بردن، به انجام رساندن، به فرجام رساندن، پایان بخشیدن
- به اجمال = کوتاه، چکیده، گزیده، فشرده
- به احتمال زیاد = با درصد بالایی، بر پایه پیش‌بینی، گمان می‌رود که، به برآورد بالا، به گمان بسیار، به نزدیکی
- به احتمال قریب به یقین = نزدیک به صد درصد، به پیش‌بینی باورکردنی، با برآورد تا اندازه ای درست، به گمان نزدیک به باور، بسیار باورپذیر، بسیار باور کردنی
- به استثنای = بجز، مگر، جدا از
- به اشتراک گذاشتن = هم‌رسانی کردن، به هم رساندن
- به اضافه = با، نیز، همچنین، افزون بر، با افزایش، دیگر آنکه، افزوده بر
- به اقتضای سن = هماهنگ با دوره زندگانی
- به این ترتیب = بدین سان، این گونه، بدین روی، این جوری، به این روش، به این شیوه
- به بحث گذاشته شدن = بررسی شدن، زمینه گفتگو شدن، مایه گفتمان شدن
- به تدریج = با گذشت زمان، کم‌کم، بآهستگی، گام به گام، رفته رفته، پله پله، اندک اندک، با سپری شدن زمان
- به ترتیب = یکی پس از دیگری، یک به یک، یکایک، تک تک
- به تفصیل = به گستردگی، با همه ریزه کاریها، ریز به ریز
- به تفکیک = جداگانه، جدا از هم، جداجدا
- به ثبات رسیدن = پایدار شدن
- به ثمر نشستن = به بار نشستن، بازده داشتن، سودمند بودن، به سرانجام رسیدن
- به حق = به سزا، روا، براستی، هرآینه
- به خاطرِ = برای، از روی، از سر
- به خاطر داشتن = به یاد داشتن
- به خصوص = به ویژه
- به دلیلِ = در پی، به‌دنبال، بر پایه، برایِ، از روی، از سر
- به رسمیت شناختن = پذیرفتن، درست دانستن
- به رسمیت شناخته شدن = پذیرش همگانی، پذیرفتگی سراسری
- به رشته تحریر درآمدن = نگاشته شدن
- به زحمت = به سختی، به دشواری
- به زعم من = به گمان من؛ به باور من
- به سبب = برای، از سرِ، از روی
- به سرعت = باشتاب، به تندی، زود، شتابان
- به سهمِ خود = به جای خود
- به سهولت = به سادگی، به آسانی، ساده
- به شوق آمدن = شور گرفتن، انگیزه پیداکردن/یافتن/گرفتن، برانگیخته شدن
- به صرافت بودن = در اندیشه بودن
- به صِرفِ اینکه = تنها برای اینکه
- به صَرفه = به اندازه، ارزان
- به صورتِ = به شیوه، به گونه، مانند، همچون
- به‌طور = به گونه، به شیوه
- به‌طور اتّفاقی = ناگهانی، بی‌خبر، بی برنامه، بی آمادگی، بی پیش زمینه، به پیشامد
- به‌طور از پیش تعیین شده = برنامه‌ریزی شده، با برنامه، گزینش شده
- به‌طور تصادفی = ناگهانی، بی‌خبر، بی برنامه، بی آمادگی، بی پیش زمینه، به پیشامد
- به‌طور ضمنی = سربسته، پوشیده، درپرده
- به‌طور قطع = بیگمان، بی برو برگرد
- به‌طور کامل = به‌خوبی، به‌درستی، به رسایی، یکسره، یکجا، همگی، یکپارچه
- به‌طور مثال = برای نمونه، همانند اینکه، چنان‌که، همچون، آنچنانکه
- به‌طور موقت = بگونه گذرا، بشیوه زمانمند
- به ظن من = به گمانم
- به عبارتی = به گفته‌ای، به سخنی
- به علاوه = با، همچنین، نیز، افزون بر این، همراه با، افزون بر، با افزایش، دیگر آنکه، افزوده بر
- به علتِ = برای، از سر، از روی
- به عمد = آگاهانه
- به عنوانِ = با نام، در جایگاه، همچون
- به غیر از اینکه = جدا از اینکه، جز اینکه
- به قلمِ = نوشته
- به قوت خود باقی است = پابرجاست
- به قولِ معروف = به گفته پرآوازه
- به قیمت = ارزنده
- به لحاظ = از دید، از دیدگاه
- به مثابه = همچون، در جایگاه، همانند، در نقش (از پارسی نخش)
- به مجرد اینکه = همین که؛ درست پس از اینکه؛ تنها با اینکه
- به مخاطره انداختن = بی گدار به آب زدن، در آستانه گزند نهادن، به آسیب نزدیک کردن
- به مراتب = بسیار، بارها
- به مرور = کم‌کم، رفته رفته، اندک اندک، با گذشت زمان، گام به گام، به آهستگی، آرام آرام، در گذر زمان
- به مصاف رفتن = رویارو شدن، به جنگ روانه شدن، راهی نبرد شدن، به آوردگاه رفتن، به کارزار رفتن، به رزمگاه رفتن
- به منزلهٔ = همچون، در جایگاهِ، همانندِ، به مانندِ، در نقشِ
- به منصه ظهور رسیدن = پدیدار/نمایان/پیدا/آشکار/هویدا شدن
- به منظورِ = برای؛ به انگیزه
- به موازاتِ = در راستای، همسو با
- به نتیجه رسیدن = به سرانجام رسیدن، به برآیند رسیدن، به بازده رسیدن
- به نحوِ = به گونه، به روش، به شیوه
- به نفعِ = به سودِ
- به نوبه خود = به جایِ خود، در جای خویش، در زمان خود
- به واسطه = به میانجی، (واسه = برای [گفتاری])
- به واقع = به راستی
- به وجد آمدن = شور گرفتن، برانگیخته شدن، شیدایی
- به وجد آوردن = به شور آوردن، برانگیختن
- به وجود آوردن = پدیدآوردن، هست کردن، آفریدن
- به وقوع پیوست = رخ داد، روی داد، پدید آمد، پدیدار شد، پیش آمد
- به هر ترتیب = به هر روی
- به هر تقدیر = به هر روی
- به هر جهت = به هر روی
- به هر حال = به هر روی
- به هر صورت = به هر روی
- به هلاکت رسیدن = مردن
- به همین جهت = برای همین
- به همین خاطر = برای همین، از این رو
- به همین دلیل = برای همین، از این روی، از همین روی
- به همین سبب = برای همین، از همین رو
- به همین علت = برای همین
- به همین نحو = به همین گونه، به همین شیوه/روش/روال/روند
- به هیچ عنوان = به هیچ روی، هرگز، هیچ‌گاه
- به هیچ نحو = هرگز، به هیچ روی، هیچ‌گاه
- به هیچ وجه = هرگز، به هیچ روی، هیچ‌گاه

#### بی
- بیان = (از ریشه پیام) گفتار، گفتن، بازگو
- بی‌اثر = ناکارا، ناکارآمد، بی بازده، بیهوده
- بی‌احساس = سنگدل
- بی‌استعداد = ناشایست، ناتوان
- بی‌اصل و نسب = بی بته، بی نژاد، بی خانواده، بی ریشه، بد تبار، بی منش، ناجوانمرد
- بی‌اعتمادی = ناباوری
- بی‌اعتنایی = نادیده گرفتن، رویگردانی، نگاه نکردن، پشت کردن، نادیده انگاشتن
- بی‌اعصاب = پرخاشگر، تندخو
- بی‌انتها = بی پایان، بیکران، بی مرز، پایان ناپذیر، بی سر و ته، جاوید، جاودان
- بی‌انصاف = ناجوانمرد
- بی‌انضباطی = نابسامانی، بی سروسامانی، آشفتگی، شلختگی
- بی‌بضاعت = تهیدست، تنگدست، بینوا، بیچاره
- بی‌تامّل = بی درنگ، درجا
- بی‌تدبیر = بی برنامه، بیخرد، ساده دل
- بی‌تربیت = بی فرهنگ، بی‌ادب، پررو
- بی‌تردید = بی چون و چرا، بی بروبرگرد، بیگمان، براستی، هرآینه، بی گفتگو
- بی‌تفاوت = (واژه نادرست گرته برداری شده از انگلیسی برابر با indifferent) بی واکنش، بی‌انگیزه، سست، بی رگ، یکسان انگار، بی داوری، بی مهر، نَیَنگیخته (:ناانگیخته)
- بی‌تکلّف = ساده، بی پیرایه
- بی‌توجّه = سر به هوا، بی پروا، ناهشیار
- بی‌ثمر = بیهوده، بی بازده، بی دستاورد
- بی‌جواب = بی پاسخ
- بی‌جهت = بیخود، بیجا، بیهوده، نابجا
- بی‌حاصل = بیهوده، پوچ، بی بازده، بی دستاورد، بی بر، ناکام، نافرجام
- بی‌حال = بی‌انگیزه، افسرده، سست
- بی‌حدّ‌وحصر = بی‌اندازه، بیکران، بیمرز، بی پایان
- بی‌حس کردن = بی واکنش کردن، ناگیرا کردن
- بی‌حساب‌وکتاب = بی‌اندازه
- بی‌حواس = فراموشکار، پریشان، سربه هوا
- بی‌حوصله = بی‌انگیزه، دلمرده، پژمرده، افسرده
- بی‌خاصیت = به دردنخور، ناکارآمد، بیهوده، بی کاربرد، بی سود و زیان، تهی، پوچ، دورانداختنی
- بی‌خطر = بی‌آزار، بی‌گزند
- بی‌دقّت = سرسری، سربه هوا، ناهشیار، دست و پاچلفتی، سبکسر، فروگذار
- بی‌دل‌وجرأت = ترسو، بزدل
- بی‌ذوق = بد پسند، بی‌انگیزه
- بی‌ربط = بیجا، نابجا، بی پیوند، ناوابسته
- بیرحم = سنگدل، ستمگر، ستم پیشه، ستمکار، خونریز
- بی‌رقیب = بی مانند، بی همتا، بی هماورد، یکتا
- بی‌روح = بیجان، خشک، سرد، یخ، خاموش، یخزده، خموش، بی جنب وجوش، دل مرده، بی کنش، افسرده، افسرده دل، روان نژند، سردمهر
- بی‌سلیقه = بدپسند، دلمرده، کژپسند، بدگزین
- بی‌شخصیت = خودکم بین، بی آبرو، بی منش؛ خوارمایه، بی بته، بدگوهر، بی خانواده، بی نژاد
- بی‌شرف = بی آبرو، بی همه چیز، میهن‌فروش، بی‌خانواده، بی‌بته، بدنژاد، خوارمایه، پست، بدسرشت، بی گوهر
- بیشعور = نادان، ناآگاه، بی‌خرد
- بی‌صبری = ببتابی، ناآرامی
- بی‌صفت = ناسپاس، نمک نشناس، ناجوانمرد، بی منش، بی همه چیز
- بی‌عدالتی = بیدادگری، نابرابری
- بی‌عرضه = ناتوان، ناکارآمد، دست و پاچلفتی
- بی‌عیب‌ونقص = بی کمبود، بی کم و کاست، درست
- بی‌غرض = بی چشمداشت، بی خواسته، پاکدل، یکدل
- بی‌فایده = بیهوده، پوچ، بی بازده
- بی‌قراری = بی تابی، ناآرامی، پریشانی، آشفتگی، ناشکیبایی
- بی‌قیدوبند = بی بندوبار
- بی‌کفایتی = ناشایستگی
- بی‌محابا = بی پروا، بی‌باک
- بی‌محل (چک) = بی پشتوانه
- بی‌محلی کردن = نگاه نکردن، روی برگرداندن، نادیده گرفتن، رو نکردن
- بی‌مروت = ناجوانمرد، بی‌منش، نامرد
- بی‌مسئولیت = بی‌بندوبار
- بی‌مصرف = بدردنخور، بی‌کاربرد، ناکارآمد، دورانداختنی
- بی‌معرفت = نامرد، ناجوانمرد، نمک‌نشناس
- بی‌معطلی = بیدرنگ، دردم، همان‌جا، همان‌دم، همان هنگام، همان‌گاه
- بی‌معنی = (از مینو پارسی) بی‌پایه، بیهوده، تهی، پوچ، بی ریشه، بی‌مایه
- بی‌ملاحظه = نسنجیده، سر به هوا، نیندیشیده
- بی‌مناسبت = بیجا، نابجا، نابهنگام
- بی‌منطق = نادرست، بیخرد، نابخردانه
- بی‌منظور = بی‌خواسته، بی‌چشمداشت، یکدل، پاکدل
- بی‌نتیجه = بیهوده، پوچ، بی‌بازده، بی‌دستاورد، بی بر، ناکام، نافرجام، بی‌سرانجام، بی‌فرجام
- بی‌نظمی = بی‌سامانی، آشفتگی، نابسامانی، پریشانی، بهم‌ریختگی، شلختگی
- بی‌نظیر = تک، بی‌همتا، بی‌مانند، یکتا، یگانه، یکّه
- بی‌نقص = بی‌کمبود، بی‌کم‌وکاست، درست
- بی‌نهایت = بسیار، بی‌اندازه، فراوان، بیشمار، سرسام آور؛ بیکران، بی‌پایان، بی‌مرز، جاودان، جاوید، جاویدان
- بی‌واسطه = سرراست، بی‌میانجی، بی‌میانگی، یکراست
- بی‌وجدان = نابکار، بدکردار، کج‌اندیش، بدکار، بداندیش، خدانشناس
- بی‌وجود = ناتوان، سست‌مایه، بدردنخور، ناکارا، ناکارآمد
- بیان = گفتار، سخن، بازگو، سخن آشکار، فرنود، گفتگو
- بیان کردن = گفتن، بازگوکردن، به زبان آوردن
- بیش‌ازحد = بیش‌ازاندازه
- بیش‌فعالی = پرکاری، پرکنشی، پرجنب‌وجوشی، بیش پویایی، بیش‌کاری
- بین = میان، میانه
- بین‌المللی = جهانی، فرامرزی، فراکشوری
- بینابینی = میانه، میانگین

### پ
- پساتحریم = پسانارواداری
- پیشخدمت = پیشکار، دستیار؛ میزبان
- پیش‌شرط = پیش‌نیاز، پیش‌زمینه، وابستگی، بستگی
- پیشفرض = پیش‌انگاشت، پیش‌پندار
- پیشقدم = پیشگام (قدم از گام پارسی)
- پیشقدم شدن = پیشدستی کردن، پیشگامی
- پیشکسوت = پیشگام؛ پیشرو

### ت

#### تا
- تا به حال = تاکنون
- تا حالا = تاکنون
- تا حدودی = تا اندازه ای
- تا حدی = تا اندازه ای
- تابع = پیرو، دنباله رو؛ (ریاضی:) پردازه
- تابعیّت = شهروندی
- تاجر = بازاری، بازرگان، سوداگر
- تاریخ = گذشته، پیشینه، زمان، سرگذشت (از پارسی)
- تازه‌وارد = تازه‌ازراه‌رسیده
- تأثرانگیز = دلخراش، اندوهبار
- تأثیر = کارایی، بازتاب، کارآمدی، بازخورد، کارکرد، کارساز بودن
- تأثیرگذار = کارساز، برانگیزنده، انگیزه بخش، دارای بازتاب
- تأثیرپذیری = کنش پذیری، بازتاب پذیری
- تأخیر = دیرکرد، واپس ماندن، درنگ
- تأسّف = دریغ، افسوس، پشیمانی، اندوه
- تأسیس = بنیاد گذاری، پایه‌ریزی، پایه‌گذاری، شالوده ریزی، پی ریزی، راه اندازی
- تأکید = پافشاری
- تألیف = نوشتن، نگارش، گردآوری
- تأمّل = درنگ، ژرف اندیشی، نگرش
- تأمین = فراهم کردن، فراهم آوردن، فراهم ساختن

#### تب
- تبادل = جابجایی، داد و ستد
- تبادل نظر = گفتگو، گفت و شنود
- تبانی = (بن واژه ساختگی در پارسی) همدستی، زد و بند
- تباین = جدایی، دوری
- تبرئه کردن = بیگناه نشان دادن، بیگناه دانستن، بیگناه خواندن
- تبرّک کردن = فراوانی دادن، سپند کردن
- تبریک = شادباش
- تبسّم = لبخند
- تبعه = شهروند (ج:اَتباع)
- تبعیض = برتری بیجا
- تبعیّت = پیروی، دنباله روی
- تبیین = روشنگری
- تثبیت = پابرجا کردن، ماندگار کردن، استوار کردن، ریشه دواندن، ریشه دوانی

#### تج
- تُجّار = (جِ تاجر:) بازرگان
- تَجارب = جِ تجربه
- تِجارت = بازرگانی
- تِجاری = بازرگانی
- تجاوز = دست اندازی، دست درازی، مرزنشناسی، مرزنوردی، مرزگذرانی، پرده دری
- تجاوزکارانه = مرزنشناسانه
- تجدید قوا = بازتوانی، توان اندوزی، نیروگیری
- تجدید نظر = بازنگری، بازبینی
- تجربه = پختگی، آزموده، آزمودگی، آزمون
- تجرید = اندیشیدن، انگاره پردازی، انگاره سازی
- تجزیه = جداسازی
- تجزیه طلب = جدایی خواه
- تجسّم = نمود، نماد، نمایش، انگارش، پیکره انگاری، کالبد انگاری، کالبد اندیشی
- تجمیع = یکپارچه سازی
- تجهیز = آماده‌سازی
- تجهیزات = ابزارها، افزارها، دستگاه‌ها
- تجهیزات نظامی = جنگ‌افزارها

#### تح
- تحت اِشغال = در دست بیگانه، ناروا به‌دست آمده
- تحت امر = زیر فرمان، فرمانبردار، فرمانبر، بفرمان
- تحت تاثیرِ = در پرتو، برآمده از، ریشه گرفته از، برخاسته از، زیر بارِ، برگرفته از، برانگیخته از، بازتاب گرفته از، زیر بازتابِ، زیر سایه؛ به‌دنبالِ، در پیِ، با دنباله‌روی از، با پیروی از
- تحت بررسی قرارداشتن = در دست بررسی بودن
- تحت پوشش = زیر پوشش
- تحت پوشش قراردادن = زیر پوشش داشتن، دربرگیرنده بودن، دربرگرفتن، فراگیر بودن، فراگرفتن
- تحت تصرف = در دست بیگانه، ناروا به‌دست آمده
- تحت تعقیب بودن = در پیگرد بودن
- تحت تعلیماتِ = دانش‌آموخته از
- تحت حاکمیت = زیر فرمان، با فرمانبری از، با پیروی از
- تحت‌الحفظ = با نگهبان
- تحت‌الحمایه = زیر سرپرستی، وابسته
- تحت حمایت = زیر پروبال، با پشتیبانی، به پشتوانه
- تحت‌الشعاع = زیر پرتو، زیر سایه، زیر بازتاب، بازتاب گرفته از، در پرتو
- تحت عمل جراحی قرارگرفتن = کاردپزشکی شدن
- تحت عنوان = با نام، به نام
- تحت فرمان = زیر فرمان، فرمانبردار، فرمانبر، بفرمان
- تحت فرماندهی = فرمانبردار، فرمانبر
- تحت فشار = زیر فشار
- تحت فشار قراردادن = فشار آوردن
- تحت لوای = زیر پرچم
- تحت هر شرایطی = به‌هرروی، همه‌گونه، هر جور که باشد/شده/بشود، در هر بستری، با هر پس‌زمینه‌ای، هر گونه که بشود
- تحت هیچ شرایطی = هرگز، هیچگاه، به‌هیچ‌روی
- تحرک = جابجایی، جنب‌وجوش، جنبش، تکان خوردن
- تحرّکات نظامی = جابجایی‌های رزمی
- تحریریه = نویسندگان
- تحریف = دستکاری، دروغ‌پردازی
- تحریک = برانگیختن
- تحریک‌آمیز = برانگیزنده
- تحریک‌پذیری = انگیزش‌پذیری
- تحسین = ستایش
- تحسین‌برانگیز = ستودنی
- تحسین‌شده = ستوده
- تحسین‌کردن = ستودن
- تحصُّل‌گرایی = آزمون‌گرایی
- تحصّن = بست‌نشینی
- تحصیل = آموزش؛ دستیابی، بدست‌آوردن، بدست‌آوری
- تحصیلِ حاصل = دانسته‌پرسی، پرسش دربارهٔ ازپیش‌دانسته
- تحصیلات تکمیلی = آموزش پیشرفته، آموزش گسترده، آموزش افزوده
- تحصیلدار = باج‌سِتان، بازپسگیر، بدهی‌سِتان، بازسِتان
- تحصیلکرده = دانش‌آموخته، آموزش‌دیده
- تحفه = رهاورد
- تحقّق = پیدایش، روی‌دادن، رخ‌دادن
- تحقّق‌بخشیدن = پدیدآوردن، پدیدارکردن
- تحقّق‌پیداکردن/یافتن = رخ‌دادن، روی‌دادن، پدیدآمدن
- تحقّق ناپذیر = نشدنی
- تحقیر = کوچک‌کردن، خوارشمردن، سبُک‌شمردن
- تحقیرآمیز = خوارکننده
- تحقیق = بررسی، پژوهش، کندوکاو، کاوش، پیگیری، بازجویی، واکاوی، ریشه‌یابی
- تحقیق‌کردن = کاویدن، بازجویی‌کردن، پژوهیدن، پی‌گرفتن، بررسیدن، بررسی‌کردن، دنبال‌کردن
- تحکیم = استوارکردن
- تحلیف = سوگند خوردن
- تحلیل = واکاوی، بررسی، برگشایی
- تحلیل رفتن = فرسودن، فرسایش یافتن
- تحمّل = بردباری، شکیبایی، تاب و توان، ایستادگی، پابرجایی، یارا، برتافتن، سازگاری، تاب آوردن
- تحمّل‌کردن = ایستادگی‌کردن، استوارماندن، پابرجا ماندن، تاب‌آوردن، زیربار رفتن، خم‌به‌ابرو نیاوردن، برتافتن، تن‌دردادن، رنج و سختی را بر خود هموارکردن
- تحمل‌ناپذیر = توانفرسا، جانفرسا، جانکاه، بیش از توان
- تحمیل = زورگویی، واداشتن
- تحمیل‌کردن = به زور پذیراندن (باوراندن)، وادار به پذیرش کردن، به پذیرش واداشتن، ناچار (ناگزیر) از پذیرش کردن
- تحمیلی = ناخواسته، واداشته، ناگزیر، گریزناپذیر
- تحوّل = دگرگونی، جایگزینی
- تحویل = دادن، واگذاری، رساندن
- تحویل‌گرفتن = دریافت‌کردن، پذیرفتن، پذیرا شدن

#### تخ
- تخریب = ویرانی، نابودی، نابود ساختن، ویران کردن، ویرانگری
- تخصّص = توانایی، کارشناسی، کاردانی، ویژه کاری، کارآزمودگی
- تخصیص دادن = پرداختن به، ویژه ساختن برای، ویژه کردن، ویژه گردانیدن
- تخطئه = نادرست خواندن، گمراه انگاری، کجرو انگاری، گمراه خواندن، گمراه پنداری، نادرست پنداری
- تخطّی = سرپیچی، روگردانی، مرز نشناسی
- تخفیف = کاهش، سبک کردن؛ کاهش بها، بهاکاست
- تخلّف = (ج:تخلفات) نافرمانی، سرپیچی، سرکشی
- تخلیه = پاکسازی، تهی سازی، بیرون ریختن، بیرون انداختن
- تخمیر = ترشیدگی، ترشاندن
- تخیّل = پندار
- تخمین = برآورد، گمانه زنی
- تداعی = یادآوری
- تداوم = پیوستگی، پایداری، ماندگاری، مانایی، دنباله
- تدوین = گردآوری، سرهم کردن، نگارش، فراهم آوردن، فراهم کردن
- تذکّر = یادآوری

#### تر
- تراکم = فشردگی، چگالی، انباشتگی، انبوهی، انباشت، توده
- تربت = خاک
- تربیت = پرورش، آموزش
- تربیت کردن = بار آوردن، پرورش دادن، پروردن، پروراندن، ادب آموختن، راه زندگی آموختن، فرهیختن
- ترتیب = چینش، چیدمان، سامان، آرایش، آرایه
- ترجیح دادن = برتر دانستن/شمردن، بیشتر پسندیدن، برگزیدن، گزینه نخست دانستن، گزینه برتر دیدن، بهتر دیدن/دانستن
- تردّد = رفت و آمد، آمد و شد، جابجایی
- تردید = دودلی
- ترسیب = ته‌نشین کردن
- ترسیم = کشیدن، نگاشتن
- ترغیب = برانگیختن، به شور آوردن، انگیزه بخشی
- ترفیع = پیشرفت (سازمانی)، پایه آوری، رده‌گیری
- ترقّی = پیشرفت، شکوفایی
- ترکیب = آمیزه؛ آمیزش
- ترمیم = بازسازی، بهسازی
- ترویج = (از ریشه پارسی رواک) گسترش
- تزئین = آذین بندی، زیباسازی، آراستن، آرایش، زیور بستن/ دادن/کردن/کشیدن

#### تس
- تسامح = رواداری
- تساوی = برابری، همسنگی
- تساهل = آسانگیری، رواداری
- تسبیب = زمینه چینی، زمینه‌سازی، بسترسازی
- تسبیح = دستگرد، شمارافزار
- تسخیر = گرفتن، چیرگی، به‌دست گرفتن، به‌دست آوردن
- تسطیح = هموارسازی
- تسکین = آرام کردن، آرامش بخشی، آرام بخشی
- تسلیحات = جنگ‌افزارها، ساز و برگ رزم
- تسلیم شدن = پذیرفتن شکست، تن در دادن، از پا افتادن، سپرانداختن، گردن نهادن، رام شدن، زیر فرمان رفتن، زیر بار رفتن، سر خم کردن
- تسویه = برابرسازی، یکسان‌سازی، سر به سر کردن
- تسهیل = ساده‌سازی، آسان سازی
- تسهیلات = وام

#### تش
- تشابه = همانندی، همسانی
- تشبیه = همسان خواندن، همتاانگاشتن، همگون پنداری
- تشخُّص = مردمی (مردم بودگی)، مردموارگی
- تشخیص = شناسایی، شناخت، بازشناسی، شناختن
- تشرُّف = به پیشگاه رسیدن، آستان بوسی
- تشریف آوردید = (بزرگواری کردید که) آمدید
- تشریف فرما شدن = به بزرگواری آمدن
- تشریفات = آیین
- تشکُّل = گروه، انجمن
- تشکیل = ساختن، پایه‌ریزی، بنیادگذاری، پایه‌گذاری؛ برگزاری
- تشکیلات = سازمان
- تشکیل دهنده = سازنده
- تشنّج = برآشفتگی، پریشانی، تنش، آشوب، سراسیمگی؛ مغز پریشی

تشویش = نگرانی، دلواپسی، پریشانی، دلهره، دلشوره، تنش
- تشویش اذهان عمومی = برانگیختن مردم، برآشفتن همگان
- تشویق = آفرین گویی، ستایش، شور آفرینی
- تشییع جنازه = آیین خاکسپاری

#### تص
- تصاحب = گرفتن، دستیابی، بدست‌گیری، از آن خود کردن
- تصادف = برخورد، پیشامد
- تصادفی= پیش‌بینی نشده، بی برنامه، ناگاه، نابهنگام
- تصادم = برخورد، برخورد آسیب زا
- تصحیح کردن = درست کردن
- تصدیع دادن = مایه سردرد شدن، سر کسی را به درد آوردن
- تصدیق = گواهی
- تصدیق کردن = گواهی دادن، راست انگاشتن، راست انگاری، درست شمردن، راست دانستن، راستگوخواندن
- تصرّف = دستیابی، بدست‌گیری، دستکاری؛ از آنِ خود کردن
- تصعید = مه شدگی
- تصفیه = پالایش، پاکسازی
- تصمیم = آهنگ کردن، برنامه‌ریزی، خواست
- تصمیم سازی = گزینه پردازی، گزینه نمایی، گزینه سازی، زمینه‌سازی/چینی/پردازی گزینش
- تصنّعی = ساختگی، نمایشی
- تصنیف = نگارش؛ گونه ای آهنگ
- تصوّر = انگاره
- تصوّر کردن = دراندیشه آوردن، گمان کردن، انگاشتن، اندیشیدن، اندیشه نگاری، اندیشه نگری
- تصویر = نگاره، نما، چشم‌انداز
- تصویر برداری = نگاره برداری، نمابرداری، رخساره برداری، رخشاره برداری

#### تض
- تضارب آرا = گفتاورد، هم‌اندیشی، گفتمان
- تضامنی = هم بهره
- تضعیف = ناتوان سازی
- تضعیف روحیه = روانکاهی
- تضمین = پشتیبانی، پشتوانه

#### تط
- تطابق = هماهنگی، همخوانی، سازگاری
- تطبیق دادن = هماهنگ‌کردن، سازگار کردن
- تظاهر کردن = وانمود کردن
- تظاهرات = راهپیمایی
- تظاهرات بیرونی = نمودها، نشانه‌ها، نمایشها

#### تع
- تعارض = ناسازگاری، ناهماهنگی، دوگانگی، چندگانگی، ستیزه گری، ناهمخوانی، دودستگی، چنددستگی، رویارویی، نابرابری
- تعامل = هم کنشی
- تعبیر = برداشت، گزاره، گزارش، برگردان
- تعبیر خواب = خوابگزاری
- تعبیه کردن = جاسازی کردن، جاگذاری کردن
- تعداد = شمار
- تعدُّد = پرشماری
- تعدیل = هماهنگ سازی
- تعدیل نیرو = کاهش کارمندان
- تعرّض کردن = دست درازی، دست اندازی، مرزنشناسی
- تعرفه گمرکی = باج بها، نرخ باج
- تعریض معابر = پهن کردن گذرگاه‌ها
- تعریف = شناساندن، شناسه، بازشناسی، بازگویی، برشماری، کرانگیری، مرزگیری؛ ستایش، ستودن
- تعصّب = خشک مغزی، یکسونگری، خشک اندیشی
- تعطیل = از کار اندازی، بستن
- تعظیم = کرنش، بزرگداشت، گرامیداشت
- تعقیب = پیگیری، دنبال کردن، پیگرد
- تعلّق خاطر = دلبستگی
- تعلّق داشتن چیزی به کسی = مال کسی بودن، از آنِ کسی بودن، دارایی کسی بودن
- تعلّل کردن = بهانه‌گیری/بهانه جویی/بهانه تراشی کردن، سستی کردن، درنگ کردن
- تعلیم = آموزش
- تعمیر = بازسازی، نوسازی، بهسازی، بهینه‌سازی
- تعمیم = فراگیر سازی، گسترش، همگانی سازی، سراسرسازی
- تعمیق = ژرف سازی
- تعویض = جابجایی
- تعویق = درنگ؛ دیرکرد، به آینده سپاری
- تعهّد = پایبندی، پیمانداری، پیمان پذیری
- تعیین تکلیف کردن = کارسپردن، برنامه ریختن، نقش سپردن، سرنوشت برگزیدن
- تعیین کردن = روشن کردن، گزینش کردن، گماشتن، برگزیدن

#### تغ
- تغذیه = خوراک، غذا
- تغذیه کردن = غذا خوردن، خوراندن، خوردن
- تغلیظ = چگالش، چگالیدن
- تغییر = دگرگونی، جابجایی، دگرش، گردیدن
- تغیّر کردن = پرخاش کردن

#### تف
- تفاضل = کاهش
- تفاوت = جدایی، دوری، دیگرگونی، دگرگونگی، شکاف
- تفاوت معنی دار = شکاف چشمگیر، جدایی بسیار
- تفاهم = همزبانی، هم‌اندیشی، هم سخنی
- تفاهم نامه = پیش نویس پیمان، پیشاپیمان نامه، پیوندنامه، همکاری نامه، همرایی نامه، هماهنگی نامه
- تفاُّل = فال زدن (ستاک ساختگی)
- تفتیش = بازرسی
- تفتیش عقاید = باورپرسی
- تفحّص = جستجو، پژوهش، کندوکاو، کاوش
- تفرّجگاه = گردشگاه
- تفرقه = دودستگی، چنددستگی، جدایی، دوگانگی، چندگانگی، بیگانگی، واگرایی
- تفرقه افکنی = جدایی افکنی
- تفریح = سرگرمی
- تفریط = فروگذار کردن، کم‌کاری، کوتاهی کردن
- تفریق = کم کردن، کاستن، کاهش، جداسازی، جداکردن
- تفسیر = برداشت، روشنگری، گزارش، پرده برداری
- تفقّد = دلجویی
- تفکّر = اندیشه
- تفکیک = جداسازی
- تفنّن = سرگرمی (از ریشه فن و فند پارسی)
- تفنّنی = برای سرگرمی، گهگاه
- تفهیم کردن = یاد دادن

#### تق
- تقابل = رویارویی
- تقاص پس دادن = تاوان دادن
- تقاطع = چهارراه یا سه راهی؛ برخوردگاه
- تقبیح = زشت خواندن یا دانستن، ناپسند شمردن/خواندن/نامیدن/بشمارآوردن؛ نکوهیدن
- تقبل کردن = پذیرفتن، زیرباررفتن
- تقدیم = پیشکش
- تقدّم = پیشگامی، پیشرو بودن
- تقدیر = سرنوشت، پیشانی نوشت
- تقریباً = نزدیک، نزدیک به، تا اندازه ای، تا جایی
- تقسیم = گروه‌بندی، جداسازی، دسته‌بندی، جدا کردن، بخش‌بندی، بخش کردن، پراکنش، پراکندن
- تقطیع = بریدن، تکه‌تکه کردن
- تقلّاکردن = تلاش‌کردن، کوشش‌کردن، تک‌ودوکردن، دست‌وپا زدن، کوشیدن، تکاپوکردن، غلت زدن، رنجه‌بردن
- تقلّب = دستکاری، فریبکاری، نیرنگ بازی، دغلکاری
- تقلید= وانمودسازی، همگون‌سازی
- تقلیل = کم کردن، کاهش دادن، کاستن، فروکاستن
- تقلیل‌گرایی = کاهش‌گرایی، فروکاست‌گرایی
- تقنین = آیین گذاری، شیوه گذاری، روندگذاری، روش گزینی
- تقوا = پرهیزکاری، پارسایی، پرواپیشگی
- تقویم = سالنامه، گاهنامه؛ گاهشمار؛ اندازه‌گیری، ارزیابی
- تقیّه = وانمودسازی

#### تک
- تک = تنها، منحصر به فرد، یک
- تکثیر = انبوه‌سازی
- تکدّی = گدایی (از کدا: عربی شده گدا)
- تکدّی گری = گداپیشگی
- تکذیب = دروغ شمردن
- تکرار = چندبارگی، دوبارگی
- تکراری = چندباره، دوباره
- تکرّر = چندبارگی
- تکریم ارباب رجوع = گرامیداشت خریدار و فروشنده، بزرگداشت خریدار و فروشنده
- تکلیف = خویشکاری
- تکلیف تعیین کردن = برنامه‌ریزی؛ گماشتن
- تکمیل = به پایان رسانی

#### تل
- تلاطم = آشفتگی، آشوب، پریشانی
- تلاقی = برخورد، رویارویی
- تلطیف = نرم کردن، هموار کردن
- تلطیف فضا = تنش زدایی، آرامش بخشی
- تلف کردن = نابود کردن، تباه کردن، از میان بردن
- تلف کردن وقت = بیهوده گذراندن زمان
- تلفات = مرگ و میرها، کشته‌ها، کشته شدگان، آسیب‌ها
- تلفّظ = به زبان آوری، گویش، واج گویی، آواگویی واژه
- تلفیقی = آمیزشی، آمیخته
- تلقّی کردن = برداشت کردن، گمان کردن، انگاشتن
- تلقین = باوراندن؛ خودانگیزی/دگرانگیزی
- تلویحاً = در پرده

#### تم
- تمام = همه، همگی
- تمام عیار = همه سونگر، همه سویه
- تمام کننده = پایان بخش، پایانی، پایان دهنده
- تمایز = جدایی، دوری، دگرگونگی، دگرسانی
- تمایل = گرایش، رویکرد
- تمثال = تندیس
- تمثیل = نمونه آوری
- تمجید = ستایش
- تمدّد اعصاب = خستگی در کردن، آرمیدن، آرام گرفتن
- تمدّن = شهری‌گری، شهرنشینی، شهرگرایی
- تمدید = زماندهی، زمان افزایی
- تمرّد = سرپیچی، نافرمانی، سرکشی، گردنکشی
- تمرکز = همسویی، همگرایی؛ هسته گرایی
- تمرکز کردن = نشانه روی، نشانه‌گیری (نیرو/پرتو)، (شنیداری) گوش سپردن، گوش فرادادن، سراپا گوش شدن؛ (دیداری) چشم دوختن، خیره شدن؛ (دیداری و اندیشگی) ریزبینی، ریز شدن، خرده بینی، تیزبینی، درست/خوب/نیک/آرام اندیشیدن، یگانه اندیشی، یکتانگری
- تمرین = ورز، تلاش، پشتکار، کوشش
- تمساح = سوسمار
- تمسخر = دست انداختن
- تمسّک به = دست به دامان شدن، یاری جستن
- تمکین = فرمانبری، فرمانپذیری
- تملّق = چاپلوسی، ستایشگری، خوشایندگویی، سالارنوازی، سروَرپروی، خواجه پروری
- تملّک = گرفتن، به‌دست گرفتن، از آنِ خود کردن، به‌دست آوردن، به دارایی خود افزودن/پیوستن
- تمنّا کردن = خواهش کردن، درخواست کردن
- تمهیدات = آمادگیها، آماده سازیها، زمینه سازیها
- تمیز = پاکیزه
- تمییز دادن از هم = جداسازی، شناسایی، از هم بازشناختن

#### تن
- تنازع بقا = نبرد زندگی، کشاکش زندگی، جنگ زیستن
- تناسب = هماهنگی، فراخور بودن، در خور بودن، به اندازه بودن، برازندگی، شایستگی
- تناسلی = باروری، زادوری، زادآوری
- تناقض = ناسازگاری، ناهماهنگی، ناهمخوانی، ناسازی
- تناوب = پیاپی بودن، پشت سرهم بودن، افت و خیز، فراز و فرود
- تناول کردن = غذا خوردن
- تنبیه = گوشمالی، ادب کردن
- تنظیم = ساماندهی، سامان بخشی، درست کردن، بهینه‌سازی، آراستن، ویراستن، سازماندهی
- تنفیذ سِمَت = گماشتن، گمارش

#### تو
- توازن = هم وزنی، هم سنگی، هماهنگی، برابری
- تواضع = خاکساری، افتادگی، فروتنی
- توافق = سازش، سازواره، هم رایی، همداستانی
- توافق‌نامه = سازش نامه، پیمان نامه
- توالی = دنباله (ریاضی)
- توآم = همراه، باهم؛ همزاد
- توبه = بازگشت از گناه، بخشایش خواهی، پوزش خواهی
- توبیخ = سرزنش، بازخواست
- توجّه = رویکرد، نگاه، روی آوردن؛ رسیدگی
- توجیه = بهانه تراشی، بهانه جویی، بهانه آوری؛ روشنگری، ریشه یابی، دستاویزآوری، شوندآوری
- توجیه پذیر = استوار، درست، ریشه دار، روشن شدنی، بهنجار، هنجارمند، هنجارپذیر، بنیادمند
- توجیه شدنی = استوار، درست، ریشه دار، روشن شدنی، بهنجار، هنجارمند، هنجارپذیر، بنیادمند
- توجیه ناپذیر = بی‌پایه، بی ریشه، بیهوده، بی بهانه، بی دستاویز، بی بنیاد
- توحید = یکتاپرستی، یگانه‌پرستی
- توزین = وزن کردن
- توسّطِ = از سویِ، به‌دستِ، با، به میانگی، به میانجی، به میانجیگری، به یاریِ، به کمک
- توسّل به = کمک گرفتن از، یاری خواستن، میانجی خواهی
- توسعه = گسترش، پیشرفت
- توسعه طلبی = کشورگشایی، جهانگشایی، گسترش خواهی
- توسعه طلبانه = برتری جویانه، گسترش خواهانه
- توصیه = پند، سفارش، راهنمایی، رهنمود، اندرز
- توضیح = روشنگری، بازگویی، واگویه، بازگفت
- توفیق = کامیابی، پیروزی، کامروایی، کامرانی
- توفیق حاصل کردن = کامیاب شدن، دست یافتن، پیروزی به‌دست آوردن
- توقف = ایست، ایستادن، پیشگیری، بازداشتن
- توقف تولید = پیشگیری از ساخت
- توکّل = امید به خدا، واگذاری به خدا، سپردن به خدا
- توکیل = سپردن، نماینده کردن، به نمایندگی برگزیدن، به نمایندگی گماردن/گماشتن
- تولید = ساخت، ساخت و ساز
- تولیدکننده = سازنده
- توهین = بددهنی، بدزبانی، رفتار بیشرمانه، گستاخی، دشنام دادن، پرده دری، بی‌ادبی، خوار شمردن

#### ته
- تهاتر = کالا به کالا، پایاپای؛ سر به سر
- تهاجم = تاخت وتاز، آفند، تک (در برابر پاتک)، تازش
- تهدید = ترساندن
- تهمت = دروغزنی، بدنام کردن، دروغ بستن
- تهنیت = شادباش
- تهوّر = بیباکی
- تهوّع = دل بهم خوردگی، دل آشوبی
- تهویه = (از ریشه پارسی هوا) هواساز؛ هوادهی
- تهیه = فراهم آوردن، آماده‌سازی، آمایش
- تهیه شد = فراهم شد
- تهیه غذا = خوراک پزی، خورش پزی
- تهیه‌کننده = فراهم گر، فراهم کننده، فراهم ساز

### ث
- ثانوی = دومی
- ثانویه = دومی
- ثانیاً = دوم اینکه، دودیگر
- ثانیه = (دمک)
- ثبات = پایداری، ایستایی، ایستادگی، استواری
- ثبت = یادداشت؛ شناسه نویسی
- ثبت‌نام = نام‌نویسی
- ثبت احوال = شناسنامه نویسی
- ثبت اسناد = شناسه نویسی دارایی، پیمان نامه نویسی
- ثبت املاک = شناسه نویسی زمین
- ثبت کردن = بایگانی، انگاشتن
- ثبوت = پایداری؛ نشاندهی
- ثقل = سنگینی
- ثقیل = سنگین
- ثلث اموال = یک سوم دارایی
- ثنا = ستایش
- ثنویت = دوگانه انگاری، دوگانه گرایی، دوگانه پرستی

### ج
- جاده = (پارسی) راه، بزرگراه، شاهراه
- جاده مواصلاتی = راه رفت و آمد
- جاذب = گیرنده، کشنده
- جاذب رطوبت = نمگیر
- جاذبه = گرانش؛ کشش، گیرایی
- جاسوس = خبرچین
- جاعل = سازنده
- جالب = گیرا، دیدنی (چشم‌انداز)، شنیدنی (گفته)، خواندنی (نوشته)
- جالب توجه = چشمگیر، دیدنی، چشم نواز، نگریستنی
- جامع = فراگیر، دربرگیرنده؛ چند سویه؛ همه سونگر
- جامعه = همبودگاه، توداک، همزیستگاه؛ انجمن
- جامه عمل پوشیدن = کاربردی شدن، به کار رفتن، روی دادن، به انجام رسیدن، رخ دادن
- جانب = سو، پهلو، کناره
- جانبدارانه = هوادارانه، سوگیرانه
- جانبداری = هواداری، پشتیبانی، سوگیری
- جانبگیری = هواداری، پشتیبانی، سوگیری
- جانی = بزهکار، تبهکار (جُناح: گناه در پارسی)
- جاعل = برسازنده، برساز
- جایز = روا، درست
- جایزه = پاداش
- جبر = زور؛ ناگزیری
- جبرگرایی = سرنوشت گرایی
- جبران کردن = تاوان دادن، بازپرداختن، برگرداندن
- جبران ناپذیر (خسارت) = (آسیب) برگشت‌ناپذیر، بی‌بازگشت، تاوان ناپذیر، بی تاوان
- جبهه = پیشانی، نما؛ میدان جنگ، آوردگاه، رزمگاه، کارزار
- جبین = پیشانی
- جثّه = تنه، پیکر، کالبد
- جدار = دیوار
- جدال = درگیری، کشاکش، کشمکش، ستیزه
- جدل = ستیزه گری، بگومگو، کشمکش، پیکار
- جدول = زیگ، زیج
- جدید = نو، تازه، نوین
- جدّی = سختگیر؛ نگران کننده
- جدّیّت = سختگیری؛ سختکوشی
- جدیداً = بتازگی، تازگیها
- جدیدالتاسیس = نوساز، تازه ساخت، نوبنیاد
- جذب = درکشیدن؛ گرانش؛ کشش، گیرایی
- جذب دانشجو = پذیرش دانشجو
- جذّاب = گیرا، تماشایی، فریبنده، دلفریب
- جذابیّت = گیرایی
- جُذام = خوره
- جذر = ریشه (ریاضی)
- جرئت = بی پروایی، بی‌باکی، دلیری، نترس بودن؛ یارا، توانش
- جرّاح = کاردپزشک
- جراحی = کاردپزشکی
- جراحت = زخم، آسیب دیدگی، بریدگی
- جراید = روزنامه‌ها (جِ جریده)
- جراید کثیرالانتشار = روزنامه‌های پرشمارگان
- جُرم = بزهکاری، گناه، بزه، لغزش
- جِرم = چگالی، ماده، توده، لرد، زنگ، درد
- جریان = گردش، روند، گذران، روال، ریزش، روان بودن، روایی
- جریان هوا = دمیدن هوا، دمش، دمیدگی هوا
- جریمه = تاوان
- جزء = بخش، بند، پاره، لَخت، تکّه
- جزئی = کم، اندک، خرد، کوچک، ناچیز، ریز
- جزئیات = ریزه کاری‌ها، ریزگان
- جزا = کیفر، سزا
- جزایی = کیفری
- جزر = فرونشینی، فروکش، واکش، اُفتاب، فروکشند
- جزر و مد = کش و واکش، اُفتاب و خیزآب، فروکشند و کشند
- جزع و فزع کردن = بیتابی و ناآرامی کردن، فغان و شیون و ناله کردن
- جزیره = (از پهلویِ گزیرک، گزیره) آبخوست
- جسارت = گستاخی، بی پروایی، بی‌ادبی
- جسم = پیکر، تن، تنه، اندام، کالبد؛ توده
- جسور = گستاخ، بی پروا
- جعبه = بسته؛ گنجه
- جعل = برساختن، برساخت
- جعلی = ساختگی، برساخته
- جفا = ستم، ستمگری، ستمکاری
- جفاکار = ستمگر، ستمکار، ستم پیشه
- جلا = درخشندگی، پرداخت، زنگارزدایی، تابش
- جلا دادن = پرداخت کردن، پرداختن، درخشان کردن، تابنده کردن، پاکیزه کردن، زنگار زدودن
- جلّاد = کشتارگر
- جلال = شکوه، بزرگی
- جلای وطن = رها کردن میهن، واگذاشتن کشور، کوچ فرامرزی، کوچ برون مرزی، کوچ به سرزمین بیگانه، دست کشیدن از سرزمین
- جلب = دستگیری، بازداشت
- جلب توجه = گیرایی، چشمگیری
- جَلد = تند، زود، به شتاب
- جِلد = پوشینه (کتاب)؛ پوست (مردمان)
- جلسات = نشست‌ها، انجمن‌ها، همایش‌ها، هم‌اندیشی‌ها، گردهمایی‌ها (جِ جلسه)
- جلوس کردن = به تخت نشستن
- جماد = بیجان
- جمّاز = شتر تندرو، تیزپا
- جمال = زیبایی
- جماعت = گروه، دسته
- جمع = افزودن، گردآوری، گردآیه، گروه، دسته
- جمع شدن = گرد هم آمدن، دورهمی، همنشینی
- جمع‌بندی = برآیند، بازده، برآیندگیری، بازده‌گیری
- جمعاً = همه، همگی روی هم، با هم، رویهمرفته، همگی باهم، گروهی، دسته ای
- جمعیّت = گروه، آمار، شمار، دسته، انجمن، جرگه، توده، انبوه
- جمعیّت‌شناسی = توده‌شناسی، آمار
- جمیعاً = همه، همگی، روی هم، با هم، رویهمرفته، همگی باهم، گروهی، دسته ای
- جمله = گزاره، گفته، فراز؛ همه، همگی
- جملگی = همگی
- جمود = خشکی، سفتی، سختی
- جمهوری = مردم‌گرایی، مردمگروی، مردمپایه، مردمخواست (ج:جماهیر)
- جن = دیو، پری
- جناب = سرکار، سرور، مهتر؛ پیشگاه، آستان
- جِناح = سو، پهلو، کناره؛ شاخه، گروه، گرایش (سیاسی/کشورداری) (از گَناه پارسی)
- جناح‌بندی = گروه‌بندی (سیاسی)
- جنازه = پیکر، مرده، پیکر بیجان، کالبد
- جنایت = تبهکاری، بزهکاری (از ریشه جُناح: از گناه در پارسی)
- جنایی = کیفری (از ریشه گناه در پارسی)
- جنب = پهلو، کنار
- جنس = کالا؛ گینه؛ ژاد (زنانگی و مردانگی)
- جنسیت = ژاد (نرینگی و مادینگی)
- جنوب = نیمروز
- جنون = دیوانگی
- جنین = رویان
- جواب = پاسخ
- جوابگو = پاسخگو
- جوار = همسایگی، کنار، پهلویِ
- جوارح = اندام‌ها (جِ جارحه)
- جواز = پروانه، روادید، گذرنامه
- جوال = (عربی شده گوال) بارجامه، باردان، گونی، کیسه بزرگ
- جوانب امر = زیر و زبر کار (جوانب: جِ جانب)
- جور = ستم، زورگویی (از پارسی زور)
- جوز = (عربی شده گوز) گردو
- جهاد = جنگ، نبرد، رزم، ستیزه، هماوردی؛ تلاش، کوشش
- جهاز = رخت اَروس (عروس)، بار و بنه و ساز و برگ زندگی، خانه پوش، خانه رخت
- جهاز هاضمه = دستگاه گوارش
- جهالت = نادانی
- جهان = کیهان، گیتی (عربی یا دگرگون شده گیهان)
- جهت = سو
- جهتِ = برایِ
- جهت‌دار = سوگیرانه
- جهت‌یابی = سویابی، سونمایی، جانمایی، جایابی
- جهل = نادانی
- جهنم = دوزخ (برخی گویند ریشه پارسی دارد)
- جهیزیه = همان جهاز

### ح
- حائز = دارای، دارنده
- حائز اهمّیت = ارزشمند، برجسته، باارزش، سرنوشت ساز، ارزنده
- حاجب = جداساز؛ دربان
- حادثه = پیشامد، رویداد، رخداد
- حاذق = کاردان، زبردست، چیره‌دست، کارکشته، توانا
- حاشیه = (از ریشه پارسی:) گوشه، کناره، لبه، پیرامون، کنار، لب، کرانه، پهلو، دامنه، پانوشت، پانویس، وابستگان
- حاصل = دستاورد، بازده، برآیند، سرانجام، پیامد
- حاضر = آماده، فراهم؛ (جمع فارسی: حاضران؛ جمع مکسر عربی: حُضّار) باشنده؛ تماشاگر، شنونده
- حاضرکردن = دست و پاکردن، جورکردن، آماده/فراهم کردن
- حافظ = نگهبان، نگهدارنده، پاسبان، پاسدار
- حاکم = فرمانروا، فرماندار
- حاکی از = نشانگرِ، بازگوکنندهٔ، بازگویِ، گزارشگرِ، نشاندهندهٔ، نمایانگرِ
- حال = اکنون، اینک؛ چگونگی، کنونه
- حال کردن = خوش گذراندن، سرخوش بودن، کام گرفتن، خوشی کردن، کامجویی، کام راندن، کام جستن، کام یافتن، خوش بودن
- حال و هوا = زمینه، بستر، آمادگی
- حال و حوصله = انگیزه، شادابی، آمادگی
- حالم بد است = ناخوش‌اَم؛ بیمارام
- حالا = اکنون، اینک، اینگاه، باری، ایدون (کهن)
- حالت = چگونگی، زمینه، سامان، آرایه، نهش، نهشت
- حبّ و بغض = دوستی و دشمنی
- حبّه = دانه
- حتی المقدور = تا آنجا که بشود، به اندازهٔ توان
- حتماً = بی چون‌وچرا، بی‌بروبرگرد، بیگمان، براستی، هرآینه، بی‌گفتگو
- حتمی = ناگزیر، بی چون‌وچرا، بی‌بروبرگرد، بی گفتگو
- حامل = بردارنده، بَرنده، بُردار، جابجاکننده، باربر
- حامله = باردار، آبستن
- حامی = پشتیبان، پشتوانه، پشت و پناه، پشتگرمی
- حاوی = دارای، دربردارنده، دربرگیرنده، فراگیر
- حجامت = خونگیری، خوندهی
- حُجره = هجره (از یوکِرت اوستایی)، سراچه
- حجم = اندازه، گنجایش، توده
- حجیم = بزرگ، انبوه
- حدّاقل = دستِکم، کمینه، کمترین
- حدّاکثر = بیشینه، بیشترین، دستِ بالا، بالاترین، برترین
- حدس = گمان، برآورد
- حدس می‌زنم = گمان می‌کنم، به گمانم، برآوردِ من اینست
- حدودِ = نزدیک به، به اندازهٔ
- حدیث = گفته، گفتار، سخن
- حراج = ارزانفروشی، فروش ویژه
- حرارت = گرما، تفتیدگی، دما
- حراست = نگهبانی
- حرّاف = سخن پرداز، زبان‌آور، خوش‌سخن، خوش زبان، زبان‌باز، سخن‌پرداز
- حرام = ناروا، نادرست، قدغن، زیانبار، ناپسند، زیان آور
- حرص = آز، آزمندی، فزون خواهی، بیش خواهی
- حرف = نویسه؛ وات؛ بندواژه؛ سخن، گفته
- حرف زدن = گفتن، گفتگو کردن، درد دل کردن، گپ زدن
- حرفه = پیشه
- حرفه‌ای = کاردان
- حرکت = تکان، جابجایی؛ جنبش، جنب و جوش، پیشروی، پیش راندن
- حرکت کردن = جابجاشدن، تکان خوردن، جنبیدن؛ رفتن
- حرم = آستان، پیشگاه
- حرمسرا = شبستان
- حرمت = ارزش، ارج، جایگاه
- حریص = آزمند
- حریف = هماورد
- حریق = آتش‌سوزی
- حریم = پیشگاه، آستان، بارگاه
- حزب = دسته، گروه، رسته (در کشورداری)
- حس = گیرندگی، گیرایی، دریافت، بازتابگیری، انگیختگی، انگیزش، سُهش، دریافتگری؛ برداشت
- حس و حال = انگیزه، شادابی، نا
- حِسگر = گیرنده، انگیزش‌گر، دریافتگر، بازتابگیر
- حساب = شمردن، شمارش، آمار، رایشگری
- حسابِ کسی را رسیدن = کار کسی را یکسره کردن، کسی را به سزایش رساندن، کلک کسی را کندن
- حساب کتاب کردن = سنجیدن، برانداز کردن، آمار گرفتن، سبک‌سنگین کردن
- حساب باز کردن روی کسی = به کسی امید بستن، به کسی امیدوار/دلگرم/پشتگرم بودن، دلخوش بودن به کسی
- حساب پس‌دادن = پاسخگو بودن
- حساب کردن = شمردن؛ پول دادن
- حسابداری = ترازنگاری، ترازدانی، ترازنویسی، ترازنگری
- حسابرسی = ترازسنجی
- حسابگری = سنجیده‌کاری، سنجشگری
- حسادت = رشک، بدخواهی، تنگ‌چشمی
- حسّاس = (دستگاه) گیرنده؛ (زمانه/زمینه) سرنوشت ساز؛ شکننده، نازک؛ (مردم) زودرنج، دل‌نازک، زودکنش، زودانگیزش
- حسّاسیّت = (دستگاه) گیرندگی بالا، گیرایی، دریافت پرتوان؛ (مردم) نازکدلی، زودرنجی؛ (زمینه/زمانه) سرنوشت‌ساز بودن؛ (اندام) سُهش، سهندگی
- حَسَبِ فرمایش = به فرمان، به فرموده، به دستور، درپی فرمایش، به‌دنبال دستور، برپایهٔ فرمان
- حسبِ‌حال = زندگینامه
- حسرت = پشیمانی؛ دریغ
- حُسن و قبح عقلی = پسند و ناپسندِ خردبنیاد
- حسن نیّت = نیکخواهی، نیک‌اندیشی، انگیزهٔ درست
- حسود = بدخواه، رشک‌بَر، تنگ‌چشم
- حشره = ریزجانور
- حصر = پیرامون‌گیری، دورگیری
- حصیر = نی‌بافت، بوریا
- حُضّار = تماشاگران، بینندگان
- حضانت = سرپرستی
- حضرت = پیشگاه، آستان
- حضور داشتن = بودن، آمادگی، در دسترس بودن، در پیشگاه بودن
- حفاظت = نگهبانی، نگهداری، پاسبانی، پاسداری
- حفاظتِ اطلاعات = پشتیبانی از داده‌ها، رازداری، رازدانی
- حفره = شکاف، سوراخ
- حفظ = نگهداری، پاسداری
- حفّاری = کندن
- حفر کردن = کندن
- حق = سزا، روا
- حقارت = پستی، خودکم بینی، بی‌ارزشی
- حقّانیّت = درستی
- حق/قدرشناسی = سپاسگزاری
- حق داشتن = راست/درست گفتن
- حقّ‌التدریس = آموزانه
- حقّ‌الزحمه = دستمزد، کارانه، کاربها
- حقّ‌السکوت = خموشانه
- حقّ‌العملکار = پیمانکار
- حقّ‌حساب = باج دادن
- حق‌طلبی = سزاخواهی
- حقوق = (در جایگاه دانش قانون‌دانی) دادِستان، داد
- حقوق = دستمزد، کارانه، کاربها
- حقوق بگیر = کارمند
- حقّه‌بازی = فریبکاری، کلاهبرداری، کلک زدن، نیرنگ بازی
- حقیر = خوار، پست، فرومایه
- حقیقت = راست، راستی
- حکایت = داستان
- حکم = فرمان، داوری
- حکمران = فرماندار، فرمانروا
- حَکَم = داور
- حکمت = خردمندی، فرزانگی، دانایی، سخن نغز، اندرز، گزین گویه
- حکمیّت = داوری
- حکومت = فرمانروایی
- حکیم = فرزانه، خردمند، دانا
- حل = چاره، آمیزش، آمیختن، گشایش
- حلّ مسئله = چاره‌اندیشی، چاره‌جویی، گره‌گشایی، کارگشایی، چاره‌گزینی، چاره‌یابی، چاره‌پردازی
- حلال = روا، شایست
- حلّال = کارگشا، راهگشا، چاره‌ساز، گره‌گشا، (شیمی) گمیزنده، چاره‌جو
- حلاوت = شیرینی
- حلق = گلو، گلوگاه
- حلقوم = خرخره، گلو، خشک نای، نای
- حلقه = پیچه، چنبره
- حلوا = شیرینی، آردینه، اَفروشه / آفروشه
- حلول روح = جان نشینی
- حلیم = شکیبا، بردبار
- هلیم = آش گندم و گوشت
- حماسه = پهلوانی؛ پهلوان نامه، دلیرنامه
- حماسی = پهلوانی
- حماقت = نادانی، سبکسری، سبک‌مغزی، ساده‌دلی، کودنی، بی‌خردی، خنگی
- حَمّال = بارکش، باربر
- حمام = گرمابه (با ریشه پارسی هامین)
- حمایت = پشتیبانی
- حمایل = گردن‌آویز
- حمل = بردن، بار برداشتن، جابجایی
- حمل‌ونقل = ترابری، جابجایی
- حمله = یورش، تک، آفند، تازش، نبرد
- حوائج = نیازها، نیازمندی‌ها
- حوادث = رویدادها، رخدادها، پیشامدها
- حواس = هشیاری، اندریافت‌ها
- حواس‌جمع = هوشیار، آگاه، به‌هوش
- حواس‌پرت = سربه‌هوا، ناآگاه، سردرگم، بی‌خبر، ناهشیار
- حواشی (جِ حاشیه) = پیرامون
- حوالی = پیرامون
- حواله = واگذاری، بدهی‌سپاری
- حوصله = گنجایش، گنجایی، گنجش
- حوزه = زمینه، دامنه
- حوض = آبدان
- حول و حوش = دور و بر، نزدیک به، پیرامون
- حوله = خشک کن
- حومه = پیرامون، گِرداگرد
- حیا = شرم، آزرم
- حیات = زندگانی، زندگی، زیست
- حیات و ممات = مرگ و زندگی
- حیاتی = سرنوشت‌ساز
- حیاط = میانسرا، چاردیواری
- حیثیت = آبرو
- حیرت = شگفتی، ناباوری، سرگردانی، سرگشتگی
- حیرت‌آور = باورنکردنی، خیره‌کننده، شگفت‌انگیز، شگفت‌آور
- حیرت‌انگیز = باورنکردنی، خیره‌کننده، شگفت‌آور، شگفت‌انگیز
- حیرت‌زده = شگفت‌زده
- حیطه = زمینه، گستره، سپهر
- حیف که = دریغا که، افسوس که (کاربرد کهن: ریشخند)
- حیف و میل کردن = بریز و بپاش کردن، ریخت و پاش کردن، تباه کردن
- حیف شدن = بیهوده از میان رفتن
- حیوان = جانِوَر

### خ
- خائن = نابکار، پیمان‌شکن، نمک نشناس، دشمنیار

چشم دروچی
- خارج = بیرون
- خارج قسمت = بهره
- خارق‌العاده = شگفت‌آور، شگفت‌انگیز
- خاص = ویژه، برگزیده، برجسته، ناب، پاک، نژاده؛ نابهنجار
- خاضعانه = فروتنانه
- خاطر = یاد، اندیشه
- خاطر نشان کردن = یادآوری کردن، یادآور شدن
- خاطرخواه شدن = دل باختن، دلبسته شدن
- خاطره = یادبود، یادمان، یاده
- خالق = آفریدگار، آفریننده، سازنده
- خالی = تهی، پوچ
- خالی از لطف نیست (بی مناسبت نیست) = بد نیست/ جا دارد/ جای آن است که
- خاله = دایزه (داییزه)
- خانقاه = خانگاه
- خباثت = پلیدی، پستی، بدنهادی، بدسرشتی، بدگوهری، کژاندیشی
- خبر = (پارسی) شنیدنی، گفتنی، رویداد، رخ داد، پیشامد، پیام
- خبیث = پلید، پست، ناپاک، بدکار، بدمنش، بدنهاد، زشتکار، بدسرشت، بداندیش
- خجالت زده = شرمنده
- خجالتی = کمرو
- خراب کردن = ویران کردن
- خرابکاری = ویرانگری
- خرابه = ویرانه
- خرابی به بار آوردن = ویرانگری کردن
- خراج = (پارسی) باج، ساو
- خرج = هزینه
- خرج تراشی = هزینه تراشی
- خرافات = (از پارسی) بدباوری، کژباوری، باور اهریمنی، افسانه باوری، یاوه‌ها
- خرج کرد = هزینه کرد
- خرقه = پشمینه
- خزانه = (از پارسی) گنجینه
- خزانه‌دار = گنجور
- خزینه = استخر گرمابه (از گنجینه)
- خسارت پرداختن = تاوان دادن، زیان پرداختن
- خسارت زدن = زیان رساندن، آسیب زدن/رساندن، گزند رساندن، ویران کردن
- خُسران = زیان دیدگی، زیانکاری
- خشن = زمخت، زبر، درشت (از پارسی خشم)
- خشونت = (از پارسی خشم) پرخاشگری، بدرفتاری، تندی، تندخویی، ستیزه‌جویی
- خصایص = (جِ خصیصه)
- خصلت = منش، خو، ویژگی
- خصمانه = دشمنانه، به دشمنی، از سر دشمنی، دشمن گونه
- خصوصی = پنهانی، خودمانی، وابسته به خود، مالِ خود؛ ویژه، ویژگانی؛ مردمانی
- خصوصی‌سازی = مردمانی‌سازی
- خصوصیّت = ویژگی
- خصومت = دشمنی؛ ناسازگاری
- خصیصه = ویژگی
- خضوع و خشوع  = فروتنی، خاکساری
- خطا = لغزش، نادرستی، ناراستی
- خطاب = روی سخن
- خطابه = سخنرانی
- خطر = بیم، ترس، هشدار، هراس، پروا
- خطیب = سخنران، سخنور
- خفّاش = شب کور، شب‌پره
- خفّت و خواری = سرشکستگی، سرافکندگی، شرمساری، خواری و پستی
- خفیف = سبُک، ناچیز، کم، اندک؛ خوار، پست، زبون؛ آهسته
- خلاء = تهی بودن، پوچی؛ بی‌هوایی
- خلاص شدن = رها شدن، آزاد شدن
- خلاصه = گزیده، چکیده، فشرده
- خلاف = وارونه؛ بزه، بزهکاری
- خلافکار = بزهکار، تبهکار
- خلّاق = نوآور، آفرینشگر
- خلّاقیّت = نوآوری، آفرینشگری
- خلایق = مردمان
- خلف وعده = پیمان‌شکنی، سست پیمانی
- خَلق = مردمان؛ آفریده؛ آفرینش، از هیچ ساختن، هست کردن، پیدایش، از هیچ برآوردن، پیداگری، بُندَهِش (کهن)
- خُلق = رفتار، منش، خو
- خلقت = آفرینش، از هیچ ساختن، هست کردن، پیدایش، از هیچ برآوردن، پیداگری، بُندَهِش (کهن)
- خلوت = تنهایی، دوری گزینی، گوشه نشینی؛ آرام، بی سروصدا، کم رفت و آمد، خاموش
- خلوت کردن = تنها نشستن، گوشه نشینی، تنهایی/دوری گزینی، آرامش گزیدن
- خلیج = شاخاب، کنداب
- خلیج فارس = دریای پارس، شاخاب پارس
- خلیفه = جانشین
- خمار = گیج، نیم مست، منگ، سرگشته، می‌زده، ناوان
- خمیر = آرد خیسانده، کشا، ورآ، آرد خیس خورده، خاز، نواله
- خنثی = بی ژاد؛ بی رگ، بی سو، ناسو
- خنثی کردن = از کار انداختن، ناکام گذاشتن، نافرجام گذاشتن، ناکارآمد کردن
- خوشحال = شاد، روبه راه، خوب و خوش، خشنود، شادان، شاداب
- خوف = ترس، بیم، هراس، باک، پروا
- خوفناک = ترسناک، بیمناک، هراس‌انگیز، هراسناک
- خوف و رجا = بیم و امید
- خیّاط = جامه دوز، پوشاک دوز، دوزنده، درزی (کهن)
- خیال = پندار، گمان
- خیال پردازانه = بربافته، پنداشتنی، پندارین
- خیال پردازی = اندیشه بافی، گمان پردازی، پندارپردازی، پندارپروری
- خیانت = دشمن یاری، پیمان‌شکنی، نمک نشناسی، بی چشم و رویی
- خِیر = خوبی، نیکی
- خَیّر = نیکوکار

خیل = انبوه
- خیلی = فراوان، بسیار، بیشمار، بی‌اندازه

### د
- دائم = یکسره، همیشه، همواره، پاینده، جاوید
- دائمی = همیشگی، پیوسته
- داخل = درون، تو، میان
- داخلی = درونی، خانگی
- دافعه = رانش، پرانش، پرانندگی، دورکنندگی، بازدارندگی
- دالّ بر = نشان دهنده، نشانگر، نشانه ی، نماینده، نمایانگر، نمایشگر، نماد
- دالّ و مدلول = نشانگر و نشان، نماد و نموده، نماینده و نموده، نمایانگر و نمایان
- دانشجوی جدیدالورود = نودانشجو
- داوطلب = داوجو، داوخواه، خواستار
- داهیانه = خردمندانه، هوشیارانه، هوشمندانه
- دایر = برپا، باز، پابرجا، پایدار؛ آباد بودن
- دایره = گرد، گردی، چنبر، چنبره، پرهون؛ دف
- دایرةالبروج = چرخه سالانه خورشیدی
- دایرةالمعارف = دانشنامه

#### دخ
- دخالت = دستکاری
- دخل = درآمد
- دخل و تصرّف = دستکاری
- دخل کسی را آوردن = کسی را کشتن، سر به نیست کردن
- دخول = درون آمدن، آیند
- دخیل بودن = دست اندرکار/درگیر بودن
- دخیل بستن = امید بستن

#### در
- در آخر = در پایان
- در این ارتباط = در این باره
- در این باب = در این باره
- در این خصوص = در این باره
- در این صورت = اینگونه، اینجوری، آنگاه، اینچنین، بدین‌سان، بدین‌روی، بدین‌گونه
- در این مورد = در این باره
- در اثنای = در میانه، در گرماگرم
- در اختیار = در دسترس، در دست
- در ارتباط با = درباره
- در ازای = در برابر، به جای
- در اسرع وقت = هرچه زودتر
- در اَنظار عمومی = پیش چشم همگان
- در باب = درباره
- در بحث = در زمینه
- در حال توسعه = رو به گسترش، رو به پیشرفت، پیش‌رونده، در روند گسترش، سرگرم پیشروی، در گرماگرم پیشرفت
- در حال حاضر = هم‌اکنون، هم اینک، امروزه
- در حالی که = با آنکه، زمانی که، هنگامی که، در همان هنگام، همزمان، در جایی که، گویا، انگار، گویی
- در حد = در اندازه، در مرز
- در حد امکان = بسته به توان، تا آنجاکه شدنی است، تا جایی که بشود، تا مرز توانایی
- در حد توان = تا مرز توانایی، تا آنجا که بشود
- در حضور = با بودن؛ در پیشگاه، در آستان
- در حضور عوامل = با بودن پایه‌ها، با آمادگی کنشگرها
- در حین = در زمان، هنگام
- در خصوص = درباره
- در درجه اول = نخست، نخست اینکه، در جایگاه نخست
- در دست تعمیر = در دست بازسازی
- در دست تهیه = سرگرم آماده‌سازی، در دست فراهم سازی
- در رابطه با = درباره
- در صدد = به دنبالِ، در پی، در اندیشه
- در صورت نیاز = اگر نیاز بود/باشد
- در صورتی که = اگر، چنانچه
- در ضمن = همچنین، نیز، در این میان، وانگهی
- در عوض = به‌جای
- در عین حال = با این همه، هم‌زمان، به هر روی
- در غیر این صورت = وگرنه
- در فکر = به یاد، در اندیشه، سرگرم
- در قالب = در چارچوب، در کالب
- در قِبال = در برابر، رویاروی، رودرروی، روبرو با
- در قدیم = در گذشته، پیش‌ترها، از دیرباز
- در کل = روی‌هم‌رفته
- در کمین بودن = دام پهن کردن، تله گذاشتن، دام نهادن، آماده تازش بودن، آماده رزم بودن
- در لحظه = درجا، همزمان، در دم
- در لفّافه گفتن = سر بسته/پوشیده/در پرده گفتن
- در مجموع = رویهمرفته
- در مصاف با = در نبرد با، رویاروی
- در مظانّ = در گمانه‌زنی
- در معرض = در برابر، در برخورد با، در پیشگاه، در دسترس، در آستانه، رویاروی، رودرروی، روبرو با
- در مقابل = روبرو، در برابر، پیش روی، پیشاپیش
- در مقام عمل = در جایگاه کاربرد، در کارکرد
- در مواقع لزوم = اگر نیاز بود/باشد
- در مورد = درباره
- در نتیجه = برآیند اینکه، بنابراین، بدین سان، پس
- در نظر گرفتن = به‌شمار آوردن، اندیشیدن به، به یاد داشتن، به یاد سپردن، در نگر گرفتن، درنگریستن؛ برگزیدن، گزینش کردن
- در نهایت = در پایان، سرانجام
- در نهایتِ بی‌انصافی = با بی‌دادگریِ بی‌پایان/ بی‌کران/ بی‌مرز
- در نهایت شگفتی = با شگفتی فراوان
- در وّهله اول = نخستین بار، در بار نخست؛ در گام نخست
- در همین حیص و بیص = در همین گیر و دار
- در همین حین = همزمان
- در هر حال = به هر روی
- در هر صورت = به هر روی
- درج = نوشتن، گنجاندن، جای دادن
- درجه = اندازه، رده
- درس = آموزه، آموخته، آموختنی
- درس دادن = آموختن، آموزش دادن
- درس خواندن = آموختن، یادگرفتن
- درسی = آموزشی
- درک = دریافت، پی بردن، شناخت، آشنایی، برداشت
- درک کردن = شناختن، دریافتن، پی بردن، سردرآوردن، آگاهی یافتن، آشنایی با، هشیار شدن

#### دس
- دستِ آخر = در پایان
- دست اول = نو، تازه
- دستجرد = دستگرد
- دستور جلسه = دستور نشست، برنامه گردهمایی
- دستورالعمل = دستورکار، شیوه نامه، راهنما
- دسته جمعی = گروهی
- دعا = نیایش، راز و نیاز
- دعوا = کتک کاری، گلاویزی، زد و خورد
- دعوا = (در دادگستری) دادخواهی، دادخواست
- دعوتنامه = فراخوانی
- دفاع = پاسداری، ایستادگی، نگهبانی، پایمردی، پاسبانی، رویارویی، پدافند، پشتیبانی، پاتک، بازدارندگی
- دفتر خاطرات = یادنامه
- دفع = راندن، دور کردن، پس زدن
- دفعه = (ج: دفعات) بار
- دفن = خاکسپاری
- دفینه = گنجینه

#### دق
- دِق کردن = از اندوه مردن، از سوگ مردن، سوگمرگ
- دقت = تیزبینی، موشکافی، ریزبینی، باریک بینی، سنجشگری
- دقت کردن = هوش گماردن
- دقیق = درست، تیزبینانه، موشکافانه
- دقیقاً = به‌درستی، درست
- دقیقه = دم
- دلایل = انگیزه‌ها، چرایی‌ها، ریشه‌ها
- دلرحمی = دلسوزی، مهربانی، نازکدلی
- دلیل = ریشه، انگیزه، چرایی، خاستگاه، دستاویز، آوند؛ نشانه، رهنمون، فرنود، شَوَند، راهنما، هوده
- دلیل آوردن = گواه آوردن
- دلیل نمی‌شود = بهانه خوبی نیست
- دمار (از روزگار کسی درآوردن) = به خاک سیاه نشاندن، بیچاره کردن، بدبخت کردن
- دمق = دمغ، دمک (از پارسی)
- دنائت = پستی
- دنیا = جهان، گیتی
- دوا = دارو
- دوّار = گردان، چرخان
- دوام = ماندگاری، پیوستگی، پایداری، پایایی، پایندگی، پایمندی، مانایی، برجای ماندن، برپاماندن، پابرجاماندن
- دور و تسلسل = زنجیره بی پایان، دنباله بیکران، چرخه و زنجیره بیمرز
- دور باطل = دور بیهوده، چرخه پوچ
- دَوَرانی = چرخشی
- دوم شخص = شنونده
- دیگرمراقبتی = دگربانی، دیگربانی
- دین = آیین، کیش (دین واژه ای پهلوی است)
- دیوان محاسبات = دیوان شمار/ ارزیابی/ تراز/ترازنگری/ سنجش/ ترازبینی/ رایانش/ رایشگری/ سنجشگری / شمارگری
- دیه = خونبها، زخم بها، تاوان

### ذ
- ذائقه = چشایی
- ذات = نهاد، سرشت، گوهر، بنیاد؛ خود، خویشتن
- ذاتاً = خودش، از ریشه، از بن، در نهاد، در سرشت
- ذاتی = نهادینه، مادرزادی، نیاموختنی، درونی، نژادی، وابسته به خود
- ذخیره = اندوخته، انباشته، پساکنده
- ذرّه = ریزه، تکه، پاره، اندک، زینبه
- ذوب کردن = گداختن
- ذوب شدن = گداختن
- ذوزنقه = زنخدار (ریشه پارسی)
- ذوق و سلیقه = پسند، خوشامد
- ذوق و شوق = شور و انگیزه
- ذوق کردن = شور گرفتن، برانگیختن
- ذی حساب = شماردار
- ذیربط = وابسته
- ذینفع = بهره مند

### ر
- راجع به = درباره، در زمینه
- راحت = آسان، ساده؛ آسوده، آرام
- راحتی = آسودگی، آسایش؛ سادگی
- راحتیِ خیال = آسودگی، آسایش؛ اندیشه آسوده
- رافت = مهربانی
- رافع مسئولیت = بردارنده بارِ پاسخگویی، بازدارنده از پاسخگویی/بزه وری
- راقم این سطور = نویسنده، نویسنده این نوشته
- راه حل = رهنمود، راهنمایی
- رویا = خواب؛ آرمان، آرزو
- رویایی = آرمانی، باشکوه، شکوهمند
- رای = رای
- رای‌گیری = رای خواهی، رای‌گیری، نگرخواهی
- رایج = جاافتاده، پرکاربرد، امروزی، کاربردی (از رواک پارسی)
- رئوس مطالب = نکته‌ها، سررشته‌ها، سرنوشتارها، سرنام‌ها، سرواژه‌ها
- رئوف = مهربان
- رئیس = فَرنشین، سالار، سرور، سرکرده، سرپرست، سردمدار، گرداننده، فرمانده، کارگردان، سرگروه، سرآمد، سردار
- رابطه = بستگی، پیوند، وابستگی؛ خویشی، خویشاوندی
- راجع به = درباره
- راحت = آسان، آسوده، ساده، آرام
- راس ساعت = سر ساعت (تسو)، بهنگام، درست سر وقت (وخت)
- راسخ = استوار، پایدار
- راوی = گوینده، داستان‌گو، داستان سرا
- راهب = (ریشه پاسی راهبر) کشیش، پارسا
- راه حل = راهکار، راه چاره، رهیافت
- رایحه = بو
- رباط = کاروانسرا، خان
- ربط = بستگی، پیوند، وابستگی، همبستگی
- رتبه = جایگاه، رده
- رتبه بندی = رده بندی
- رجا = امید
- رحِم = زهدان
- رحم = بخشش، بخشایش
- رحمت = بخشش، مهربانی، بخشندگی، بخشایش
- رد کردن = نپذیرفتن، وا زدن؛ از سر گذراندن، پشت سر گذاشتن
- رذائل اخلاقی = رفتارهای پست، بدمنشی‌ها، بدخویی‌ها
- رذل = پست، زبون
- رذیلت = پستی، خواری
- رزق = روزی، خوراکی
- رساله = نوشتار، جستار، پایان نامه
- رسم = آیین، روش؛ کشیدن
- رسم‌الخط = دبیره، شیوه نگارش
- رسمی = سراسری، سازمانی، کشوری، همگانی، فراگیر، آیینی
- رسوب = ته‌نشین، لِرد، دُرد، ته نشست، نهشت، لای
- رسوب گذاری = ته نشینی
- رسوخ کردن = رخنه کردن
- رسول = فرستاده
- رشادت = دلیری
- رشد = رویش، بزرگ شدن، بالیدن
- رشوه = باج، زیرمیزی، پول چای
- رشید = برومند
- رصد کردن = پاییدن، بررسیدن، دیده وری
- رضایت = خوشنودی، خرسندی
- رطوبت = نم، خیسی، نا
- رعایت کردن = پیروی کردن، دنبال کردن، پروا داشتن
- رعب و وحشت = ترس، هراس، دلهره، بیم
- رعد = تندر
- رعد و برق = تندر و آذرخش
- رعشه = لرزه
- رعیت = شهروند؛ کشاورز، دهوند
- رغبت = انگیزه، گرایش، کشش
- رفاقت = دوستی
- رفاه = آسایش، آسودگی، خوشبختی
- رفع شدن = از میان رفتن، از میان برداشته شدن
- رفع کردن = از میان برداشتن، از میان بردن
- رفعت = بلندی، بلندا
- رفیع = بلند
- رفیق = دوست، یار، همدم
- رقابت = هماوردی؛ چشم و همچشمی
- رقص = پایکوبی، دست افشانی، رامشگری
- رقم = شماره
- رقم زدن = برگزیدن
- رقیب = هماورد
- رمز = راز
- رواج = (ریشه پارسی رواک) روال، فراگیری
- رواق = (ریشه پارسی رواک) راهرو سرپوشیده
- روایت = داستان، گزارش، برداشت، خوانش، بازگویی
- روح = جان، فروهر، روان
- روحیه = انگیزه
- روحانی = آخوند؛ مینوی
- روز بخیر = روز خوش، روز نیک
- روز تولد = زادروز
- روضه خوانی = سوگ‌خوانی، سوگواری، شیون و زاری
- روند صعودی = روند افزایشی، روال فزاینده، روند رو به بالا، نمودار بالارونده
- روند نزولی = روند کاهشی، نمودار رو به پایین، روال کاهنده، رویه رو به کاستی
- روی کسی حساب کردن = به کسی امید بستن، به کسی امیدوار/دلگرم/پشتگرم بودن
- رویت = دیدن، نگریستن
- ریا = دورویی، دروغ
- ریاست = سرپرستی، سروری، سرکردگی، سرداری
- ریاضت = پارسایی، خویشتن داری، گوشه نشینی، چله نشینی
- ریاضی = رایشگری، رایش، رازومر، شمارشگری، ورزهوشی
- ریاکاری = دورویی، دروغگویی، خودآرایی، مردم فریبی

### ز
- زائد = بیشتر، ناخواسته
- زائده = دنباله، افزوده، افزونه
- زاویه = گوشه، کنج
- زاویه حادّه = گوشه تند، گوشه بسته
- زاویه دید = رویکرد؛ چشم انداز
- زاویه قائمه = گوشه راست
- زاویه منفرجه = گوشه باز
- زاویه‌یاب = گوشه‌یاب، کنج‌یاب (ابزار ستاره‌شناسی و سویابی)
- زاهد = پارسا، پرهیزکار، گوشه نشین، جهان گریز
- زباله = آشغال، خاکروبه
- زبان خارجی = زبان بیگانه
- زبان محاوره ای = زبان گفتگو، زبان گفتاری
- زبده = برگزیده، کاردان
- زجر = آزار، درد، رنج، سختی، شکنجه
- زحمت = دردسر، رنجه، دشواری، رنجش، سختی، فشار، خستگی
- زحمتکش = سختکوش، رنج دیده، رنجکش
- زرّادخانه = جنگ افزارسازی
- زراعت = کشاورزی
- زعامت = سرپرستی، رهبری، فرماندهی
- زعفران = زئفران (از پارسی زرپران)
- زعم = گمان، پندار
- زعیم = سرپرست، سردمدار، سرکرده، رهبر، فرمانده
- زفاف = اروسی، زناشویی، همسرگیری، جفت یابی
- زکام = سرماخوردگی، چاییدن
- زلزله = زمین لرزه
- زنجان = زنگان
- زوال = نابودی، فروپاشی، ویرانی
- زوایا = گوشه‌ها، کنج‌ها (جِ زاویه)
- زوج = همسر، شوهر
- زوجه = همسر، زن
- زیاد = بسیار، فراوان، انبوه، بسا، چندان، افزون، بیشتر، پرشمار، چندین، چند
- زیادی = بیش از اندازه، افزوده
- زیارت = دیدار؛ به پیشگاه رسیدن، آستان بوسی
- زیج = زیگ

### س
- سابقه = گذشته، پیشینه
- سابقه دار = بزهکار
- ساحت = پیشگاه، آستانه
- سازمان ملل متحد = سازمان مردمان هم پیمان، سازمان کشورهای همسو
- سازمان میراث فرهنگی = سازمان یادمان باستان
- ساعت = دمادم، گاه سنج، تسو، تسوک (از سایه پارسی)
- ساکن = باشنده، ماندگار، جایگیر؛ پابرجا، بی جنبش
- سال جاری = امسال
- سالبه به انتفاء موضوع = بی کاربرد شده، بی زمینه کاربری، کاربری از دست داده، بیهوده گشته، پایان یافته
- سالِک = رهرو
- سالم = تندرست؛ بهداشتی
- سانحه = پیشامد ناگوار (ج: سوانح)
- سایر = دیگر
- سایرین = دیگران
- سؤال = پرسش
- سؤال برانگیز = چالش برانگیز
- سبب = دستاویز، انگیزه، مایه، ریشه، خاستگاه
- سبقت گرفتن = پیشی گرفتن، پشت سرگذاشتن
- ستّار = پوشاننده
- ستّار العیوب = کاستی پوش، باگذشت
- ستر = پوشش
- سجده کردن = نماز بردن
- سجع = آهنگینی، آهنگین بودن، آهنگداری، بآهنگی
- سحرآمیز = جادویی، شگفت انگیز، شگفت آور
- سخاوت = بخشندگی، گشاده دستی، رادی
- سد = آب بند، بند؛ بازدارنده
- سد راه شدن = راه بستن، بازدارندگی، بازداشتن
- سد کردن راه = راه بستن، راه بندان کردن، بازداشتن
- سرحال = سرزنده، شاداب
- سرعت = شتاب، تندی، چالاکی، چابکی، زبردستی
- سرقت = دزدی، دستبرد، ربایش
- سریع = زود، تند، تندرو، با شتاب، شتابزده، شتابان، چابک، چالاک
- سطح = رده؛ لایه؛ رو، رویه
- سطحی = خام، سرسری
- سطحی نگری = ساده اندیشی، ساده دلی، زودداوری، شتابزدگی، سرسری اندیشی
- سطر = رج، رده، رسته، رشته، نوشته
- سطل = ستل، آوند آبکشی، دلو، (دولک)، پنگان دسته دار
- سعادت = خوشبختی، نیکبختی
- سعادتمند = خوشبخت، نیکبخت
- سعی = تلاش، پشتکار، کوشش، آزمودن
- سعی و خطا = آزمون و لغزش
- سفر = گردش، گردشگری، گشت و گذار
- سفره = خوان
- سفسطه = بیهوده گویی، دروغ پردازی، پشت هم اندازی، سخن گردانی، نارواپردازی، فرافکنی، وارونه نمایی، یاوه پردازی، دروغ آرایی، گزافه گویی
- سفّاک = خونریز، سنگدل
- سُفلی = پایینی، پایین دست، فرودست
- سِفله پرور = پست پرور، فرومایه پرور، زبون پرور
- سفینه = سپهرنورد، هوانورد
- سفیه = سبکسر، کم خرد، ساده دل، ساده اندیش، کم هوش
- سق = کام
- سق زدن = جویدن
- سِقط جنین = بچه انداختن
- سَقَط شدن = گور به گور شدن
- سَقَط فروش = کهنه فروش
- سقف = آسمانه
- سقوط = افتادن، سرنگونی، سرازیر شدن، به زیر افتادن
- سکونت = ماندگاری، جایگیری، باشندگی، بودوباش، یکجانشینی، ماندگار شدن
- سکونتگاه = جایگاه، خانه، خانمان، خانگاه، جای ماندن، ماندگاه
- سلاح = جنگ‌افزار، رزمه، جنگامه
- سلام = درود
- سلامت = تندرستی؛ بهداشت
- سلب آسایش = دردسر دادن، دردسرسازی
- سلب اعتماد کردن از کسی = باور نداشتن به وی
- سلب مسئولیت کردن از خود = زیر بار نرفتن، پاسخگو نبودن، شانه تهی کردن
- سلب کردن = گرفتن
- سلسله = زنجیره؛ دودمان، خاندان
- سلسله جنبان = آغازگر
- سلسله مراتب = رده بندی
- سلطان = شاه، پادشاه، شهریار
- سلطه = برتری، چیرگی، فرمانروایی
- سلیم = تندرست، درست، پاک
- سم = زهر
- سَمت = سو، رو، وَر، کناره
- سمت راست = دست راست
- سِمَت = جایگاه، رده، نقش
- سمعی بصری = دیداری شنیداری
- سند = نوشته، گواه نوشت
- سوابق شغلی = پیشینه کاری
- سواحل = (جِ ساحل) کرانه‌ها، آبکنار، دریاکنار
- سوانح = (جِ سانحه) پیشامدهای ناگوار
- سوء اثر = پیامد بد
- سوء استفاده = کاربرد نادرست
- سوء برداشت = برداشت بد
- سوء پیشینه = پیشینه بد، پیش بزهکاری
- سوء تعبیر = برداشت بد، برداشت نادرست، بدپنداری، بدگمانی، کژاندیشی
- سوء تغذیه = کم غذایی، کم خوری، بدغذایی، بدخوراکی
- سوء تفاهم = برداشت نادرست/بد
- سوء رفتار = بد رفتاری
- سوء ظن = بدبینی، بدگمانی
- سوء قصد کردن به جان کسی = دست به کارکشتن کسی شدن، آهنگِ کشتن کسی کردن
- سوء نیت = بدخواهی، بداندیشی، بدگمانی، کژاندیشی
- سوم‌شخص = دیگری
- سوم‌شخص جمع = دیگران
- سهام = بهره
- سهمیه = بهرانه، بهره
- سهل = آسان، ساده
- سهل الوصول = دست یافتنی، در دسترس، دمِ دست
- سهم = بخش، بهره، دانگ
- سهواً = نادانسته، ناخواسته، ناآگاهانه، ازسرِ ندانم‌کاری
- سهیم شدن = همبهره/بهره بردار/بهره مند/بهره دار/بهره بر/ بهره گیر شدن
- سیاحتی = گردشگری
- سیّار = جابجاشونده؛ گردان
- سیّاره = گویال، گردان
- سیاست = کشورداری؛ باهوشی، خردمندی؛ برنامه کار، شیوه رفتار؛ چاره جویی، چاره اندیشی، چاره گری؛
- سیاستمدار = کشوردار، دیوانسالار، سردمدار، فرماندار، کارگزار کشوری، گرداننده کشور، کشورگردان
- سیاسی = کشوردارانه
- سیر صعودی = روند افزایشی، فزاینده، بالارونده، رو به بالا
- سیر نزولی = روند کاهش، روند کاهشی، روند رو به پایین، روال کاهنده، رویه رو به کاستی
- سیر و سلوک = خویشتنداری، پارسایی، پرهیزگاری، خودشناسی
- سیر و سیاحت = گردشگری، گشت و گذار

### ش
- شائبه = بدگمانی
- شاخص = نمایه، نمودار
- شاطر = نانوا، نان گیر
- شامخ = بلند
- شامل = دربرگیرنده، فراگیر، دربردارنده
- شامّه = بویایی
- شامه داشتن = بینش داشتن
- شاهد = گواه
- شایان ذکر است = گفتنی است
- شایع = همه گیر، فراگیر
- شأن = جایگاه
- شئونات (اسلامی) = بایدونبایدهای (اسلامی)، بایسته‌ها، آیین‌ها
- شباهت = همانندی، همسانی، همگونی
- شبه علم = دانش نما
- شبهه برانگیز = پرسش برانگیز، گمان برانگیز، گمان افکن
- شبیه = مانند، همانند، همسان، همگون
- شبیه ساز = همتاساز، همسان ساز، نمونه ساز، همگون ساز، همانندساز
- شجاعت = دلیری، دلاوری، بیباکی، بی پروایی
- شجره نامه = تبارنامه، خاندان، دودمان، خانواده، نژادنامه، درخت زندگی
- شخص = کَس، تن، خود
- شخصیت = منش؛ چهره، نامدار، بازیگر (فیلم)
- شر = بدی، تباهی، آشوب، شورش
- شراب = می
- شرارت = تبهکاری، آشوبگری، نابکاری، بزهکاری، بدکرداری، آزاررسانی
- شرافت = آبرومندی، بزرگواری، آبروداری، تبارمندی
- شرافتمندانه = بزرگوارانه
- شرایط = زمینه، بستر، آمادگی، پیش نیاز، پس زمینه، چگونگی، دورنما، چشم انداز
- شربت = نوشابه، نوشیدنی، دوشاب
- شرفیاب شدن = باریافتن
- شرکت کردن = نقش داشتن، همکاری کردن، دست اندرکاربودن، همراهی کردن، بخشی از برنامه بودن
- شرور = نابکار، تبهکار، آشوبگر، بدکردار، بزهکار
- شروط = پیش نیازها، پیش زمینه‌ها (جِ شرط)

خاستگاه، سرچشمه، گام نخست، پله یکم، خشت نخست
- شریان = سرخرگ
- شریف = جوانمرد، باآبرو، میهن پرست، آبرومند
- شریک = همکار، هم سرمایه
- شدّت = سختی
- شدید = سخت
- شدیداً = بسختی، سخت
- شرط = پیش نیاز؛ پیش زمینه؛ گرو
- شرط بندی = گروبندی
- شرعی = دینی
- شرف = مردانگی، میهن‌پرستی
- شرق = خاور
- شرکت = همکاری، بنگاه، همستان
- شروع = آغاز
- شروع کردن = آغازیدن، آغاز کردن، دست به کار شدن، به کاری دست زدن، آستین بالا زدن، پا گذاشتن به راهی، به راه انداختن، راه اندازی کردن
- شط العرب = اروندرود
- شطرنج = چترنگ، سترنگ، شترنج، شترنگ
- شعائر مذهبی = آیین‌های دینی
- شعار = بانگ؛ فریاد (در کاربرد کهن برابر یاری است: فریادرس)
- شعاع = پرتو، فروغ، تابش، درخشش؛ نیمکران (در هندسه)
- شعبده = تردستی، چشم‌بندی
- شعر = چکامه، چامه، سروده، ترانه
- شعور = دریافت، آگاهی، هشیاری، خِرَد
- شغل = کار، پیشه، کار و بار
- شفا = بهبود، بهبودی، تندرستی، درمان
- شفا بخش = درمان بخش
- شفا دهنده = درمانگر
- شفاعت = میانجیگری، پادرمیانی، میانه‌گیری، دستگیری، ریش گرو گذاشتن، میانداری
- شفاف = روشن، پیدا، آشکار
- شفافیت = روشنی
- شفقت = نرم‌دلی، دلسوزی
- شقاوت = بدبختی، ستمگری، سنگدلی، دژخویی
- شک = گمان، دودلی، سردرگمی، سرگشتگی
- شکاک = بدبین، بدگمان
- شکاکیت = بدبینی، بدگمانی
- شکایت = گلایه؛ دادخواهی
- شکایت قضایی = دادخواست
- شک برانگیز = گمان برانگیز
- شُکر = سپاس
- شکرگزاری = نیایش، سپاسگزاری
- شکل = ریخت، سیما، چهره، رخ، رخسار، گونه، نما
- شکل گرفتن = نمودار شدن، نمود یافتن، چهره یافتن، رخ نمودن؛ ساخته شدن، درست شدن
- شکل‌گیری = ساخت، سروسامان گرفتن
- شکوائیه = کیفرخواست، دادخواست
- شِکوِه = گله، گلایه
- شکیل = برازنده، زیبا (ساختگی در فارسی به وزن عربی)
- شماتت = سرزنش، نکوهش
- شمال = اپاختر (امروزه برای غرب بکار می‌رود ولی در کاربرد کهن: باختر)
- شمایل = سیما، چهره، رخسار، نیمرخ
- شمسی = خورشیدی
- شمول = دربرگیرندگی، دربردارندگی، فراگیری
- شوق = شور، انگیزه
- شوق انگیز = شورانگیز
- شوکت = شکوه، فر، والایی
- شهادت = گواهی؛ جان باختن، جانبازی
- شهادت طلبانه = جانبازانه، جانسپارانه
- شهامت = دلاوری، دلیری، بی‌باکی
- شَهد = انگبین، شیرینی
- شهرت = نام خانوادگی؛ سرشناسی، آوازه، بنام بودن، نامداری، نام آوری، ناموری، شناخته شدگی، نام آشنایی
- شهرت طلب = نامجو، آوازه‌خواه
- شهرت طلبی = نامجویی، آوازه‌خواهی
- شهود = (جِ شاهد) گواهان
- شهید = جانباخته
- شهیر = نامی، بنام، نامدار، نامور، سرشناس، پرآوازه
- شیء = چیز
- شیخ = پیر، بزرگ
- شیشه = آبگینه
- شیطان = اهریمن
- شیطنت = بازیگوشی، سرکشی، دیوگری
- شیعه = دنباله رو، پیرو
- شیوع = واگیری، همه‌گیری، فراگیری، روایی

### ص
- صائب = راست و درست
- صاحب نظر = کارشناس، کاردان، اندیشمند
- صادرات = برون فرست
- صادق = راستگو؛ درستکار، پاکدل، رو راست
- صادقانه = درستکارانه
- صاعقه = آذرخش، تندر (بیشتر یادآور آوای آذرخش ولی کاربرد برای این نیز درست است از روی همزمانی و وابستگی)
- صاف = تخت، هموار، یکنواخت؛ پاک
- صاف و ساده = ساده و پاکدل
- صافی = پالایه، پاکیزه، پاک و روشن
- صالح = درستکار، نیکوکار، سر به راه، بِه گُزین
- صامت = خاموش، بی صدا (سدا)، آرام
- صحرا = بیابان، کویر، ریگزار، شنزار
- صبح = بامداد، (از ریشه پارسی:) پگاه
- صبحانه = ناشتایی، چاشت، ناشتاشکن
- صبر = شکیبایی، بردباری
- صبور = شکیبا، بردبار
- صحافی = شیرازه کردن، پوشینه سازی
- صحبت کردن = گفتگو کردن، سخن گفتن، هم‌سخن شدن، دم زدن، گپ زدن، گپ و گفت داشتن
- صحّت = درستی، بهبودی، تندرستی
- صحّت و سقم مساله‌ای = درستی و نادرستی چیزی
- صحرا = ریگزار، بیابان، دشت و دمن
- صحرانشین = بادیه نشین، بیابانگرد
- صحن = میان سرا، میانخانه
- صحنه = پیشگاه، پهنه، چشم انداز، دورنما
- صحیح = درست، راست
- صحیفه = نامه، نوشته
- صدارت = وزیری
- صداقت = راستگویی
- صدر = بالا، بالاترین جایگاه، پیشگاه، پیشوا، بلند پایه
- صِدق = راستی، درستی
- صدق کردن = کاربرد داشتن، نمونه داشتن
- صدقه = نیکی، ارزانی داشتن، نیکوکاری
- صَدَمه = آسیب، آفت، زیان، گزند
- صَرافت = اندیشه
- صِرفاً = تنها
- صِرفِ اینکه = تنها با اینکه
- صَرف و نحو = واژه سازی و دستور زبان
- صَرف غذا = خوردن غذا
- صرفنظر کردن = چشمپوشی کردن، دل بریدن، گذشتن از، روگرداندن، چشم فروبستن، به جز اینکه
- صَرف نظر از اینکه = جدا از اینکه، دور از اینکه، روگردان از اینکه
- صَرف وقت = زمان گذاشتن، زمان نهادن، زمان سپری نمودن، پرداختن به کاری
- صَرفه = بهره وری
- صرفه جویی = کم هزینگی، سنجشگری، پس اندازی، پس اندازکردن
- صعب العلاج = سخت درمان
- صعب العبور = سختگذر
- صعودی = بالارو، فزاینده، بالارونده
- صف = رده، ردیف، رج، رسته
- صف آرایی کردن = رده بستن، آرایش جنگی گرفتن
- صف شکن = رزمنده، دلاور، جنگاور، جنگجو، دشمن شکن
- صف کشیدن = رده بستن
- صفا = پاکی
- صفت = ویژگی، چگونگی، زاب، فروزه (دساتیری)
- صفحه = رویه، برگه (ریشه واژه: سف برابر با برگ درخت)
- صفوف = (جِ صف) رده‌ها
- صلابت = استواری
- صلاح = خوبی، درستی
- صلاحدید = روادید، نیک‌خواهی، نیک‌اندیشی
- صلاح و مشورت = رایزنی
- صلاحیت = شایستگی، توانایی، آمادگی
- صلح = آشتی، سازش، سازشکاری، سازگاری
- صلیب = چلیپا
- صمیمانه = از ته دل، از رویِ همدلی، خودمانی، دوستانه، ساده
- صمیمی = خودمانی، گرم، دوستانه، بی‌آلایش، یکدل، همدل، بی‌پیرایه، ساده
- صمیمیت = یکدلی، سادگی، همدلی، خودمانی بودن، گرمی، بی‌پیرایگی، بی‌آلایشی
- صنایع = سندایش، انبوه‌سازی‌ها، کارخانه‌ها
- صندل = چندن
- صندوق = گنجه (از سندوک پارسی)
- صنعت = کارخانه داری، کارگاه داری، انبوه سازی، سازندگی، کار، پیشه، هنر
- صنعتگر = کارخانه دار؛ سازنده، هنرمند، دست ورز، پیشه ور
- صنعتی = انبوه ساخت، کارخانه‌ای
- صنعتی شدن = انبوه‌ساز شدن، کارخانه ای شدن
- صنف = رسته، رده
- صواب = پسندیده، خوب، راست و درست، سزاوار، شایسته، نیک
- صواب و خطا = درست و نادرست
- صوابدید = روادید
- صوت = صدا (سدا)، آوا، نوا
- صورت = سیما، چهره، رخ، رخسار؛ نما
- صورت پذیرفتن/گرفتن/یافتن = انجام شدن، روی دادن، رخ دادن
- صورتی = سرخابی، چهره‌ای، سرخ و سپید، گلگون، گُلی، (به زبان دری:) گلابی (رنگ گل گلاب)
- صوفی = درویش
- صیانت = نگاهبانی، نگهبانی، پاسداری، پاسداشت
- صیاد = ماهیگیر، شکارگر، نخچیرگر (کهن)
- صید = شکار، ماهیگیری
- صیغه [فعل] = ساختِ [کنش واژه] (دستور زبان در واژه سازی)

### ض
- ضابط قوهٔ قضاییه = بازرس/نمایندهٔ دادگستری، کارمند (نیروی انتظامی) شهربانی
- ضابطه = آیین، شیوه، روند، رویه، روش، روال، دستور
- ضایع‌کردن = تباه کردن، ویران کردن، از میان بردن
- ضایعات = پسمان‌ها، پسماندها
- ضبط = نگهداری؛ یادداشت
- ضدّ = پاد، پد، در برابر، رویاروی، ناسازگار با، رودرروی؛ به وارونِ، واژگونه
- ضدٌ‌احتقان = پادسرفه، نرم‌کننده سینه
- ضدّ‌ضربه = رویین‌تن، جان‌سخت، استوار
- ضدّ‌ونقیض = ناسازگار، ناهماهنگ
- ضدّهوایی = پدافند هوایی
- ضدّ‌عفونی‌کردن = گندزدایی کردن، سترون کردن،
- ضدّیّت = رویارویی، ناسازگاری
- ضرّابخانه = زرآبخانه (آنجاکه زر یا همان طلا را آب کرده سکه زنند)
- ضرب = زدن، زنش، کوبش، کوفتن؛ سکه زنی
- ضرب‌کردن = بس شمردن (ریاضی)؛ سکه زدن
- ضرب‌المثل = زبانزد، خردواره، مردم خرد
- ضربان قلب = تپش دل
- ضربه = کوبه، نواخت
- ضرر = زیان؛ گزند
- ضرورت = نیاز، بایستگی
- ضروری = نیازین، بایسته، دربایست
- ضریب = شیب (ریاضی)
- ضریح = (از زرین پارسی)
- ضعف = ناتوانی، کم توانی
- ضعیف = ناتوان، کم توان، کم زور
- ضلع = دیواره، راستا، راسته، بر، پهلو
- ضمانتِ‌اجرایی = کیفر و تاوان، شهربانی و دادگستری
- ضمنِ = لابلایِ، درمیانِ، همراه‌با، افزون‌بر، همزمان‌با، درمیانهٔ
- ضمناً = همچنین، نیز، افزون بر این، همزمان، دراین‌میان، افزوده‌اینکه، نیز گفتنی است که
- ضمنی = پوشیده، درپرده، همراه، نهفته
- ضمیر ناخودآگاه = تهِ دل، فراخود، خویشتنِ خویش، ژرفای اندیشه
- ضمیمه = پیوست، افزوده
- ضیافت = مهمانی، جشن، سور، بزم
- ضیق وقت = کمبود زمان، تنگنای زمانی

### ط
- طابقُ النعل بالنعل = مو به مو، نکته به نکته
- طاعون = مرگ سیاه
- طاق (= تاق) = درگاه، آسمانه (سقف)؛ ایوان؛ خمیدگی، کمان؛ تک، تنها (در برابرِ جفت)
- طاقه = دست، توپ، تا (یکای شمارش پارچه)
- طالع = سرنوشت، بخت
- طباخی = کله‌پزی
- طبخ = پختن، آشپزی
- طبق = سینی (از تبوک پارسی)
- طبقِ = بر پایه، برابر با، هماهنگ با، سازگار با
- طبقه = لایه، رده
- طبقه اجتماعی = خاستگاه مردمی، رده مردمی
- طبل = کوس، تبل
- طبیعت = زیستار، زیست‌بوم، کیاناد، سرشت، نهاد، گیتی، کیهان، جهان
- طبیعی = بهنجار، نهادین، سرشتی
- طبابت = پزشکی
- طبیب = پزشک
- طحال = سِپُرز
- طراح = شالوده ریز؛ نگارگر، نقشبند
- طرح = شالوده؛ برنامه؛ پِیرنگ (داستان‌نویسی)
- طرف = سوی
- طرف مقابل = روبرو، سوی دیگر گفتگو
- طرفداری = هواداری، سوگیری، هواخواهی، دنباله روی
- طرفه العین = یک چشم به هم زدن، پلک زدن
- طرف شدن = روبرو شدن
- طُرّه = پیچهٔ مو، موی تابیده
- طریق = راه، روش، شیوه
- طریقت = راه پارسایی، راه خودشناسی
- طعم = مزه
- طعنه زدن = زخم زبان زدن، نیش زدن، سرزنش، نیشخند، نکوهش، خرده‌گیری، دست انداختن
- طفره رفتن = دوری کردن، بهانه جویی، پرهیز از پاسخ، روراست نبودن، پاسخ گنگ دادن، پاسخ سرراست ندادن، از پاسخ گریختن، پاسخ سر بالا دادن، پنهان کردن پاسخ
- طفل = بچه، کودک، خردسال، نوزاد
- طفلکی = بیچاره
- طفولیت = کودکی، خردسالی
- طفیلی = سربار
- طلا = زر
- طلایه = پیشگام، پیش جنگ، آغازگر
- طلاق = جدایی
- طلب = خواستن؛ بستانکاری
- طلب کردن = خواستن
- طلوع = سپیده دم، سر زدنِ آفتاب
- طلیعه = آغاز، سرآغاز؛ نام دخترانه
- طمطراق = شکوه، کرّ و فر
- طمع = آزمندی، آز، چشم گرسنگی
- طناب = ریسمان
- طنز = شوخی
- طنین = پژواک، آهنگ سخن، زنگ صدا
- طنین انداز = پژواک آفرین، پژواکدار، پژواک افکن
- طواف = گردش، چرخش
- طوبا = نام درختی در بهشت که در فارسی برای نام دختران کاربرد دارد.
- طوسی = توسی، خاکستری
- طوطی = توتی
- طوطیا = توتیا، سرمه
- طوفان = توفان
- طول = درازا، درازنای
- طولانی = دراز، دور و دراز
- طویل = دراز
- طویله = آغل، آخور، ستورخانه، ستورگاه
- طی کردن = گذشتن، سپری کردن، درنوردیدن، گذراندن، پشت سر گذاشتن
- طی (این گفتگوها) = با، بر پایه، در پی، به‌دنبال
- طیّ این مدت = در این بازه زمانی، با گذشت این دوران
- طیّ طریق کردن = راه رفتن
- طیب خاطر = آسودگی، آرامش دل، دلارامی، اندیشه باز
- طیف = (روشنایی) بیناب، پیوستار
- طیف اجتماعی = دسته ای از مردمان، گروه مردمی

### ظ
- ظاهر = نما، نمود، نمودار
- ظاهری = بیرونی، نمایشی، نمایی، آشکار
- ظاهر کردن = پدیدار کردن، نمایاندن، نمودار کردن
- ظرافت = نازکی؛ نکته سنجی
- ظرف = دوری، آوند، کاسه
- ظرف مدّتِ = در بازه زمانیِ
- ظرفیت = گنجایش
- ظرفیت تولید = توان ساخت
- ظریف = باریک، نازک
- ظالم = ستمگر
- ظلم و جور = ستم
- ظلمت = تاریکی
- ظهر = نیمروز
- ظهور = پیدایش، پدید آمدن، پدیدار شدن، نمایان شدن، نمود یافتن، آشکار شدن

### ع
- عائله‌مند = خانواده‌دار
- عابر پیاده = رهگذر
- عابربانک = خودپرداز
- عادت = منش، شیوه، روش، خو، خوگیری، رویه، روال، روند، هنجار، کار همیشگی/یکنواخت، رفتار پیگیر/دنباله دار/پیوسته
- عادی = بهنجار؛ همیشگی، ساده، پیش پا افتاده، روزانه، به روال، به رویه
- عار = ننگ، شرم، آزرم (کهن)
- عارضه = پیامد
- عارضه جانبی = پیامد همراه، پیامد ناخواسته، پیشامد کناری
- عارف = خداشناس، خودشناس، درویش
- عاری از = بی، دور از، جدا از
- عاری از حقیقت = دروغ، ناراست
- عاری از خشونت = بی پرخاش، آشتی‌جویانه، با نرمخویی
- عاری از خطر = در پناه، آسوده، بی آسیب، بی‌گزند
- عازم شدن = به راه افتادن، راهی شدن، راه در پیش گرفتن، روانه شدن، رهسپار شدن
- عاشق = دلباخته، دلداده، دلسپرده، بیدل، دلشد
- عاطفه = مهربانی، دلسوزی
- عاطل و باطل = بیکاره، ولگرد، سرگردان، مفتخور
- عاقبت = سرانجام، پایان کار
- عاقبت اندیش = دوراندیش، خردمند
- عاقبت به خیر = نیک فرجام
- عاقل = خردمند، فرزانه
- عالِم = دانا، دانشمند
- عالَم = جهان، کیهان، گیتی
- عالمانه = آگاهانه، دانشی، دانش بنیاد
- عالمگیر = جهانگیر
- عالی = بهترین، برترین، والا، بی مانند، برتر، شگفت، تک
- عالیجناب = والاجاه، والاتبار، بزرگزاده
- عام = همگانی، فراگیر، سراسری، همه گیر
- عامداً = آگاهانه، با انگیزه، به دلخواه، خودخواسته
- عامدانه = آگاهانه، با انگیزه، به دلخواه، خودخواسته
- عامل = مایه، سرچشمه، خاستگاه؛ نماینده، پیمانکار، کارگزار، پیشکار، کننده، کارکن، کنشگر، پویشگر
- عامی = ساده دل، ساده اندیش، نیاموخته، مردم کوچه و بازار، کم دانش
- عامیانه = کوچه بازاری، خودمانی، گفتاری، مردمی
- عاید شدن = به‌دست آمدن
- عایدی = درآمد

#### عب
- عبا = بالاپوش
- عبادت = بندگی
- عبث = بیهوده
- عبرت‌انگیز = پندآموز، آموزنده
- عبرت آموز = پندآموز، آموزنده
- عبودیّت = بندگی
- عبور کردن = گذشتن، گذرکردن، رد شدن
- عبور و مرور = رفت و آمد، آمد و شد
- عبوس = اخمو، چهره درهم کشیده
- عجایب = شگفتی‌ها
- عُجب = خودپسندی، خودبینی، خودشیفتگی، خودبزرگ بینی
- عجَب! = شگفتا!
- عجز = درماندگی، بیچارگی، ناتوانی
- عجیب = شگفت، شگفت‌انگیز، شگفت‌آور، باورنکردنی
- عجله = دستپاچگی، شتاب، سراسیمگی، چابکی، تندی
- عجم = (از جم پارسی)
- عدد = شمار، شماره
- عدس = ادس (واژه در بن پارسی)
- عدسی = ادسی (از ادس پارسی)
- عدل = دادگری؛ کیسه بزرگ (نیم خروار)
- عدم = نیستی، نبود
- عدم ابلاغ = نرساندن
- عدم اجرا = انجام ندادن، نمایش ندادن
- عدم اطلاع = ناآگاهی
- عدم اعتماد = ناباوری
- عدم امنیت = ناآسودگی، نَیاسودگی
- عدم ایجاد = نساختن، پدید نیاوردن، درست نکردن
- عدم حضور = نبود، آماده نبودن
- عدم موفقیت = ناکامی
- عدم وجود = نبود، نبودن، نیستی
- عدول کردن = کوتاه آمدن
- عدّه ای = شماری، گروهی، دسته ای، چندی، چند تن
- عده زیادی = شمار فراوانی، انبوهی، بسیاری، گروه بزرگی، دسته پرشماری، چندین تن
- عدیده = پرشمار، چندین، فراوان، بسیار
- عذاب = سختی، رنج، شکنجه، دردمندی
- عذرخواهی = پوزش خواهی، پوزش خواستن

#### عر
- عراق = عراق (یک کشور در خاورمیانه)، عراق عجم (منطقه اراک و پیرامون آن)
- عربده = داد زدن، داد و فریاد، بانگ، غریو
- عرشه = پهنه، گستره (از عرش عربی شده ارگ)
- عرصه = پهنه، گستره، زمین
- عرض = پهنا، گستره
- عَرض اندام = خودنمایی
- عرض می‌کنم = می‌گویم
- عُرضه = توان، توانایی
- عرضه مستقیم = دسترسی سرراست، فروش بی میانجی
- عرضه و تقاضا = دادوخواست، دسترس ودرخواست
- عرضه کردن = نشان دادن؛ در دسترس گذاشتن
- عُرف = روال، هنجار، شناخت همگانی، پذیرش مردمان
- عرفان = شناخت، خودشناسی، خداشناسی
- عرفی = همه گیر، مردموار، بهنجار، به روال، شناخته شده، بآیین، پذیرفتنی، پذیرفته، همه پذیر، شناسایی شده
- عرق کردن = دَم کردن، ترجامگی، تن خیس شدن
- عروس = اَروس (پارسی)
- عُروق = (جِ عِرق) رگ‌ها
- عَروض = چامه‌سنجی
- عُریان = لخت، برهنه
- عریض = پهن، گسترده
- عریضه = دادخواست
- عزاداری = سوگواری
- عزاگرفتن = سوگمند شدن، اندوهگین شدن
- عزت نفس = والامنشی، والاگهری، آزادگی، خودباوری، بزرگ منشی، والاسرشتی، نژادگی، والاتباری، بزرگ زادگی (نگاه کنید به واژه عزیز)
- عزل = برکناری
- عزل کردن = برکنار کردن، بیکارکردن
- عزلت = گوشه نشینی، کناره‌گیری
- عزیز = نازنین (از ریشه پهلوی اَ+ژیژ)
- عسل = انگبین

#### عش
- عشق = (از ریشه اشا) دلدادگی، دلباختگی، دل‌سپردگی، بیدلی، دلشدگی
- عصا = چوبدستی، چوبدست
- عصاره = افشره
- عصب = پی
- عصبی = روانی، روانشناختی، پی شناختی؛ پریشان، آشفته، پرخاشگر، پرخاشجو، تندخو
- عصبانی = خشمگین، پرخاشجو، پرخاشگر، برانگیخته
- عصر = زمانه؛ پس از نیمروز، پیش از خوروران
- عضو = اندام؛ هموند؛ بهره گیر
- عضو شورا = هموند انجمن
- عضو شدن = پیوستن، هموند شدن، بهره گیر شدن
- عضویّت = پیوستن، هموندی، بهره‌گیری
- عطاری = داروخانه گیاهی، گیاه داروخانه، فروشگاه گیاهان دارویی
- عظمت = بزرگی، شکوه، والایی
- عظیم = بزرگ، باشکوه، شکوهمند، پرشکوه، کلان، والا، بشکوه، سترگ، تنومند

#### عف
- عفریت = جانور زشت و ترسناک (عربی شده آفرید)[۳]
- عفو کردن = بخشش، بخشیدن، بخشایش
- عقاب = شهباز، شاهباز، شاهین، مرغ شکاری
- عقب = پشت، پس، پشت سر
- عَقد = پیمان نامه
- عِقد ثریا = خوشه پروین (ستاره‌شناسی)
- عُقده = گره، پیچیدگی، کمبود
- عقده ای = سرخورده، ناکام، سرکوفته، سرکوب شده، رشک بر
- عقرب = کژدم
- عقل = خرد، نیروی شناخت
- عقل سلیم = خرد همگانی، خرد فراگیر، کمینه خرد
- عقلانی = سنجیده، درست، بجا، درخور، شایسته
- عقلانیت = فرزانگی، خردمندی، خردورزی، خردپیشگی
- عقوبت = کیفر
- عقیده = باور، اندیشه، خواسته، دیدگاه، رای
- عقیم = نازا، نابارور، ستَروَن
- عکس = فرتور، نگاره، نما، رخساره
- عکس این حالت = وارون این نهش
- عکس این مطلب = وارونه این نکته
- عکس العمل = واکنش
- عکاس = نگاره بردار، فرتوربردار، رخساره بردار، نما بردار

#### عل
- علائم راهنمایی و رانندگی = نشانه‌های راهنمایی و رانندگی
- علاج = درمان؛ چاره، راهکار، رهیافت
- علاقه = دلبستگی، دوستداری، گرایش
- علایق = گرایشها
- علاقمندی = گرایش؛ دوست داشتن، مهر
- علایق = گرایشها
- علامت = نشانه
- علامتگذاری = نشانه گذاری
- علّامه = دانشمند
- علی الاصول = به روال درست، به درستی، به بایستگی، به روش بایسته
- علی التحقیق = بیگمان
- علی‌الخصوص = به‌ویژه
- علی السویه = برابر
- علی ایّ حال = به هر روی
- علیرغم = با همه، با این همه، به وارون، با آنکه، ناسازگار با، با اینکه، با همه اینکه، به ناخواست
- علّت = انگیزه، خاستگاه، چرایی، دستاویز، ریشه
- علّت و معلول = انگیزه و انگیخته، چرایی و زیرایی، خاستگاه و برخاسته، بُن و بر، ریشه و میوه
- عُلقه = پیوند، وابستگی، دلبستگی
- علم = دانش، آگاهی
- علم الاحصا = آمارشناسی
- علم آموزی = یادگیری، دانش آموزی، دانش اندوزی،
- علم اخلاق = منش‌شناسی
- علم ارتباطات = رسانه‌شناسی، پیام‌شناسی، دانش رسانه
- علم اقتصاد = دانش ترازداری
- علم انسان‌شناسی = دانش مردم‌شناسی
- علم جامعه‌شناسی = دانش هم‌زیستگاه‌شناسی
- علم جمعیّت‌شناسی = دانش توده‌شناسی
- علم حسابداری = دانش ارزیابی/ تراز/ ترازنگری
- علم سیاست = دانش کشورداری، دانش جهان‌داری
- علم مدیریت = دانش سرپرستی
- علناً = آشکارا
- علنی = شکار؛ همگانی
- علنی کردن = نمایان کردن؛ همگانی کردن
- علوفه = خوراک دام
- علوم اجتماعی = دانشهای هم‌زیستگاهی/ مردمین
- علوم انسانی = دانش‌های مردمین
- علوم تجربی = دانش‌های آزمونی
- علوم تربیتی = دانش آموزش/ پرورش
- علوم سیاسی = دانش کشورداری/ جهانداری
- علوم عملی = دانش‌های کاربردی
- علوم محض = دانش‌های پایه/ بنیادی
- عُلیا = بالایی، بالادست، فرادست
- علیاحضرت = پیشگاه همایونی
- علیل = ناتوان، زمینگیر، کم توان، رنجور
- علیه او = به زیان او، در برابر او، در دشمنی با وی

#### عم
- عمارت = ساختمان
- عُمّال = دست نشاندگان، کارگزاران
- عَمداً = آگاهانه، خواسته، دانسته، خود خواسته
- عمدتاً = بیشتر
- عُمده = بزرگ، برجسته، بسیار، بیشتر، فراوان، کلان
- عَمدی = آگاهانه، خواسته، دانسته، خود خواسته
- عمر = زندگانی
- عُمراً = هرگز، هیچ‌گاه، هیچ وخت (وقت)
- عمران = سازندگی، ساخت و ساز، آبادی، آبادانی
- عمق = ژرفا
- عمل = کار، کنش، کردار، کرده، رفتار
- عملاً = در کاربرد، در کار، بگونه کاربردی
- عملکرد = کارکرد، کارایی، کارآمدی
- عملگرا = کارکردگرا، رفتارگرا
- عمله = (جِ عامل) کارگران، مزدبگیران
- عملی = کاربردی، رفتاری
- عملیات = کنش وری، کنشگری
- عملیاتی شدن = راه اندازی شدن، بکاررفتن، کاربردی شدن، به‌کارگیری شدن، کاربرد پیدا کردن
- عمو = کاکا، کاکو، اپدر، افدر، برادرپدر
- عمود بر = ایستاده بر روی
- عمودی = ایستاده
- عموم = همه، همگی، همگان
- عموم و خصوص مطلق = (یک گونه وابستگی چیزها:) بخشی از چیزی بودن، فراگیری (و فراگرفتگی)، دربرگیرندگی (و دربرگرفتگی)
- عموم و خصوص مِن وجه = (یک‌جور وابستگی:) همپوشانی
- عموماً = همگی، همه، همه جا، همیشه، در همه نمونه‌ها
- عمومی = همگانی، سراسری، فراگیر
- عمّه = کاکی، توریا، اپدریزه، افدریزه، خواهرپدر
- عمیق = ژرف
- عنایت کردن = نگاه کردن، رو کردن، روی آوردن، مهربانی کردن، مهر ورزیدن (ستاک برساخته از معنی: از پارسی "مینو")
- عنصر = پایه، بن، مایه، آخشیج
- عن قریب = بزودی، کمی/اندکی/لَختی دیگر
- عنوان = نام، سرنام؛ جایگاه

#### عو
- عوارض (مالیاتی) = خراج، باج، ساو
- عوارض = (دارو) پیامدها، پیشامدها، ناخوشیها، رنجوریها، ناهنجاریها
- عوارض زمین = پستی و بلندیها، فراز و فرودها، ریختار زمین (در زمین ریخت‌شناسی: ژئومورفولوژی)
- عواقب = (جِ عاقبت) پیامدها
- عوامل متعدد = پویشگرهای بیشمار
- عواید = (جِ عایدی) درآمدها
- عود = چوب؛ ساز، باربَد (در عربی بربط ترجمه شده)
- عود کردن = بازگشتن، برگشتن
- عودت دادن = پس دادن، بازگرداندن، باز پس دادن
- عوضِ = به جای، جایگزینِ، در برابر
- عوض کردن = جابجا کردن، جایگزین/جانشین کردن، دگرگون ساختن
- عهد = دوران، روزگار؛ پیمان
- عهد بستن = پیمان بستن
- عُهده = پیمان؛ تاوان؛ دوشگیری

#### عی
- عیادت = دیدار، بازدید، بیمارپرسی
- عیار = ارزش؛ درصد نابی
- عیّاش = خوشگذران
- عیال = زن و فرزند
- عیان = روشن، پیدا، نمایان، آشکار، هویدا
- عیب = زشتی، نارسایی، کاستی، ناکارآمدی
- عید = جشن، سالگرد، سالگشت، روزبه
- عیش و عشرت = خوشگذرانی
- عینِ = همان، خودِ، درست مانندِ
- عیناً = خودش، درست همانگونه، دست نخورده، همانجور
- عینی = دیدنی، دست یافتنی، در دسترس
- عینک = چشمک، آینک، چشم افزار، چشمی
- عینیت = همانی، این همانی؛ راستینگی، دستیافت، دستیابی (در برابرِ ذهنیّت: اندیشگی، انگاشتگی، پنداشتگی)
- عینیت بخشیدن = پدیدآوردن، پدیدار کردن، کاربردی کردن، انجام دادن، آزمودن، دستیافتنی کردن، دستیافت کردن، دستیاب کردن، دیدنی کردن
- عینیت گرایی = راستینه گرایی، آزمونگرایی، دستیابگرایی، آزمون‌پذیرگرایی، دستیافتگرایی

### غ
- غارت = دزدی، تاراج
- غافل = ناآگاه
- غالباً = بیشتر
- غایب = ناپیدا، نادیده، پنهان، نهان
- غدّه = گره
- غذا = خوراک، خوردنی
- غرابت = بیگانگی، گنگی
- غرامت گرفتن = تاوان گرفتن
- غرب = باختر؛ شام (از همینرو سوریه را شام نامیده‌اند)
- غربت = بیگانگی، ناآشنایی؛ دوری از میهن
- غرض= خواسته؛ انگیزه؛ بدخواهی، بدگمانی
- غرض ورزی = بدخواهی، بدگمانی، بداندیشی، کج اندیشی؛ کینه‌ورزی
- غرق شدن = درآب فروماندن، فرورفتن درآب
- غروب آفتاب = شامگاه، آغازشب، پایان روز، فروشدن آفتاب، خوروران، خاوران (در برابر خوراسان/خراسان)
- غریب = ناآشنا، بیگانه؛ شگفت‌انگیز
- غریبه = ناآشنا، بیگانه
- غریق نجات = شناگربان، نگهبان دریایی، استخربان
- غزال = آهو
- غسال خانه = مرده‌شور خانه
- غسل = شستن
- غش (در معامله) = فریبکاری، نیرنگ
- غش کردن = از هوش رفتن، بیهوش شدن
- غشاء = لایه
- غضب = خشم
- غفلت = ناآگاهی، ناهشیاری، ندانم کاری
- غل و زنجیر = زنجیر
- غلام = برده
- غلبه = برتری، پیروزی، چیرگی
- غلط = نادرست
- غلظت = چگالی، انبوهی، فشردگی
- غُلُو = گزافه گویی
- غلیظ = پرمایه، چگال
- غم = دلتنگی، اندوه، دل شکستگی، سوگ، دل آزردگی، افسردگی، دل مردگی، دردمندی
- غم‌انگیز = دردناک، سوزناک، جانسوز، جگرسوز، جانگداز، جانکاه، دردآور، اندوهناک
- غمبار = دلگیر، دردناک، اندوهناک، سوزناک، جانسوز، جگرسوز، جانگداز، جانکاه، دردآور، اندوهبار
- غمگین = دلتنگ، سوگوار، دل شکسته، افسرده، دلسوخته، دردمند، اندوهگین، ناشاد، دل‌آزرده، دلگیر، گرفته، دلمرده، پژمرده، رنجیده

#### غی
- غیابی = در نبود، با نبود، پشت سر
- غیب کردن = پنهان کردن
- غیبت = بدگویی؛ نبود، پِسال (در گویش باستانی راژی که کویرنشینان ایران مرکزی با آن سخن می‌گویند به غیبت پِسالا به معنای آنچه که پس و پشت سر یک فرد گفته می‌شوند، گویند).
- غیبگویی = پیشگویی، آینده بینی، آینه بینی
- غیر اکتسابی = نیاموختنی؛ نهادین
- غیرضروری = بیهوده، بیجا، نابایست، نانیازین، نابایسته
- غیرعادی = نابهنجار، ناهنجار، بی‌رویه
- غیرعملی = نشدنی، بی کاربرد
- غیرقابل اجتناب = ناگزیر، ناچار، دوری ناپذیر، پرهیزناپذیر
- غیرقابل اجرا = انجام ناپذیر، انجام نشدنی، پیش نرفتنی، ناپذیرفتنی
- غیرقابل ادراک = نشناختنی، درنیافتنی، نگنجیدنی، دریافت ناپذیر، سردرنیاوردنی، پی نبردنی، پیچیده، گنگ؛ دشواریاب، دیریاب
- غیرقابل استفاده = ناکارا، ناکارآمد، بی کاربرد، کاربردناپذیر، به کارنبردنی، به کارنگرفتنی، به کارنرفتنی، بیهوده، بی سود
- غیرقابل اشتعال = نسوختنی، پادآتش
- غیرقابل اعتماد = ناپایدار، نااستوار، نااستوان، سست
- غیرقابل اطمینان = ناپایدار، نااستوار، نااستوان، سست
- غیرقابل اندازه‌گیری = نسنجیدنی، سنجش ناپذیر، اندازه ناپذیر، ترازناپذیر، اندازه نگرفتنی، پیمانه ناپذیر، سنجه ناپذیر، بی‌اندازه، بی پیمانه، بی تراز، بی سنجه
- غیرقابل انطباق = ناسازگار، سازگار نشدنی، سازگاری ناپذیر
- غیرقابل انعطاف = نرمش ناپذیر، خمش ناپذیر
- غیرقابل انکار = ردنکردنی
- غیرقابل باور = باورنکردنی، باورناپذیر
- غیرقابل باور/تصوّر/درک/ادراک/فهم/وصف/بیان/توجیه/پیش‌بینی = شگفت‌انگیز، خیره کننده، شگفت‌آور
- غیرقابل بحث = گفتگوناپذیر، بی گفتگو
- غیرقابل بخشش = نبخشیدنی، نابخشودنی
- غیرقابل برگشت = برگشت‌ناپذیر، بی‌بازگشت
- غیرقابل بیان = ناگفتنی، گفت ناپذیر
- غیرقابل پیش‌بینی = پیش‌بینی ناپذیر، پیش‌بینی نشدنی، ازپیش ندیدنی، ناگهانی
- غیرقابل تحمل = جانکاه، توانفرسا، جانفرسا، تاب نیاوردنی، برنتافتنی، نپذیرفتنی
- غیرقابل تخمین = بی برآورد، برآوردناپذیر، گمانه ناپذیر، برآوردنکردنی، گمانه نزدنی
- غیرقابل تشخیص = تیره و تار، ناشناختنی، شناسایی ناپذیر، شناسایی نشدنی، گنگ، ناآشنا، جدانکردنی، جدانشدنی، جدایی ناپذیر
- غیرقابل تصور = نپنداشته، نپنداشتنی، نینگاشته، نینگاشتنی، نیندیشیدنی، نیندیشیده
- غیرقابل تعویض = پس نگرفتنی، بی جایگزین، بی جانشین، جایگزین ناپذیر، جانشین ناپذیر، جایگزین نشدنی، جانشین نشدنی، بازپس نگرفتنی، بازنگرداندنی
- غیرقابل توجیه = بی‌پایه، بی بهانه، بی دستاویز، بی ریشه، بی بنیاد
- غیرقابل جبران = برگشت‌ناپذیر، بی‌بازگشت
- غیرقابل درک = نشناختنی، درنیافتنی، نگنجیدنی، دریافت ناپذیر، سردرنیاوردنی، پی نبردنی، پیچیده، گنگ؛ دشواریاب، دیریاب
- غیرقابل دفاع = پشتیبانی ناپذیر، پشتیبانی نشدنی
- غیرقابل شناسایی = نشناختنی، شناسایی نشدنی، شناسایی ناپذیر، تیره و تار، گنگ
- غیرقابل طبقه‌بندی = دسته‌بندی نشدنی، دسته‌بندی ناپذیر، رده‌بندی نشدنی
- غیرقابل فهم = نشناختنی، درنیافتنی، نگنجیدنی، دریافت ناپذیر، سردرنیاوردنی، پی نبردنی، پیچیده، گنگ؛ دشواریاب، دیریاب
- غیرقابل قبول = نپذیرفتنی، نپذیرفته
- غیرقابل لمس = دست نیفتنی، دور از دسترس
- غیرقابل مشاهده = ندیدنی
- غیرقابل نفوذ = رخنه ناپذیر
- غیرقابل وصف = برنشمردنی، بازگونکردنی، برشماری ناپذیر، بازگوناپذیر، بازنگفتنی، بازگونشدنی
- غیرِمانعهُ الجمع = سازگار
- غیرمتمرکز = پراکنده، ناهمگرا، واگرا، ناهمسو
- غیرمستقیم = ناراسته، به میانجی (به میانگی)؛ میانبُر؛ از بیراهه
- غیرمعمول = نابهنجار، ناآشنا، شگفت‌انگیز، نابه روال
- غیرمنطقی = نادرست، ناسازگار، ناهماهنگ، نابخردانه، نافرنودی
- غیرمتحرک = بی‌جنبش، اَجنبان
- غیرواقعی = نادرست، ناراست، دروغی، پنداری، گمان انگیخته، گمان شده، گمانی، دروغین، پندارین
- غیرهمسطح = ناهمتراز
- غیر از = به جز، جدا از، مگر
- غیرت = رادمردی، میهن‌پرستی، خانواده پرستی
- غیظ کردن = خشم گرفتن، خشمگین شدن، پرخاش کردن، تندخویی، پرخاشگری

### ف
- فائق آمدن = پیروز شدن، برتری یافتن، چیرگی یافتن
- فاتح = پیروز، چیره
- فاجعه = پیشامد ناگوار
- فاحش = آشکار
- فاحشه = روسپی، تن‌فروش
- فاخر = ارزشمند، باشکوه، گرانبها
- فارغ‌التحصیل = دانش‌آموخته
- فارغ البال = آسوده
- فاسد = گندیده؛ پوسیده؛ تبهکار؛ هرزه
- فاش کردن = آشکار کردن، لو دادن
- فاصله = جدایی، دوری، شکاف، گسست، گسل
- فاصله گرفتن = دور شدن، جدا شدن، شکاف پدید آمدن
- فاضل = دانشمند
- فاضلاب = گنداب؛ پساب؛ زِهاب
- فاعل = کننده، کنشگر، انجام دهنده، کنا، پوینده
- فاقد = بی، نا
- فاقد اعتبار = بی‌پایه، بی پشتوانه، سست، بی بنیاد، بی پشتیبان، ناپایدار، نااستوار
- فاقد هویت = ناشناس، بی شناسه، ناآشنا، ناشناخته
- فانوس = چراغ
- فانی = میرا، ناپایدار، نابودشونده، زودگذر، پایان پذیر، پایان یافتنی، رو به پایان
- فایده = سود، کارایی، بهره، بازدهِ دلخواه، بازدهی
- فایده گرایی = سودگرایی
- فتنه = شورش، آشوب، آشوبگری
- فجیع = ناگوار، دلخراش، دردناک
- فخرفروشی = به خود نازیدن، به خود بالیدن، خود ستایی، خود برتربینی، خود شیفتگی، گردن فرازی
- فداکاری = از خود گذشتگی، از جان گذشتگی، جانبازی
- فرار = گریز، دررفتن (گفتاری)
- فرّار = (نکته) روبه فراموشی، آماده/دستخوش فراموشی؛ (ماده) ناپایدار
- فراست = تیزبینی، زیرکی
- فرّاش = دربان
- فراغت = آسودگی، آسایش
- فراق = دوری
- فُرجه = زمان، درنگ، بخت، زنهار (کهن)
- فرد = تک (در برابر جفت)؛ یک تن، کسی
- فرد اعلی = کالای دستچین، بهترین نمونه، نمونه برتر
- فردی = کسی
- فرسخ = فرسنگ
- فرش = زیرانداز، قالی، بستر
- فرصت = بخت؛ گاه، زمان، پیشامد
- فرصت داشتن = زمان داشتن
- فرصت طلب = زرنگ، زیرک، سودجو، سوداگر
- فرض کردن = گمان کردن، پنداشتن، انگاشتن
- فرض محال = رویدادِ نشدنی
- فرضیه = دیدگاه، نگرش، نگره، انگارش، انگاشته
- فرع = شاخه؛ سود پول
- فرق = جدایی، شکاف
- فرق سر = میانه سر
- فرق داشتن = یکی(/یکسان/یکجور/همسان/یکدست/همپایه/همگون/همانند/همراستا/همتا/همسنگ/همسو/هم رده/همتراز/همگام/همنوا/هماهنگ/سازگار/همگرا) نبودن، جدا بودن، جداگانه بودن، از هم دور بودن
- فریضه = بایسته، خویشکاری
- فساد = تباهی، ویرانی
- فسخ = برهم زدن
- فسق و فجور = هرزگی، تبهکاری
- فسنجان = اسپندگان
- فصد = خونگیری
- فصل = موسم؛ (در کتاب:) گفتار، بخش، فرگرد
- فصل الخطاب = سخن پایانی
- فصیح = شیوا
- فضا = گستره، پهنه، سپهر، کیهان؛ هوا؛ جا
- فضای مجازی = سپهر رایانه ای، رایان گستره، رایان سپهر
- فضاحت = رسوایی، بدنامی، بی آبرویی
- فضولی = کنجکاوی بیجا
- فضیلت = برتری، والامنشی، نیک‌منشی، منش برین
- فعال = کنشگر؛ پرجنب و جوش
- فعالیت = کنشگری، کنش وری، کنش ورزی
- فعل = کنش، کردار، کارواژه، پویه
- فعل و انفعال = کنش و واکنش
- فعلاً = اکنون، اینک، امروزه
- فعلیّت یافتن = بکار رفتن، بکار برده شدن، به‌کارگیری شدن، بکارگرفته شدن، کاربردی شدن، بکارآمدن، بدردبخور شدن، انجام شدن، انجام گرفتن
- فعلی = کنونی، امروزی
- فقدان = نبود، نبودن
- فقر = نداری، بیچارگی، تهیدستی، بینوایی، درویشی
- فقط = تنها، به تنهایی
- فقید = درگذشته، روانشاد
- فقیر = تنگدست، تهیدست، بینوا، ندار، نیازمند، ارزانی (کاربرد کهن)
- فک = آرواره
- فکر = اندیشه
- فلاح = رستگاری، نیکبختی
- فلاحت = کشاورزی
- فلان = بهمان
- فن = فند (بکاررفته در ترفند، فندک، آفند، پدافند)، شگرد (از پند پارسی) (برابر تکنیک لاتین)
- فنا شدن = نیست شدن، نابود شدن، از میان رفتن
- فناناپذیر = نامیرا، جاودان
- فنجان = پنگان
- فوّاره = آب فشان، آبنما
- فوت کرد = درگذشت، مرد، چشم ازجهان فروبست
- فوج = دسته، گروه
- فوراً = زود، تند، شتابان، به شتاب، بی درنگ
- فَوَران = جوشش، پاشش، آبفشانی، خروش
- فوری = زود، تند، شتابان، به شتاب، بی درنگ
- فوق = بالا، بالاتر از، بیش از
- فوق‌الذکر = یادشده، نامبرده، پیش گفته، بالاگفت
- فوق‌العاده = بی همتا، بی مانند
- فوقانی = بالایی
- فهرست = پهرست (پارسی)، سیاهه
- فهم = دریافت، پی بردن، سردرآوردن، آگاهی، شناخت
- فی نفسه = به خودی خود، خودش
- فیصله دادن = پایان دادن، پایان بخشیدن
- فیمابین = در میان، میان

### ق
- قائل بودن = باور داشتن، درست دانستن/شمردن/نامیدن/خواندن/پنداشتن/انگاشتن
- قائم = راست؛ ایستاده
- قائمه = راست
- قابض = بندآورنده، بندآور
- قابل استفاده = (ابزار) به درد بخور، کارا، کاربردی، کارآمد
- قابل‌اطمینان = دلگرم کننده
- قاب‌باور = باورکردنی، باورپذیر، پذیرفتنی
- قاب‌بحث = جای گفتگو، زمینه گفتگو
- قابل‌پذیرش = پذیرفتنی
- قابل‌تامّل = جای درنگ، اندیشیدنی
- قابل‌تبدیل = دگرگونی پذیر
- قاب‌تحمّل = تاب آوردنی، شکیبیدنی
- قابل‌تشخیص = شناختنی، شناخت پذیر، شناسایی پذیر، جداساختنی، جداشدنی، بازشناختنی، شناخته شدنی
- قابل‌تطبیق = هماهنگی پذیر، سازگارشدنی، هماهنگ شدنی، سازش‌پذیر، سازگاری پذیر
- قابل‌تعقیب قضایی = (بزه) پیگرد پذیر
- قابل‌تغییر = دگرگون شونده، دگرگونی پذیر، جابجاشدنی، جایگزین شدنی، جانشین پذیر، گردیدنی، دگرگون شدنی، دگرش پذیر
- قابل‌تفکیک = جداساختنی، جداشدنی، گسستنی، جدایی‌پذیر
- قابل‌تمایز = جداشدنی، جدایی‌پذیر
- قابل‌تمدید = (زمان) افزودنی
- قابل تمیز = شناختنی، شناخت‌پذیر، شناسایی‌پذیر، جداساختنی، جداشدنی، بازشناختنی، شناخته‌شدنی
- قابل‌توجه = چشمگیر؛ دیدنی، شنیدنی
- قابل‌جبران = برگشت‌پذیر، تاوان‌پذیر
- قابل‌درمان = (بیماری) درمان‌پذیر، درمان‌شدنی
- قابل‌قبول = پذیرفتنی، باورکردنی، باورپذیر
- قابل‌مقایسه = هم‌سنجیدنی
- قابل‌ملاحظه = چشمگیر، بسیار
- قابله = ماما
- قابلیّت = توان، توانایی، زمینه، آمادگی، بستر، پذیرش، پذیرشگری، پذیرفتاری
- قابلیّت انعطاف = نرمش‌پذیری، خم‌پذیری، توان خمیدگی، توان خمش
- قابلیّت تفکیک (رنگ) = توان جداسازی
- قاتل = کشنده، کشتارگر
- قادر = توانا، توانگر
- قادر است = می‌تواند، توانا است
- قاره = خشکی
- قاصر = کوتاه
- قاعده = آیین، شیوه، روند؛ پایه (در سه‌گوش)
- قالب = چارچوب
- قانع = خشنود، خرسند
- قانون = داد
- قاهر = پیروز، چیره
- قبر = آرامگاه، گور
- قبل = پیش
- قبلی = پیشین
- قبلاً = پیشتر
- قبول = پذیرش
- قبیح = زشت، ناپسند
- قبیله = تیره، تبار، دودمان، خاندان، دسته، گروه
- قتل = کشتن
- قُدامی = پیشین
- قدرت =توان، زور، نیرو، اماوندی
- قدْر = اندازه، ارزش
- قدَر = توانا، نیرومند؛ سرنوشت (در قضاوقدر)
- قدردانی‌کردن = سپاس‌گزاردن، سپاسگزاری‌کردن، ارج‌نهادن، ارزش‌گزاردن
- قدرشناسی = سپاسگزاری
- قدرنشناسی = ناسپاسی، بی‌چشم‌ورویی، نمک‌نشناسی
- قدم = گام
- قدم‌به‌قدم = گام‌به‌گام، پله‌پله، کم‌کم، اندک‌اندک، رفته‌رفته، با گذشت زمان
- قدمت = کهنگی، دیرپایی، دیرینگی، پیشینه، تاریخ
- قدّیس = پرهیزگار
- قدیم = گذشته، پیشتر، روزگار کهن، زمان دیرین
- قدیمی = کهنه، دیرین
- قرابت = نزدیکی؛ خویشاوندی
- قرار = آرام، آرامش؛ برنامه
- قراردادن = نهادن، گذاشتن، جای‌دادن
- قرارداشتن = بودن
- قرارگاه = پایگاه، ستاد
- قرارگذاشتن = برنامه‌ریختن، برنامه‌ریزی دیدار
- قرارگیری = جایگیری
- قُراضه = فرسوده، لتپاره، شکسته، خرده، ریزه
- قربان = (از کرپان پهلوی)؛ سرکار
- قرض = وام، بدهی
- قرعه‌کشی = بخت‌آزمایی
- قرمز = سرخ
- قرن = سده
- قریب = نزدیک
- قرین = همراه
- قساوت = سنگدلی
- قسط = بهرگان
- قسط‌بندی = بهرگان‌بندی
- قسطی = بهرگانی
- قسط و عدل = دادگری
- قَسَم = سوگند
- قسم‌یادکردن = سوگند خوردن، پیمان‌بستن
- قِسم = گونه
- قسم‌خورده = (دشمن) خونی، همیشگی، آشتی‌ناپذیر
- قسمت = بخش؛ سرنوشت
- قشر = پوسته، لایه
- قشربندی اجتماعی = لایه‌بندی/ دسته‌بندی/ گروه‌بندی/ رده‌بندی مردمان
- قشری = (مردم) ساده‌دل، خام، ساده‌اندیش، سرسری، ناآگاه، بی‌خبر
- قصّاب = گوشت‌فروش
- قِصار = (جِ قصیر) کوتاه، گزیده
- قصاص = خونخواهی، کینه‌جویی، کینخواهی، تلافی‌کردن
- قصبه = روستا
- قصد = خواست، انگیزه
- قصر = کاخ، دربار، کوشک
- قصور = کوتاهی، کم‌کاری
- قصّه = داستان، افسانه
- قصیده = سروده، چکامه، چامه، ستایه
- قطار فشنگ = دنباله فشنگ
- قطب شمال = راستای اپاختر، اپاخترگان
- قُطر = کران (در هندسه)؛ پهنا، کلفتی
- قطعِ امید کردن = امید بریدن، ازدست‌دادن امید
- قطعِ نظر از = گذشته از، جدا از
- قطعاً = بیگمان، بی برو برگرد، بی‌چون‌وچرا، بی‌گفتگو، هرآینه، براستی
- قطع کردن = بریدن، جداکردن
- قطعی = یکسره، بی‌بروبرگرد، گریزناپذیر، پایانی
- قفس = زندان
- قفسه = گنجه
- قفل = کلون
- قلّاب = چنگک، گیره
- قُلّابی = ساختگی، دروغین
- قلّاده = زنجیر، بند، یوغ؛ (یکای شمارش سگ) تا
- قلب = دل
- قلباً = از ته دل
- قلعه = دژ (از کلات پارسی)
- قلم = کلک، خامه؛ نمونه (کالا)
- قلم به‌دست = نویسنده
- قلم گرفتن = پاک‌کردن (نوشته)
- قلمداد کردن = به‌شمارآوردن
- قماربازی = گروبندی
- قَمری = ماهی، ماه‌پایه (در برابر سال شمسی: خورشیدی)
- قناعت = خرسندی، بسنده‌کردن، درویشی، پارسایی، پرهیزکاری، سرنوشت‌پذیری
- قُوا = نیروها، توان (جِ قوّه)
- قوای جنسی = توانایی جفتگیری، نیروی آمیزش، توان گُشنی
- قوتِ لایموت = نان بخورونمیر
- قوّت = زور، نیرو، توان
- قوّت‌قلب دادن = آرامش‌دادن/بخشیدن
- قول‌وقرار = سوگند و پیمان
- قوم = تیره، تبار، دودمان، نژاد
- قوم‌وخویش = بستگان، خویشاوندان
- قوّهٔ تخیل = نیروی پندار، توان پنداشت، پندارگری
- قوهٔ قاهره (حقوق) = رویداد پیش‌بینی‌ناپذیر، رخداد نابهنگام و ناگزیر، پیشامد ناخواسته و گریزناپذیر
- قوی = نیرومند، توانا، پرتوان
- قیادت = رهبری، پیشوایی
- قیاس = سنجش، نمونه‌نگری
- قیافه = چهره، سیما، رخسار، روی، رخ
- قیام = خیزش، به‌پاخاستن، شورش
- قیامت = رستاخیز
- قیل‌وقال = هیاهو، سروصدا، غوغا
- قیمت = ارزش، بها

### ک
- کائنات = هستی، پدیده‌ها، هستارها، آفریده‌ها
- کاتب = نویسنده، دبیر (کاربرد کهن)
- کاذب = دروغین
- کار اجرایی = برگزارکنندگی، کارگردانی، کار میدانی
- کاسب = فروشنده، پیشه‌ور، خرده فروش
- کاشف = یابنده، پیدا کننده، شناساگر، آشکارگر
- کافر = بی‌دین، خداناباور، ناباور، دیرباور، خدانشناس
- کافی = بس، بسنده
- کامل = رسا، درست، رسیده؛ یکپارچه
- کاملاً = به‌درستی، به‌خوبی؛ یکسره، همگی، یکپارچه، بیکباره
- کاهل = تنبل، سست
- کاهن = کشیش
- کبر = خودبزرگ بینی، خودبینی، خودپرستی
- کِبَر سن = کهنسالی، پیری
- کبریا = بزرگی، شکوه
- کبیر = بزرگ
- کبیسه = بَهیزَکی
- کتاب = نوشته، نامه، نسک
- کتابت = نگارش، نوشتن، نویسندگی
- کتمان کردن = پنهان کردن
- کتیبه = سنگ نبشته
- کثافت = آلودگی، ناپاکی؛ آشغال، خاکروبه
- کثرت گرایی = چندصدایی، چندگانه گرایی
- کثیف = آلوده، ناپاک
- کُدیه = گدایی
- کذّاب = دروغگو
- کذایی = آنچنانی
- کذب = دروغ
- کرامت = گرامی بودن، جوانمردی، رادی، بزرگواری، دهش، بخشندگی
- کراهت = ناپسندی، زشتی، بیزاری
- کَرَم = گرامی بودن، بخشش، بخشندگی، جوانمردی، رادی
- کُرَوی = گوی سان، گوی مانند، گوی گون، گوی آسا
- کُره = گوی
- کریم = گرامی، راد، جوانمرد، بزرگوار، بخشنده
- کریه = زشت
- کسالت = افسردگی، بی انگیزگی، ناخوشی، بیماری
- کسب کردن = به‌دست آوردن، رسیدن به چیزی، دست یافتن
- کسب و کار = کار و بار، کار و پیشه
- کسر = کاهش؛ برخه
- کسل = بی‌انگیزه، افسرده، ناخوش
- کُسورات = کاهش‌ها، کاسته‌ها
- کف = زیره، بخش زیرین؛ دست، پنجه
- کفاف دادن = بس بودن، به اندازه بودن، بسنده بودن، بسندگی
- کفالت = سرپرستی
- کفایت داشتن = توانایی/شایستگی/برازندگی داشتن، توانا/شایسته/برازنده بودن
- کفایت کردن = به اندازه بودن، بس بودن، بسنده بودن، بسندگی
- کفایت داشت = بس بود، شایستگی داشت
- کفن و دفن = خاکسپاری
- کفیل = سرپرست
- کُل = همه، همگی، سراسر، سراپا
- کلام = گفتار، گفته، سخن
- کلّاً = رویهمرفته، همگی، سراسر؛ بیکباره، یکسره، یکجا
- کلمات = واژه‌ها، واژگان
- کلمه = واژه
- کلمه تخصصی = دانش‌واژه
- کلمه عبور = گذرواژه
- کلید = بندگشا
- کلیه = همه، همگی
- کلّی = یکسره، سراسری، فراگیر، سرتاسری؛ همه گیر
- کما اینکه = چنان‌که، آنگونه که، آنجور که
- کمال = خوبی، رسایی، درستی؛ والامنشی، رستگاری
- کمال گرایی = آرمان‌گرایی، والاگرایی، بَرین گرایی، درست گرایی، بِهین گرایی، رسایی گرایی
- کمالات = خوبی‌ها، والامنشی‌ها، ویژگیهای برتر، نیک‌منشی‌ها، خوشخویی‌ها
- کما فی السابق = مانند گذشته
- کما کان = همچنان
- کُمون = نهفتگی، خاموشی، ناپیدایی، پوشیدگی
- کمّ و کیف ماجرا = چند و چون داستان
- کم جرئت = بزدل، ترسو
- کم جمعیت = کم بوم
- کم جواب = کم پاسخ
- کم سؤال = کم پرس
- کم خرج = کم هزینه
- کمّیّت = اندازه، شمار، چندی
- کمین کردن = سنگرگرفتن، تله گذاشتن، پنهان شدن، دام پهن کردن (دام نهادن)
- کوفه = کوهه (کوف در پهلوی برابرِ کوه است)
- کوفی = کوهی
- کون = هستی، پیدایش، آفرینش، بُن دَهش
- کونین = دو جهان
- کیفیّت = چگونگی، چونی؛ ارزش، ارزندگی
- کمک = یاوری، یاری، پشتیبانی
- کمک دهنده = همیار، دستیار
- کمک کار = یارکار، اَییار
- کمیت = چندی، اندازه
- کمیت و کیفیت = چندی و چونی، چند و چونی
- کمیته = گروه، کارگروه
- کمین = گوش بزنگ، خود نهانیدن، پنهان شدن، پنهان، بزنگه، بزنگاه
- کم‌عقلی = تهی‌ساری
- کم‌وزیادی = کمابیشی
- کن فیکون = زیر و زبر، زیر و رو، درهم ریخته
- کنایه = گوشه زدن، سخن پهلودار
- کنیز = برده
- کیفیت = چگونگی، چونی، چونی
- کیمیا = ماتورزی

### ل
- لاابالی = بی بندو بار
- لابد = ناگزیر
- لاجرم = ناچار، ناگزیر
- لازم = بایسته؛ نیاز
- لازم الاتباع = بایسته
- لازمه = نیاز، پیش نیاز
- لاعلاج = بی درمان، درمان ناپذیر، درمان نشدنی
- لباس = پوشاک، پوشش، تن‌پوش
- لبیک گفتن = آری گفتن، همراه شدن، همگام شدن، همسویی، همداستانی
- لجاجت = لجبازی، سرسختی (ساختگی در پارسی از واژه لج در پارسی)
- لحاظ کردن = پیش چشم داشتن؛ برشمردن، به شمارآوردن
- لحد = سنگ گور، سنگ روی آرامگاه
- لحظه = دم، یکدم
- لحظه تصمیم = زمان گزینش
- لحن = گویش، شیوه گفتار، آهنگ گفتگو، روش گفتن، آهنگ سخن
- لِذا = پس، از این‌رو، از همین روی
- لزوم = بایستگی؛ نیاز
- لطف = مهر، مهربانی، خوبی
- لطفاً = از مهر، به مهر، از سر مهر، از سر دوستی
- لطمه زدن = آسیب زدن، گزند رساندن
- لطیف = نرم
- لطیفه = شوخی
- لعل = لئل
- لعنت = نفرین
- لِغایت = تا، تا پایان
- لغت = واژه
- لغتنامه = واژه‌نامه، فرهنگ واژگان
- لغو شدن = به هم خوردن
- لغو کردن = به هم زدن، برهم زدن، برهم زنی
- لفاف = پوشش
- لفّافه = پوشش
- لقب = برنام، پاژنام
- لقمه = خورانه
- لقوه = لرزش
- لواحق = پیوست‌ها
- لوازم مورد نیاز = ابزارهای نیازین
- لوایح = پیشنهادها
- لهجه = گویش
- لهو و لعب = خوشگذرانی، بازی و سرگرمی، کامرانی، کامجویی

### م
- مابِاِزایِ = در برابرِ، جایگزینِ، جانشینِ
- مابقی = دیگر، بجامانده، بازمانده، مانده، برجای مانده
- مابه التفاوت = افزوده
- ماوَقَع = رویداد، رخداد، پیشامد
- ماجرا = داستان
- ماجراجو = جستجوگر، آزمون‌گرا
- ماحصل = دستاورد، بازده، برآیند
- مادام‌العمر = تا پایان زندگی
- مادامی که = تا زمانی که
- مادون = فرو
- مادون قرمز = فروسرخ
- مادهٔ اوّلیّه = پیش‌ساز، مادهٔ سازنده
- مال = دارایی، داشته، داشتنی، خواسته (کهن)
- مالیّت = ارزش، ارزندگی، ارزیدن
- مالک = دارنده
- مالکیت = دارندگی، داشتن، داشتاری
- ماءالشعیر = آبجو
- ماوراءالطبیعه = فرازیستگاه، فراسپهر، فراکیاناد
- ماوراءالنهر = فرارود
- ماورای = فرای، فراتراز، درپسِ (ورا از پارسی فرا)
- ماورای بنفش = فرابنفش
- ماهیت = چیستی، سرشت، نهاد، گوهر
- ماهیتِ کار = چیستی کار، سرشت کار
- مایع = مایه، آبگون، آبسان، آبگونه
- مایل = کج، شیبدار؛ گرایش‌دار
- مایلم = می‌خواهم، می‌پسندم
- مأخوذ به حیا = کمرو
- مأمور = کارگزار، گمارده، گماشته
- مأمور پلیس = شهربان
- مأموریّت = نقش، کارمندی، کارگزاری، گماشتگی، گماردگی
- مأیوس = ناامید، دلسرد، سرخورده، دلزده
- مؤاخذه = بازخواست، سرزنش
- مؤانست = همنشینی، دمخور بودن
- مؤثر = کارا، کارآمد، کارگر، کارساز، چاره ساز، چاره گر، رخنه گر، راه چاره، کنشگر، پویشگر
- مؤدّی مالیاتی = باج پرداز
- مؤسّسه = بنیاد، نهاد، انجمن، بنگاه
- مؤمن = دیندار، دین باور، باورمند
- مؤنّث = زن؛ مادینه

#### مب
- مباحثه = گفتگو، گفتمان، گفت و شنود، گفتاورد
- مبادرت کردن/ورزیدن = دست زدن به کاری، پیشی گرفتن، شتاب کردن، دست یازیدن
- مبادله = دادوستد، جابجایی، (کالا) بازرگانی
- مَبادی = خاستگاه‌ها (جِ مبدأ)
- مُبادی آداب = با فرهنگ
- مبارزه = نبرد، درگیری، جنگ، ستیز، کشاکش، کشمکش، کارزار، پیکار
- مبارک = فرخنده، پسندیده، همایون، فرخ، خجسته
- مبارک باد = شادباش می‌گویم، فرخنده و خجسته باد
- مَبالِغ = اندازه‌ها (جِ مبلغ)
- مبالغه = بزرگنمایی، درشتنمایی، گزافه‌گویی
- مبانی = پایه‌ها، بنیادها (جِ مبنا)
- مباهات = سربلندی، سرفرازی
- مبتدی = تازه‌کار، نوآموز، نوگام، نوکار
- مبتکر = نوآور، پدیدآورنده، آفرینشگر، نوپرداز، پدیدآور، پیداگر، آفریننده
- مبتلا = دچار؛ بیمار
- مبتلابِه = دامنگیر
- مبتنی بر = بر پایهٔ
- مبحث = گفتار، زمینه، جستار، سخن، باره
- مبدأ = خاستگاه، آغاز، سرچشمه
- مبذول‌داشتنِ توجه = پرداختن به
- مبسوط = گسترده
- مبلّغ مذهبی = دین‌گستر، باورگستر، دین‌پراکن
- مبهوت = مات، سرگشته، سرگردان
- مبیّن = روشنگر، بازگوکننده، گویا، آشکارکننده

#### مت
- متارکه = جدایی
- متأثّر =دل‌آزرده، رنجیده، دلخور، دلگیر از، برانگیخته
- متأسّفانه = بدبختانه، شوربختانه، نگونبختانه، افسوس، دریغا، سوگمندانه
- متأسّفم = افسوس، دریغ می‌خورم
- متبادربه‌ذهن = به‌یادآمده
- متبحّر = زبردست، چیره‌دست، کاردان، کارشناس
- متبرّک = آسمانی، مینَوی، سپند، ورجاوند
- متجاوز از = بیش از، بالاتر از، فراتر از، افزون‌بر
- متحجّر = خشک‌مغز، واپسگرا، واپس‌افتاده، گذشته‌گیر، گذشته‌گرا، گذشته‌باور
- متّحد = همبسته، هماهنگ، یکپارچه، همدست، یگانه، یکدل، همدل، همرای، یکدست، همنوا، همگام، همسو، هم پیمان، همداستان
- متّفق‌القول = همزبان، یک‌زبان
- متّفقین = همپیمانان
- متحرّک = پوینده، جنبنده، پویا، پویشگر
- متحمّل (شکست) = دچار، گرفتار، درگیر
- متحیّر = سرگردان، شگفت زده، ناباورمند، بی باور، سرگشته
- متخصص = کارآزموده، کارشناس، کاردان، کارآشنا، ویژه کار، زبردست، آزموده
- متخلخل = سوراخدار، سوراخ سوراخ
- متداول = جاافتاده، پرکاربرد، امروزی، فراگیر، همه گیر، به روال
- متذکّرشدن = یادآورشدن، یادآوری‌کردن
- مترادف = برابر، همسنگ، هم ارز، همسان، همرده
- مترتّب شدن = به‌دست آمدن
- مترجم = ترجمان، گزارنده، برگرداننده
- مترصّد = گوش به زنگ، چشم‌به‌راه، امیدوار
- مترقّی = پیشرفته، پیشرو
- متشتّت = پراکنده، سردرگم
- متشکّرم = سپاسگزارم
- متشکّل از = دربرگیرنده، دربردارنده، ساخته از
- متصاعد = بالارونده
- متّصل = چسبیده، پیوسته، آب‌بندی‌شده، درزگیری‌شده، بی‌درز، بی‌گسست، بی‌گسل
- متصّورشدن = پیشِ‌چشم‌آمدن، انگاشتن، پنداشتن، گمان‌بردن، اندیشیدن
- متضاد = روبروی، ناسازگار، ناساز، نابرابر، وارونه
- متضرر = زیان دیده، زیانکار
- متظاهر = دورو، فریبکار، نیرنگ باز، دغل، دغلکار، دوچهره، دورنگ
- متعادل = میانه‌رو، هماهنگ، ترازمند
- متعاقب = به‌دنبال، در پیِ، در پسِ
- متعاقباً = از این پس، پس از این، در آینده
- متعالی = والا، برین، آسمانی، رستگار
- متعجّب = شگفت زده
- متعدّد = پرشمار، بسیار، فراوان، انبوه، بیشمار
- متعصّب = خشک‌مغز، یکسونگر، سخت‌اندیش، کوردل، خشک‌اندیش، سرسخت
- متعهّد = پایبند، پذیرنده، پیماندار، سوگند خورده
- متغیّر = گردیده، دگرگون شده، دگرگون شونده؛ (ریاضی، آمار، جامعه‌شناسی و …) پویشگر
- متفاوت = جداگانه، دور از هم، جدا، دگرگونه، دگرسان، دگردیس؛ یگانه
- متفرق کردن = پراکنده‌کردن، پراکندن، تاراندن، از هم جداکردن، دورکردن
- متفق القول = یک‌زبان، همزبان، همرای
- متفکر = اندیشمند، اندیشگر، اندیشه ور، ژرف اندیش
- متقابل = رو در رو، دوسویه
- متقاضی = خواستار، خواهان، درخواستگر، درخواست‌کننده
- متقاعد شدن = پاسخ گرفتن، باورکردن، پذیرفتن
- مُتقَن = استوار
- متلاشی = فروپاشیده، فروریخته، گسیخته
- متمادی = پیاپی، پیوسته، دنباله دار
- متمایز = جدا، جداگانه، دگرگونه، دگرسان
- متمرّد = سرکش، گردنکش، نافرمان
- متموّل = توانگر، دارا، سرمایه‌دار، توانمند
- متناظر = هم ارز
- متناقض = ناسازگار، ناجور، ناهمخوان
- متناهی = کراندار، مرزدار، کرانمند، پایان پذیر
- متناسب = بجا، برازنده، شایسته، درخور، بفراخور، به اندازه
- متناوب = دوره ای، پیاپی، پی در پی، پشت سرِهم، چندباره
- متنفّذ = دست اندرکار، فرا دست، چیره
- متنوع = گوناگون، رنگارنگ، جورواجور
- متواتر = پی در پی، پیاپی، پشت سر هم
- متوازی = همراستا
- متواضع = فروتن، خاکسار، سر به زیر
- متوالی = پی در پی، پیاپی، پشت سر هم
- متوجه = هشیار، آگاه
- متورّم = برجسته، آماس کرده، آماسیده
- متوسط = میانه، میانگین
- متوسل‌شدن = یاری‌خواستن، دست‌به‌دامان‌شدن
- متوقّف‌شد = بازایستاد، درجا ماند، از جنبش بازماند
- متولّدشد = زاد، زاده‌شد، به‌جهان‌آمد
- متولّی = سرپرست، دست‌اندرکار، دیوان‌سالار، گرداننده، سردمدار، کارگزار، دینکار، کیشمند
- متهوّر = بیباک
- مثبت‌اندیشی = خوشبینی، روشن‌بینی، روشن نگری، نیک‌اندیشی، نیک نگری، روشن اندیشی
- مثال = نمونه، مانند، نشانه
- مثلث = سه‌گوش، لچک، سه‌بر، سه‌پهلو، سِکُنج
- مُثمر ثمر = پربار، پربازده، سودمند، دارای دستاورد، (مانند تهویهٔ هوا و سنگ حجرالاسود آمیزهٔ نادرستی است)

#### مج
- مُجاب‌کردن = پذیراندن
- مُجادله = بگومگو، کشمکش، گفتاورد
- مَجاری قانونی = راه‌های روا، راهکارهای درست
- مُجاز = روا، درست
- مجازات = کیفر
- مجازی = پندارین، اندیشگی
- مجاور = کنار، پهلوی، همسایه
- مجاورت = کنار، همسایگی، پهلو
- مجاهد = جنگجو، تلاشگر
- مجاهدت = تلاش
- مجانی = رایگان، مفت
- مجبور = ناچار، ناگزیر، واداشته
- مجبورکردن = وادارکردن، واداشتن، ناچارکردن، ناگزیرکردن
- مجتمع = هماد، همبودگاه
- مجتمع مسکونی = هماد باشندگی
- مجدداً = دوباره، باز، بار دیگر، از نو، دگرباره، از سر، دیگر بار
- مجذوب = شیفته، شیدا، دلباخته، دلبسته، دل سپرده، فریفته، گرویده
- مجرا = راه، گذرگاه
- مجرّد = بی‌همسر
- مجروح = زخمی، آسیب دیده
- مجری = میزبان (برنامه تلویزیونی)، برگزارکننده، گرداننده
- مجزا = جداگانه، جدا
- مجلس = انجمن، نشست، همایش
- مجمع = هم‌اندیشی، انجمن
- مجموع = همه
- مجموعاً = همگی، همگی باهم، روی هم، رویهمرفته
- مجموعه = دسته، گروه؛ همه، همگی؛ جُنگ
- مجنون = دیوانه، خردگریز، خردستیز
- مجوّز = روادید، پروانه
- مجهّز = آماده

#### مح
- مُحاسبه = شمار، آمار
- مَحاسن و معایب = برتریها و کاستیها
- مُحاصره = شهربندان، شهربند
- محافظ = نگهبان، پاسبان، پاسدار
- محافظت = نگهداری، پاسداری
- محافظه‌کار = دوراندیش؛ راستگرا (در کشورداری)
- محافظه‌کاری = دوراندیشی، هشیاری، پاسداری؛ (کشورداری) راستگرایی
- مَحاکِم = دادگاه‌ها (جِ محکمه)
- محاکمه = داوری
- محال = نشدنی، دست‌نیافتنی، دور از دسترس، دسترس‌ناپذیر، انجام‌نشدنی، رویدادناپذیر، رخدادناپذیر
- محاوره‌ای = گفتاری
- محبت = مهربانی، مهر
- محتاج = نیازمند؛ بینوا، تنگدست، تهیدست
- محتاط = دوراندیش، همه‌سونگر، دورنگر
- محتمل = نزدیک، شدنی
- محتوا = درونمایه
- محتوم = (سرنوشتِ) گریزناپذیر، ناگزیر، بی‌بروبرگرد
- محدوده = مرز، دامنه، زمینه، مرزبندی، بخش، پیرامون، گرداگرد
- محدودیت = مرزبندی
- مُحرّک = انگیزه؛ رانشگر
- مَحرم = رازدار؛ خویشاوند نزدیک (همسری‌ناپذیر)
- محرم اسرار = رازدار، رازنگهدار
- محرمانه = رده‌بندی‌شده؛ سربسته، رازدارانه، پنهانی، رازآمیز، پوشیده
- محروم = بی‌بهره؛ بی‌پروانه، بی‌روادید
- محرومیت = بی‌بهرگی
- محسوب‌شدن = به‌شمارآمدن، شمرده‌شدن، دانسته‌شدن
- محسوب‌کردن = به‌شمارآوردن
- محشر = بی‌مانند، بی‌همتا، شگفت‌آور، یکتا، یکه؛ رستاخیز
- محصّل = دانش‌آموز
- محصور = چاردیواری، دیوارکشی‌شده، مرزبندی‌شده، مرزبسته
- محصول = دستاورد، فراورده، ساخته
- محض اطلاع = تنها برای آگاهی
- محض رضای خدا = تنها برای خوشنودی خدا
- محفوظ = درپناه، نگهداشته، نگهداری‌شده
- مُحِق بودن = درست/راست گفتن، سزاواری، شایستگی
- محقّق = پژوهشگر
- محفل = انجمن
- مُحکم = سفت، سخت، استوار، خشک، پایدار، پایا
- مَحکمه = دادگاه (ج: محاکم)
- محکمه پسند = روا، درست، پذیرفتنی
- محکوم = دادباخته، بزه ور
- محل = جای، جایگاه
- محلّ بحث = جای گفتگو
- محلّ نزاع = جای گفتگو
- محله = برزن، کوی و برزن
- محلی = بومی
- مَحمِل = بهانه، دستاویز
- محو شدن = کمرنگ شدن، ناپدیدشدن، ناپیدا شدن، رنگ‌باختن، ازمیان‌رفتن
- محوکردن = نابود کردن، کمرنگ‌کردن، ناپدید کردن
- محور = آسه، گرانیگاه
- محور مختصات = پایهٔ نشانی‌ها
- محور مواصلاتی = راه آمدورفت، جاده دسترسی
- محور عمودی = پایه ایستاده
- محور افقی = پایه خوابیده
- محوّطه = گستره، پهنه
- محیط = زمینه، پهنه، گستره، بستر، پیرامون؛ زیست‌بوم، زیستگاه؛ (هندسه) گرداگرد، فراگرد، پیراگیر

#### مخ
- مخ = مغز
- مخابره‌کردن = خبررسانی (از خبر پارسی)
- مخابرات = پیامرسانی
- مخارج = هزینه‌ها
- مخازن = انبارها (جِ مخزن از ریشه پارسی خزانه:گنجینه)
- مخاطب = روی سخن؛ خواننده؛ شنونده؛ بیننده
- مخالف = ناهماهنگ، ناسازگار؛ واگرا؛ دیرباور، ناباور
- مخالفت = ناسازگاری
- مخبر = سخنگو، خبررسان؛ خبرچین (از ریشه پارسی خبر)
- مختار = آزاد، گزینشگر، توانا
- مخترع = نو آور، سازنده
- مختص = ویژه
- مختصات = ویژگیها؛ (ریاضی) نشانیها
- مختصر = کم، کوتاه، چکیده، فشرده، گزیده، اندک
- مختل = آشفته، برهم خورده؛ دچار نارسایی
- مختل کردن = برهم زدن، به هم ریختن، آشفته کردن، دچار نارسایی کردن، پریشان/نابسامان کردن
- مختلف = گوناگون، چندگانه
- مختلط = درآمیخته
- مختومه = پایان‌گرفته، پایان‌یافته، به‌پایان‌رسیده
- مخدّر = آرامبخش
- مَخدوم = سرور
- مُخرّب = ویرانگر، نابودگر، از میان برنده، تباه کننده
- مَخوف = ترسناک
- مخفیگاه = پناهگاه، گریزگاه
- مخفی کردن = پنهان کردن، نهفتن
- مَخرجِ حروف الفبا = واجگاه بندواژه‌ها
- مخروط = سروگونه، کله‌قندی (غندی)؛ خراشیده
- مخزن = انبار
- مخصوص = ویژه، برگزیده
- مخصوصاً = به‌ویژه
- مخفی = پنهان، پوشیده، نهان
- مخفیانه = پنهانی؛ دزدکی
- مُخلص = پاک، پاکدل، پاکدین
- مخلوط = آمیزه، آمیخته، آمیغ
- مخلوع = برکنارشده
- مخلوق = آفریده

#### مد
- مَدائن = شهرها
- مُدارا = کوتاه آمدن، کنارآمدن، تاب‌آوردن، سخت‌نگرفتن، آسان‌گرفتن
- مَدارج = رده‌ها؛ پله‌ها، گام‌ها
- مَدارس = آموزشگاه‌ها
- مَدارک = نوشته‌ها، گواه‌ها، دستک‌ها
- مُدافع = پشتیبان
- مُدام = پیوسته، پیگیر، همیشه؛ می (کاربرد کهن)
- مُداوا = درمان
- مداوم = پیوسته، دنباله‌دار، پیگیر
- مداومت = پیگیری
- مدتها = دیر زمانی
- مددجو = یاریخواه، یاری‌جو
- مدرسه = آموزشگاه
- مَدرک = گواه، نشانه، گواهی، گواهینامه، دستک
- مدفوع = پسماند
- مدفون = به‌خاک‌سپرده
- مُدلَّل = استوار
- مَدلول = خواسته، انگیزه
- مدیر = گرداننده، کارگردان، سرپرست
- مُذاب = گداخته، گدازه
- مذاکره = گفتگو
- مذکّر = مرد؛ نرینه
- مذمّت = سرزنش، نکوهش
- مذموم = ناپسند، ناخوشایند، نادرست، نکوهیده

#### مر
- مراجعه کردن = سر زدن؛ بازگشتن
- مُراحم = مهرورز
- مَراسم = آیین
- مُراعات = نگه داشتن، پاس داشتن؛ کنار آمدن، کوتاه آمدن، آسانگیری
- مراقبت = نگهداری، رسیدگی؛ نگهبانی، دیده‌بانی
- مرافعه = زدوخورد، کشمکش، درگیری، کشاکش، ستیز
- مراوده = رفت‌وآمد، نشست‌وبرخاست، همنشینی
- مربع = چارگوش، چهارگوش
- مربّا = پرورده، ریچار، ریچال
- مربّی = راهنما؛ پرورش‌دهنده، پرورشگر
- مربوط‌به = دربارهٔ، وابسته‌به، در پیوند با
- مرتاض = پارسا، خویشتندار، رنجکش
- مرتّب = آراسته، بسامان، پیراسته؛ ویراسته
- مرتبط با = در پیوند با، وابسته به
- مرتبه = بار؛ جایگاه
- مرتع = چراگاه
- مرتفع = بلند، افراشته
- مرتفع‌کردن مشکلات = امیان‌برداشتن سختی‌ها، ازمیان‌بردن دشواری‌ها
- مرتکب = بزهکار
- مرثیه = سوگنامه
- مرجع = سرچشمه، سرآغاز، بازگشتگاه؛ فرهنگ واژگان
- مرجوع کردن = پس دادن، برگرداندن، بازگردانی، واگردان
- مرحله = گام، پله، رده
- مرحله حساس = گام سرنوشت‌ساز
- مرخّص = آزاد، رها، آسوده
- مرخّصی = آزادباش، آسودگی، آسایه، گاه رهایی، رَهِشگاه
- مردود = ناروا، ناپسند، قدغن، ناپذیرفته
- مرسوم و رایج = امروزی، پرکاربرد، جاافتاده
- مرصّع = گوهرنشان
- مرض = بیماری
- مرطوب = نمدار، خیس
- مرعوب = ترسان، ترسیده
- مرکز = هسته، میانه، میان؛ درون، دل
- مرموز = پنهانی، پنهانکار، رازآلود، رازآمیز، گمان برانگیز، پوشیده، در پرده، نهانی
- مرور = بازخوانی، دوباره خوانی، بازبینی، بازنگری
- مرهون = وامدار
- مرید = هواخواه، هوادار سفت‌وسخت، سرسپرده
- مریض = بیمار

#### مز
- مزاح کردن = شوخی کردن، سر به سر کسی گذاشتن
- مزاحمت ایجاد کردن = مردم آزاری، مایه آزار شدن، دردسر درست کردن
- مزایا و معایب = خوبیها و بدیها، برتریها و کاستیها/کمبودها
- مزایده = بیش فروش، بهافزونی
- مزاج = خوی؛ گوارش
- مزاحم = آزاردهنده، آزارگر
- مزار = آرامگاه، گور
- مزبور = نامبرده، یاد شده، گفته‌شده، پیشگفته
- مزرعه = کشتزار
- مزیّت = برتری

#### مس
- مسائل = چالش‌ها، پرسش‌ها؛ نکته‌ها، زمینه‌ها (جِ مسئله)
- مسابقه = هماوردی
- مَسّاحی = زمین‌پیمایی، زمین‌سنجی، زمین‌شمری
- مساعد = فراهم، آماده، هماهنگ
- مساعدت = همکاری، یاری، یاوری
- مَساعی = تلاش‌ها، کوشش‌ها (جِ مسعاه)
- مَسافت = دوری، اندازه دوری، دوری راه، دوری و نزدیکی، جدایی
- مسافر = گردشگر، رهرو، رهجو، رهنورد
- مسافرت = گردشگری، گشت و گذار
- مسئله = چالش، پرسمان، پرسش
- مُسالمت‌آمیز = آشتی‌جویانه
- مُسامحه = آسانگیری، ساده‌گیری، رواداری، نادیده انگاری، چشم پوشی
- مساوات = برابری، هم‌ارزی، همسنگی
- مساوی = برابر، هم سنگ، هم اندازه
- مسئول = سرپرست؛ پاسخگو
- مسئولان = دست‌اندرکاران، سردمداران، کارگزاران کشوری، سرپرستان
- مسئولیت = سرپرستی؛ بار پاسخگویی، پاسخگو بودن
- مسئولیت پذیر = پاسخگو، کاردان، درستکار
- مسبوق به سابقه = دارای پیشینه، پیشینه دار
- مستأجر = کرایه نشین، کرایه پرداز
- مستتر = پنهان
- مستثنا بودن = جدا بودن؛ نابهنجار بودن، به‌روال نبودن
- مستجاب = روا شده
- مستحق = سزاوار، شایسته
- مستخدم = پیشکار
- مستدام = پایدار، ماندگار، مانا، پایا، پایسته
- مستدل = بافرنود، با گواه، ریشه‌دار، گواهی‌مند
- مستشار = رایزن
- مستطیل = راست‌گوشه
- مستعار = جایگزین
- مستعد = آماده، توانا
- مستعفی = کناره‌گرفته، کناره‌گیر
- مستغنی = بی‌نیاز
- مستفیض شدن = بهره‌مند شدن
- مستقر = جاگیر، برپاشده، یکجانشین، پاگیر
- مستقل = جداگانه، جدا از هم، جدا جدا؛ خودگردان، خودجوش، خود بسنده
- مستقیم = راست؛ یکراست، سرراست، بی‌میانجی، بی‌میانگی
- مستلزم = نیازمند
- مستمر = پیوسته، دنباله‌دار
- مستوجب = سزاوار، شایسته، برازنده، درخور، زیبنده
- مستوری = پوشیدگی
- مستولی = چیره
- مسجد = نیایش‌گاه، پرستش‌گاه، مَزگت
- مسحور = جادو شده
- مسحور کننده = جادویی، خیره کننده
- مسخره کردن = به کسی خندیدن، کسی را دست‌انداختن، ریشخند کردن
- مسری = (بیماریِ) واگیر
- مسقّف = آسمانه دار، سایه بان دار
- مسکن = خانه
- مسکّن = آرامبخش
- مسکوت گذاشتن = ناگفته گذاشتن، پاسخگو نبودن، پنهانکاری، نپرداختن به
- مسکین = بیچاره
- مسلک = دین، آیین، شیوه، رویه، روند
- مسلّح = آماده رزم، زرهپوش
- مسلّم = روشن، راستین، بیگمان
- مسلّم دانستن = پذیرفته دانستن، درست انگاشتن، روشن پنداشتن، راستین گرفتن
- مسلّماً = بی گمان، بی چون و چرا، بروشنی
- مسموم = زهرآلود، زهرآگین
- مَسند = تختگاه، پشتوانه
- مسیر = راه
- مسیح = مژده (پاژنام پیامبر یهود -عیسی- که او را نپذیرفتند و به دار کشیدند)

#### مش
- مشابه = مانند، همانند، همتا، همسان، همگون، همچون
- مشاجره = بگومگو، درگیری
- مشارکت = همکاری، یاری
- مُشاع = بخش نشده
- مَشاعِر = هشیاری، هوش، خِرَد
- مُشاور = رایزن، راهنما
- مُشاوره = رایزنی، راهنمایی
- مشاهده کردن = دیدن، نگریستن، تماشا کردن
- مشاهدات و مطالعات = دیده‌ها و خوانده‌ها
- مَشاهیر = بزرگان، نام آوران، نامداران، سرشناسان
- مُشایعت = همراهی
- مشبَّه = ماننده، مانند شده
- مشبّه به = مانندگیر، مانند پذیر
- مشتاق = باانگیزه، پرشور، شیفته
- مُشتَبَه شدن امر = یکسان نمودن دوچیز، گمراه کننده بودن
- مشتمل بر = دربرگیرنده
- مشخص = روشن، شناخته شده، برگزیده، ویژه
- مشخصه = ویژگی، شناسه، جداکننده، جداساز
- مُشرِف = بر بلندا؛ آگاه
- مشروح اخبار = روشنگری خبرها، خبرهای گسترده
- مشروط کردن = در گرو گذاشتن
- مشروع = روا، بجا، رواداشته
- مشروعیت = روایی، رواداشتگی
- مشعوف = شاد
- مشغله = گرفتاری؛ سرگرمی (ج: مشاغل)
- مشغول = سرگرم؛ گرفتار
- مشقّت = سختی
- مَشق = ورز، تلاش
- مشکل = سختی، دردسر، دشواری، بدی، کمبود، دردسر، نارسایی، کاستی
- مُشکلات = سختیها، دردسرها، پیچیدگی‌ها، دشواریها
- مشکل آفرین = دردسرساز، دشوار، سخت
- مشکل ساز = دردسرساز
- مشکل گشا = راهگشا، کارگشا
- مشکوک = گمان برانگیز، گمانی، دودل، بدگمان
- مشمّع (مشما) = کیسه
- مشمولِ = زیر پوشش، زیر چتر، بخشی از، دربرگرفته
- مشورت = رایزنی، هم‌اندیشی
- مشوَّش = ناآرام، نگران، سراسیمه، دلواپس
- مشوّق = انگیزه
- مشهود = روشن، آشکار

#### مص
- مصاحبت = همنشینی
- مصاحبه = گفتگو، گزارشگری
- مصادره = بازگیری، تاوان‌گیری
- مُصادف با = همزمان با، همگام با
- مصارف = هزینه کردها، کاربردها (جِ مصرف)
- مصارف صنعتی = کاربردهای انبوه‌سازی
- مصالح ساختمانی = سازه‌های ساختمانی
- مصالح مملکت = روادید کشور
- مصالحه = سازش
- مصداق = نمونه، نمود، کاربرد (ج:مصادیق)
- مصدر = بن واژه، ریشه، ستاک
- مُصِر = لجباز، یکدنده، سرسخت، پافشاری‌کننده
- مصرف = کاربرد، به‌کارگیری، بهره‌برداری، بهره‌گیری
- مصرف‌کننده = کاربر، خریدار، بهره‌بردار
- مصرف گرایی = هزینه گرایی، کاربری گرایی
- مصروف کردن = پرداختن به
- مصرف‌کننده = کاربر
- مصطلح = جاافتاده، پرکاربرد، امروزی، کاربردی، زبانزد
- مصغّر = کوچک، خرد، کهتر، ریز
- مصلحت = روادید
- مصلحت‌اندیشی = دوراندیشی، سودنگری، فرجام بینی، دورنگری
- مصنّف = نویسنده
- مصنوعات = ساخته‌ها (جِ مصنوع)
- مصنوعی = ساختگی
- مَصون = درپناه، آسیب‌ناپذیر، آسیب‌ندیدنی، بی‌گزند
- مصون ساختن = آسیب‌ناپذیر کردن، بی‌گزند ساختن
- مصیبت = اندوه، پیشامد ناگوار
- مصیبت بار = ناگوار، اندوهبار

#### مض
- مضارع = اکنون، اینک (دستور زبان)
- مضاعف = دوبرابر، دوچندان
- مُضاف = (دستور زبان) افزوده، وابسته، پیوند، پیوست، افزا، بیش
- مضاف‌الیه = (دستور زبان) بَرگیر
- مضایقه‌کردن = دریغ‌کردن
- مُضحِک = خنده دار
- مَضحکه = مایه خنده، بازیچه، دستمایهٔ شوخی
- مُضِر = زیان آور، زیانبار
- مَضرب = (ریاضی) بس‌شمار، بازده
- مضروب کردن = زدن
- مضطرب = دلواپس، پریشان، آشفته، نگران

#### مط
- مطابقِ = بر پایه، هماهنگ با، سازگار با، همخوان با
- مطابقت = هماهنگی، سازگاری
- مطالبه = خواست، خواسته، خواهش
- مطالعه = بررسی، خواندن
- مطبوعات = روزنامه‌ها، رسانهٔ چاپی
- مطرح = نام‌آشنا، نامدار، نامی، نامور، نام‌آور
- مطرح کردنِ = (موضوع:) زمینهٔ گفتگو را پیش کشیدن، به‌میان‌آوردن؛ نام بردن از کسی، به میان کشیدن
- مطرود = رانده‌شده، رانده، کنارگذاشته‌شده، دورکرده‌شده؛ ناپسند، نکوهیده
- مطّلع شدن = آگاه شدن، باخبرشدن، دانستن، خبر یافتن
- مطلب (ج: مطالب) = نکته، نوشته، جستار، گفتار
- مطلق = بی‌مرز، بیکران، بی‌اندازه
- مطلقاً = هرگز، به هیچ روی، هیچگاه؛ یکسره
- مطَلَّقه = بیوه، بی‌همسر، جداشده، آزاد، بی‌شوهر
- مطلوب = خواسته؛ دلخواه، خواستنی، دلپذیر، پسندیده، بهتر، دلنشین، خوشایند
- مطمئن = دلگرم، آرام، آسوده، باورمند، دلارام، بی‌نگرانی، بی هراس
- مطمئنّاً = بی‌چون‌وچرا، بی‌بروبرگرد، بیگمان، براستی، هرآینه، بی‌گفتگو
- مطیع = فرمانبر، پیرو
- مظانّ اتهام = گمان‌برانگیز
- مظاهر = نمودها (جِ مظهر)
- مظلوم = ستمدیده، ستمکش، رنجدیده
- مظنون = گمان برانگیز، گمان برده
- مَظنّه = بهای روز، ارزش روز؛ برآورد؛ گمانه
- مَظهَر = نماد، نمود، نمودار، نمایه

#### مع
- معاصر = امروزین، امروزی، همزمان، هم‌روزگار، همدوره
- معاضدت قضایی = همکاری دادوری
- معاف کردن = گذشت کردن، از دوش برداشتن، بخشودن، برکنار داشتن، آزادکردن
- معافیت گمرکی = بخشودگی از باژ و ساو
- معالجه = درمان، درمانگری
- معالجه شدن = درمان شدن، بهبود یافتن
- معامله = خرید و فروش، داد و ستد
- معانی = بن مایه‌ها، جان مایه‌ها، چمها، انگاره‌ها
- معاوضه = جابجایی، جایگزینی، جانشینی
- معاون = دستیار، یاور، یاریگر
- معاونت = دستیاری، یاریگری
- مَعایب = زشتی‌ها، کاستی‌ها، نارسایی‌ها، کمبودها
- معاهده = پیمان، سوگند، پیمان نامه سازواره، هم پیمانی
- معاینه = بازدید، بررسی، بازبینی
- معبر = گذرگاه
- معتاد = خوگرفته
- معتبر = شناخته شده، پذیرفته
- معترف به = بازگوکننده، بازگوی، آشکارگوی، خستو (کهن)
- معتقد = باورمند
- معتنابه = چشمگیر، هنگفت
- معدوم کردن = نابود کردن، ویران کردن
- معذرت خواهی = پوزش خواستن
- معذور بودن = بیگناه بودن
- مَعرَض = دستخوش، دسترس، پیشگاه
- مُعَرّف = شناساگر
- مَعرفت = شناخت؛ بزرگواری، رادمنشی
- مَعرِفه = آشنا، شناخته،
- مُعرّفی کردن = آشنا شدن، شناساندن، نام و نشان گفتن
- مُعرّق کاری = پاره چینی
- مَعرکه = گیر و دار، گرماگرم؛ بی همتا
- معروف = شناخته شده، سرشناس، پرآوازه، نامور، نامدار، نامی، بنام، نام‌آور
- معصوم = بیگناه
- مُعضَل اجتماعی = گرفتاری/گره/پیچیدگی/دشواری/سختیِ مردمی
- معقول = پسندیده، بجا، درخور، بخردانه، خردمندانه
- معلق = آویزان
- معلولِ = برخاسته از، ریشه گرفته از، بازدهِ، برآیندِ، پیامدِ
- معلولیت جسمی = ناتوانی اندامی
- معلم = آموزگار، آموزگر
- معلوم = دانسته، روشن، آشکار
- معلومات = دانسته‌ها، آگاهیها
- معماری = ساخت و ساز
- معنی (معنا) = چم، بن مایه، برابر، همسنگ
- معنادار = چشمگیر
- معنوی = مینوی
- معهذا = با این همه
- معیار = تراز، سنجه، پیمانه، سنگ
- معیشت = زندگی
- معیوب = نادرست، ناکارآمد، نارسا، ناکارا، کاستی دار، کاسته (اسم مفعول ساختگی در فارسی ناهماهنگ با دستور زبان عربی)
- مغتنم شمردنِ فرصت = زمان‌دانی، زمان‌شناسی، بهره‌وری از زمان
- مغلوب = شکست‌خورده، باخته، بازنده
- مغموم = دلمرده، افسرده، اندوهگین

#### مف
- مفاتیح = (جِ مفتاح) کلیدها
- مفاهیم = (جِ مفهوم) انگاره‌ها، بن مایه‌ها
- مفتوح = باز، گشوده
- مَفَرّ = گریزگاه، راه دررو
- مفروض = انگاشته، پنداشته
- مفعول = کنش‌پذیر، کنشگیر، پوییده، کرده
- مفقود = گمشده
- مفقودالاثر = گمشده
- مفهوم = انگاره
- مفهوم نیست = روشن نیست، گویا نیست، گنگ است
- مفید = به درد بخور، کارآمد، سودمند، کارا
- مفید واقع شدن = به درد خوردن، کارایی داشتن، سود داشتن، سودمند بودن

#### مق
- مقابل = دربرابر، روبروی
- مقابله = رویارویی، ایستادگی
- مقابله به مثل = کینه‌توزی، کینخواهی، کینه‌جویی، خونخواهی
- مقادیر = اندازه‌ها، شماره‌ها (جِ مقدار)
- مَقاصِد = انگیزه‌ها، خواستها، آرمانها
- مَقاطِع = بازه‌های زمانی، پنجره‌های زمانی
- مُقاطعه کار = پیمانکار
- مقاله = نوشتار، نوشته
- مَقام = جایگاه، رده
- مقاوم = پایدار، استوار، سخت، پاینده، پایا، ایستا
- مقاومت = سرسختی، ایستادگی، پایداری
- مقایسه = سنجش
- مقبول = پذیرفتنی، پسندیده، خوشایند؛ زیبا
- مقتدا = پیشوا، رهبر
- مقتدر = نیرومند، پرتوان
- مقتضای = سازگار با، هماهنگ با، همخوان با
- مقدار = اندازه، شمار؛ ارزش
- مقدّر = سرنوشت
- مقدّس = سپنتا، ورجاوند
- مقدّسات = باورها
- مقدّم = پیشگام
- مقدمات = زمینه سازیها، زمینه چینیها
- مقدّماتی = آغازین، نخستین، پیش نیاز، پیش زمینه
- مقدّمه = پیشگفتار، پیش‌درآمد، دیباچه
- مقدّمه چینی = زمینه‌سازی
- مقدور = شدنی، دردسترس، آماده
- مَقَر = جایگاه، ستاد، پایگاه، زیستگاه، ماندگاه
- مُقِر = بزبان آورنده، آشکارگوینده، بزبان آور، آشکارگو، خستو (کهن)
- مقرّر شد = پذیرفته شد، برنامه بر این شد، برنامه‌ریزی شد
- مقرّرات = آیین‌نامه، آیین‌نامه‌ها، روش‌ها، شیوه‌ها، آیین‌ها، بخشنامه‌ها
- مُقرّری = دستمزد، کارمزد، پاداش
- مُقرنس = آهوپای
- مقروض = بدهکار، وامدار
- مقرون به صرفه = کم‌هزینه، ارزیدنی، ارزان
- مقسوم علیه = شمارنده، بخشیاب، بهره یاب
- مقصد = خاستگاه، آماجگاه
- مقصّر = گناهکار
- مقصود = خواسته، انگیزه
- مَقطَع = برش
- مقطعی = گذرا، دوره ای
- مُقطَّع = بریده
- مقطوع = پایانی، کاهش ناپذیر
- مقعد = نشیمنگاه، سُرین
- مقوله = دسته، دسته‌بندی (ج: مقولات)
- مقهور = شکست خورده، بازنده، باخته
- مقیاس = تراز، سنجه، پیمانه

#### مک
- مکاتبه = نامه‌نگاری
- مکارم اخلاق = خوش‌رفتاری، نیک‌منشی، نیک‌خویی، ویژگی‌های خوب
- مکاشفه = درون‌بینی، درون‌نگری
- مکالمه = گفتگو
- مکتوم = پوشیده، پنهان، نهان
- مکّار = فریبکار، دغل‌باز، نیرنگ‌باز
- مکدّر شدن = دلگیر/دلخور شدن
- مکر = فریب، نیرنگ
- مُکرّر = چندباره، پی‌درپی
- مکلّف = گماشته، گمارده

#### مل
- ملاحظات = نگرش‌ها، نکته‌ها
- ملاحظه کردن = نگاه کردن، پروا داشتن، دیدن، نگریستن
- ملاحظه کاری = پرواپیشگی
- ملاز = زبانک، زبانچه، زبان کوچک
- ملازمت = همراهی
- ملازمه = همراهی
- ملاطفت = مهربانی
- ملاقات = دیدار
- ملاک = تراز، سنجه، پیمانه، سنگ
- ملال = اندوه، دلگیری
- ملامت = سرزنش، بازخواست، نکوهش، خرده‌گیری
- ملایم = نرم، آرام
- ملایمت = نرمی، آرامی
- ملجا = پناه
- مَلحفه (ملافه) = روانداز
- مُلحق شدن = پیوستن
- ملحقات = پیوست‌ها
- ملزومات = آمادگی‌ها، نیازمندی‌ها، ابزارها، پیش‌نیاز
- ملغی شدن = برافتادن، برکنار شدن، از میان رفتن
- ملک = (مُ) فرمانروایی؛ (مِ) زمین؛ (مَ لَ) فرشته
- ملکوت = جهان برین، شکوه خدایی، سپهر
- ملهم از = برگرفته از
- ملیح = بانمک
- ملیّن = نرم‌کننده

#### مم
- مماس = ساییده، سایشگر، برخوردکننده، برخوردگر، برخورنده، ساینده، سایان
- مماشات کردن = کنار آمدن با، کوتاه آمدن، چشم پوشی کردن، نادیده گرفتن
- ممارست = پشتکار، ورز، کوشش، تلاش
- ممانعت = پیشگیری، بازداشتن
- ممتاز = برتر، برگزیده، ویژه
- ممتحن = آزمونگیر، آزمون گیرنده، آزمونگر
- ممتنع = (در رای‌گیری) بی گرایش؛ (در فلسفه) نشدنی، هستی ناپذیر، نبودنی
- ممکن = شدنی؛ نزدیک، در دسترس
- ممکن است = می‌شود، شاید، می‌تواند، شدنی است، نزدیک است، دست یافتنی است
- ممکن بود = می‌توانست

#### من
- مِن‌بعد = از این پس، زین پس، پس از این
- مَنابِع = سرچشمه‌ها، آبشخورها؛ خاستگاه‌ها
- مَنازِل = خانه‌ها، کاشانه‌ها
- مُناسِب = خوب، درست، شایسته، در خور، برازنده، سزاوار
- مناسبات = پیوندها، وابستگیها
- مناسبت = همزمانی؛ هماهنگی، همخوانی، سازگاری
- مَناصِب دولتی (جِ منصب) = جایگاه‌های سازمانی، کارگزاریهای کشوری، رده‌های دیوانسالاری/دیوانی
- مناطق صعب العبور = جاهای سخت گذر
- مناطق کوهستانی = کوهستانها
- مناظره = گفتگو، گفتاورد
- مِناعت طبع = چشم و دل سیر بودن، بزرگواری، ارجمندی، والانگری
- مُنافات = ناسازگاری
- مَنافِذ (جِ منفذ) = روزنه‌ها، سوراخها، شکافها
- مَنافِع (جِ منفعت) = سودها
- مُنافی عفّت = بی شرمانه، بی آبرویی
- مَناقِب (جِ منقبت) = ستایش‌ها
- مُناقشه = درگیری
- مناقشه برانگیز = جای بگومگو، مایه درگیری
- مُناقصه = ارزان خری، بهاشکنی، کاهشگری
- منبسط = گشاده، گشوده، گسترده
- منبّت‌کاری = گیاهی تراشی، کنده کاری روی چوب
- منّت‌کشی = دلجویی، پوزش‌خواهی، دل کسی را به‌دست آوردن
- منّت گذاشتن = به رخ کشیدن
- مُنتج شدن = انجامیدن
- منتسب به = وابسته به، در پیوند با، پیوسته به
- منتشر شدن = پراکنده شدن
- منتفع = بهره‌مند، بهره‌بردار، بهره‌گیر، سود برنده
- منتفع شدن = بهره‌مند شدن
- منتفی شدن = برهم خوردن، به هم ریختن برنامه
- منتقل کردن = جابجا کردن
- مُنتَها = ولی، وانگهی، باری، گرچه
- منتهی الیه = پایان، ته، گوشه
- منتهی به = پایان یافته به، رسیده به
- منجر به = مایهٔ، سبب، زمینه‌سازِ، فراهم آورنده، فراهم کنندهٔ
- منجر شدن به = انجامیدن به، پایان یافتن به
- منجمد =(مصدر ساختگی فارسی) یخ‌زده، سفت و سخت شده
- مندرج = نوشته شده، گنجانده شده، جای داده شده
- منحرف = گمراه، کج‌اندیش
- منحرف شدن = گمراه شدن، به بیراهه رفتن، کجروی

منحرف شده = گمراه شده، کجرو، اریبانده
- منحصر = تک، مرزبندی شده، تک افتاده، یگانه، یکتا، یکه، جداگانه
- منحصر به فرد = تک، یکتا، یگانه
- مُنحَط = ویران، تباه
- منحنی = خم، خمیدگی، خمش
- من حیث المجموع = روی‌هم‌رفته
- منزجر = بیزار
- منزجرکننده = چندش‌آور، بیزاری‌آور، بیزارکننده
- منزل = خانه، کاشانه
- منزلت = جایگاه، ارزش، رده، ارج
- منسجم = یکپارچه، به هم پیوسته
- منسوب به = وابسته به، پیوسته به، در پیوند با
- منسوبین = بستگان، نزدیکان، خویشاوندان، خویشان
- منسوجات = پارچه‌ها، بافته‌ها
- منشأ = خاستگاه، سرآغاز، آغازه، پایه، ریشه، سرچشمه
- منشور = نامه سرگشاده؛ فرمان؛ بلور، شوشه
- منشی = دبیر، نویسنده، نگارنده
- منصب = جایگاه، رده
- منصرف شدن = روی گرداندن، پشیمان شدن، رویگردان شدن، روی برتافتن
- منصوب = گماشته، گمارده، کارگزار، کارمند
- منضبط = بسامان، سامان‌یافته، سروسامان گرفته، آراسته، پیراسته، ویراسته
- منطبق با = هماهنگ با، سازگار با
- منطق = درست‌گویی، درست‌اندیشی، آیین، شیوه، گویا، خردورزی، فرنود
- منطقه = بخش؛ پهنه، گستره
- منطقی = درست، روشمند، بآیین، آیین‌مند، بخردانه، خردمندانه، خردورز، دانشورانه، فرزانه، فرنودی
- منظر = دیدگاه
- منظره = چشم‌انداز، دورنما
- منظور = خواسته، انگیزه، خواست
- منظومه = سامانه، آرایه؛ جُنگ
- منعقد کردن = (پیمان) بستن
- منفذ = سوراخ، روزنه، شکاف
- منفجر = ترکیده، پُکیده، ازهم پاشیده
- منفصل = جدا، جدا شده، ناپیوسته، گسسته
- منفعت = سود
- منفعت طلبی = سودجویی
- منفعل = کنش پذیر
- مُنفَکّ از = جدا شده از، جدا از
- مَنفور = نفرین شده
- منفی بافی = سیاه‌نمایی، ناامیدی، بدگمانی، بدبینی، تاریک اندیشی، فال بد زدن
- مِنقار = نوک
- منقبض = گرفته، سخت، خشک، سفت، دج، بسته
- منقّش = نقش و نگاردار
- منقضی = پایان یافته
- منقطع = بریده، جدا، گسسته
- مَنقل = آتشدان
- منقلب = دگرگون، زیر و زبر
- منقوش = نقش‌دار، نگارین
- منقول = بردنی، جابجایی پذیر، جابجاشونده
- منکوب کردن = تارومارکردن، سرکوب کردن
- مِنوال = روال، روند، شیوه، روش
- مُنوّر = روشن، روشنگر، درخشان، تابنده، تابان، روشنی‌بخش، تابشگر، پرتوافکن
- منوط به = وابسته به، در گرو، بسته به
- مَنویّات = خواسته‌ها
- مِنهای = به جز، جدا از، کمتر به اندازه، کاسته به اندازه، کاهش یافته با، کم شده با
- منهدم کردن = نابود کردن، از میان بردن

#### مو
- مواجب = دستمزد، جیره
- مواجهه = رویارویی
- مواد اولیه = پیش سازها، مایه‌های پایه
- موازنه = هماهنگی، همسنگی
- مواظب = نگهدار
- مواظبت = نگهداری، نگاهداری، رسیدگی
- موافق = همرای، یکدل، همدل، همراه، همداستان، همدست، هماهنگ، هم اندیش، سازگار، همسو، جور، سازوار؛ دلخواه
- مواقع ضروری = (جِ موقع) هنگامهای نیاز، زمانهای بایسته
- مواعظ = (جِ موعظه:) سفارش، اندرز
- موافقت = پذیرش، هماهنگی، همداستانی، هم آوایی، همسازی، سازگاری
- مواقع = زمان‌ها، هنگام‌ها، گاه‌ها
- موانع = بازدارنده‌ها، دست اندازها
- مواهب = (جِ موهبت:) خداداد
- موت = مرگ، درگذشت، جان سپردن، جان دادن، جانسپاری
- موجِب = مایه، زمینه‌ساز، بسترساز، پدیدآورنده
- موجبات = مایه، زمینه‌ساز، بسترساز، پدیدآورنده
- موجِد = پدیدآورنده، سازنده
- موجِر = کرایه گیر، کرایه دار، کرایه کش
- موجَز = کوتاه، گزیده، چکیده، فشرده
- موجود = آماده، در دسترس؛ جاندار، جانور؛ هستار، پدیده؛ آفریده
- موجود است = هست، در میان است
- موجّه = ریشه دار، بنیادمند، درست، بهنجار، استوار؛ (دربارهٔ مردمان) برازنده، شایسته، باخرد
- مودّت = دوستی
- مورد = نمونه، نکته، زمینه، نشانه، باره؛ جا، جایگاه
- موردی = نمونه وار؛ تک تک، یک به یک
- مورد استفاده = کاربردی، به کاررفته
- مورد استفاده قرار دادن = به کار بردن
- مورد استفاده قرار گرفتن = به کار آمدن، به درد خوردن، به کاررفتن، به کاربرده شدن، به کارگرفته شدن، به‌کارگیری شدن، بهره‌برداری شدن، بهره‌گیری شدن
- مورد استقبال قرار گرفتن = پذیره شدن
- مورد اشاره = یادشده، نامبرده
- مورد اطمینان = درستکار؛ درست، دلگرم کننده، امیدوارکننده، آرامش بخش، باورپذیر، باورکردنی، پایدار، استوار
- مورد اعتماد = درستکار؛ درست، دلگرم کننده، امیدوارکننده، آرامش بخش، باورپذیر، باورکردنی، استوار، پایدار
- مورد بررسی قرار دادن = بررسی کردن
- مورد تأکید قرار می‌گیرد = بر آن پافشاری می‌شود، ارزیابی می‌شود
- مورد توجه قرار گرفتن = بررسی شدن، به کسی یا چیزی روی آوردن، پردازش شدن، نگریسته شدن رویکرد به
- مورد پذیرش واقع شدن = پذیرفته شدن
- مورد تأیید = پذیرفته، مهر خورده
- مورد عفو قرار گرفتن = بخشوده شدن
- مورد علاقه = دلخواه، دوست داشتنی، برگزیده
- مورد محبت قرار گرفتن = مهر دیدن
- مورد مطالعه قرار دادن = بررسی کردن
- مورد ملاحظه قرار دادن = بررسی کردن، نگریستن، به‌شمار آوردن
- مورد نظر = دلخواه، نامبرده، یادشده (نظر:نگر)
- مورد وثوق = درستکار؛ استوار، پایدار
- موزون = (از وزن پارسی) آهنگین، هماهنگ
- موسّع = گسترده
- موسم = (واژه ریشه پارسی دارد و برابر عربی آن فصل است) هنگام، زمانه
- موسیقی = آهنگ، خنیا، نوا، نغمه
- موصوف = برشمرده
- موضوع = زمینه، جستار، بستر، باره
- موطن اصلی = خاستگاه، زادگاه، سرزمین مادری، میهن راستین
- موظّف = گمارده، گماشته
- موعد = سررسید
- موعود = امید رهایی، رهایی‌بخش، رهاگر، واپسین امید، چشم‌انداز رستگاری
- مولّد = زاینده، زایا، زایشگر؛ سازنده
- مولّد برق = کهرباساز
- موفّق = پیروز، کامیاب، کامروا، کامکار، پیروزمند
- موفّقیّت = کامیابی، پیروزی، درخشش، کامروایی
- موفقیت‌آمیز = پیروزمندانه
- موقّت = گذرا، زودگذر، زمانمند
- موقِع = هنگام، زمان، گاه
- موقع‌شناسی = زمان‌شناسی، زمان‌سنجی
- موقعیّت = جایگاه، جانما
- موقعیت‌یابی = جانمایی
- موقوف = قدغن
- موقوفه = بند شده (ج: موقوفات)
- موکول کردن = به آینده واگذاشتن
- مولا = سرور
- مولود = زاده
- موهِم = گمان انگیز، گمان آور، پنداربرانگیز
- موهِن = گستاخانه، بی ادبانه، بی شرمانه
- موهوم = پندارین، گنگ، گمان انگیز، گمان انگیخته، ناپیدا

#### مه
- مهاجر = کوچرو، کوچنده، کوچ نشین
- مهاجم = جنگنده، رزمنده، جنگجو، تازشگر
- مهارت = توانایی، کارآزمودگی، زبردستی، ورزیدگی، کاردانی، کارآشنایی، کارکشتگی، کارشناسی
- مهد = گهواره
- مهلت = زمان، درنگ، زنهار (کهن)
- مُهلِک = کُشنده
- مَهلکه = جای مرگبار، میدان جنگ، پرتگاه، لغزشگاه، نیستگاه، کشتن گاه، نابودگاه
- مهم = بزرگ، با ارزش، ارزشمند، برجسته، پرارزش، ارجمند
- مهمّات = فشنگ و خمپاره و موشک، ساز و برگ جنگ، توشه جنگی
- مُهمَل بافی = چرند گویی، چرت و پرت گویی، بیهوده گویی، گزافه گویی، ژاژ خایی، یاوه سرایی، هرزه درایی
- مهندس = اندازه‌گیر، اندازه دان، اندازه‌شناس، چاره گر، چاره جو، چاره ساز
- مهیّا شدن = آماده شدن
- مهیّا کردن = فراهم کردن، آماده ساختن
- مَهیب = ترسناک، هراس آور
- میراث = یادگار، بازمانده، یادبود، یادمان
- میزان = (از ریشه فارسی وزن) اندازه
- مَیَعان = آبگونگی
- میل = گرایش
- میل (اخترشناسی) = گرا (در کنار ارتفاع: «بلندا» یکی از دو نشانی ستارگان)

### ن
- نااهل = ناشایست، بی‌ادب، سرکش، نافرمان
- نابالغ = نارس، نارسیده، کودک
- ناباب = ناشایست، ناجور، بی‌ادب، نادرست، ناپسند
- نابغه = تیزهوش، باهوش، هوشمند
- ناتمام = نیمه‌کاره، پایان‌نیافته، رهاشده
- ناتمام‌گذاشتن = نیمه‌کاره رها کردن، نیمه‌کاره گذاشتن، رها کردن، پایان‌ندادن
- ناتمام‌ماندن = نیمه‌کاره‌ماندن، پایان‌نیافتن، پایان‌نگرفتن
- ناجی = یاریگر، رها کننده، رهایی‌بخش (در فارسی امروزی بن‌مایهٔ کنش‌پذیری دارد ولی در عربی بن‌مایه کنشگری)
- ناحسابی = نادرست
- ناحق = ناروا، نادرست، نابجا
- ناحق گفتن = زورگویی
- ناحیه = بخش، گستره، پهنه، سرزمین
- ناخالص = ناپاک، آلوده، ناکاسته (حسابداری و اقتصاد)
- ناخالصی = ناپاکی، آمیختگی (شیمی)، آلودگی، آلایش
- ناخَلَف = نابکار، بدرفتار، کج‌رفتار،
- نادر = کمیاب
- نادم = پشیمان، سَرخورده، پرافسوس (کاربرد کهنِ افسوس: ریشخند)، ناکام، پردریغ
- ناراحت = دلخور، دلگیر، آزرده، اندوهگین، ناخوشنود
- نارضایتی = ناخشنودی، ناکامی، ناخرسندی (کاربرد کهنِ خرسندی: قناعت/ بسنده دانستن)
- نازل = پایین، بد، کم
- ناسلامتی = (نفرین گونه است)
- ناسوت = جهان زمینی
- ناشی = تازه‌کار، نیاموخته، نوآموز، نیازموده، خام‌دست، نپخته
- ناشی‌می‌شود = سرچشمه می‌گیرد، برخاسته است، برمی‌خیزد
- ناطق = گویا، گوینده، سخنور
- ناظر = بیننده؛ سرپرست، دیده‌ور، بازبین، بازنگر
- ناظر به = درباره، وابسته به، در پیوند با
- ناظم = سرپرست، سامانگر، هماهنگ‌کننده
- ناعادلانه = نابرابر، ناجوانمردانه، بیدادگرانه
- ناغافل = ناگهان، نابهنگام، ناگهانی، بی‌خبر، بی برنامه، بی‌آمادگی، بی‌پیش‌زمینه، به پیشامد، ناگاه، ناگه (ادبی)
- نافذ = (بیشتر برای نگاه کاربرد دارد) تیز، رخنه‌گر، گیرا، کاری، کارگر، روان
- نافع = سودمند
- نافی = ناسازگار، نیستگر
- ناقص = نارسا، نارس، کژ، نادرست، دارای کمبود
- ناقل = جابجاگر، بُردار، جابجاکننده
- ناکافی = نابسنده
- نامحدود = بیمرز، بیکران، بی پایان
- نامحرم = بیگانه
- نامحسوس = پنهانی، ناپیدا
- نامرئی = ناپیدا، ناپدید؛ ندیدنی، نادیده
- نامربوط = نادرست، نابجا
- نامشخّص = ناشناخته، گنگ، ناپیدا
- نامشروع = ناروا، نادرست، نابهنجار
- نامطلوب = ناخواسته؛ ناخوشایند؛ ناجور، ناپسند، نابهنجار
- نامعقول = نابجا، نادرست
- نامعلوم = ناپیدا، ناشناخته، تیره‌وتار، گنگ، ناشناس، ناآشنا
- نامفهوم = ناآشنا، گنگ، ناشناخته، تیره‌وتار، ناپیدا
- نامکتوب = نانوشته
- ناملایمات = سختیها، دشواریها
- نامناسب = نادرست، ناشایست، نابجا، بیجا، ناهماهنگ، ناهمخوان
- نانجیب = بیشرم، بی‌آبرو، چشم‌چران، چشم‌دریده

#### نب
- نبوغ = تیزهوشی
- نتیجه = پیامد؛ دستاورد؛ فرجام، سرانجام؛ بازده، برآیند
- نتیجه‌بخش = کارآمد، سودمند، کارا، پربازده، پربار، دارای دستاورد
- نجات = رهایی، آزادی، رستگاری، رهش، رهیدن
- نجات‌بخش = آزادکننده، رهایی‌بخش
- نجات‌غریق = شناگربان، نگهبان دریایی، استخربان
- نجابت = سربه‌زیری، باشرمی، چشم‌پاکی، پرهیزکاری، پارسایی
- نجاست = آلودگی، ناپاکی
- نجس = آلوده، ناپاک
- نجم = ستاره، اختر
- نجمه = ستاره، نامی دخترانه
- نجیب = سربه‌زیر، باشرم، چشم‌پاک، پارسا

#### نح
- نحس = بدشگون
- نحو = دستور زبان
- نحوست = بدشگونی، بدبیاری، بخت بد
- نحوه = روش، شیوه، راه
- نحیف = لاغر، رنجور
- نخاع = پی‌های پشت
- نخاله = آشغال
- نخل = درخت خرما، خرمابُن
- نخلستان = خرماستان

#### ند
- ندّاف = پنبه‌زن
- ندامت = پشیمانی
- ندامتگاه = زندان، اندرزگاه
- ندیمه = دستیار
- نذر = برآوردنیاز
- نرجس = نرگس
- نرد = تاس‌بازی
- نساجی = ریسندگی، بافندگی، پارچه‌بافی
- نَسَب = نژاد، تبار، خاندان
- نسبت = اندازه؛ پیوند؛ خویشاوندی
- نسبت به = درباره؛ بسته‌به، در پیوند با؛ به‌اندازه؛ در برابر
- نسخه = ویرایش، نسَک (ریشه پارسی)؛ دارونوشت
- نسَق = روش، شیوه (ریشه نسک)
- نُسوج = (جِ نَسج) بافت‌های (اندام‌های کالبد جانداران)
- نشا = جوانه
- نشاط = شادابی
- نشات‌گرفتن = سرچشمه‌گرفتن، برخاستن
- نشوونما = رویش و شکوفایی

#### نص
- نِصاب = اندازهٔ پذیرفتنی
- نصّاب = کارگذار، پیاده‌ساز
- نصب = کارگذاری، پیاده‌سازی، کار گذاشتن
- نصیب = بهره
- نصیحت = پند، سفارش
- نُطق = سخنرانی
- نظاره کردن = تماشاکردن، نگاه‌کردن، نگریستن
- نظافت = پاکیزگی
- نظام = سامانه، همداد، آرایه
- نظام‌وظیفه = سربازگیری
- نظام‌مند = سامانمند
- نظم = سامان، آرایش، ویرایش
- نظم و نسق = سروسامان
- نظر = دیدگاه
- نظر زدن = چشم‌زدن
- نظرگاه = دیدگاه
- نظریه = نگره
- نظم = سامان، آرایش، چینش
- نظیر = مانند

#### نع
- نعره‌کشیدن = دادزدن
- نعش = پیکر، کالبد، پیکر بیجان، مرده
- نعش‌کش = مرده‌کش
- نعل = سُم‌پوش
- نعمت = خداداد
- نغمه = آهنگ، ترانه، سرود، نوا
- نفّاخ = پرباد
- نفخ معده = باد شکم؛ آماس شکم
- نفَر = کس، تن، سر (یکای شمارش مردم)
- نفرت = بیزاری، دلزدگی، رویگردانی
- نفْس = خود، خویش، خویشتن؛ روان
- نفَس = دم
- نفس کشیدن = دم برآوردن
- نفع = سود، بهره
- نَفَقه = هزینهٔ زندگی، گذرانه، توشه
- نِفله‌کردن = سربه‌نیست‌کردن، کَلَکِ کسی را کندن، از پادرآوردن
- نفوذ = رخنه
- نفوذناپذیر = رخنه‌ناپذیر، استوار
- نفی = نپذیرفتن
- نفیس = ارزشمند، کمیاب، نایاب، گران‌بها
- نقاب = پوشیه، رخپوش، چهره‌پوش، روبنده
- نقّادانه = سنجشگرانه، موشکافانه، تیزبینانه، سختگیرانه، خرده‌گیرانه
- نقّال = داستان‌گو، داستانسرا
- نَقب‌زدن = دالان کندن، دهلیز کندن
- نقد = بررسی، سنجیدن، خرده‌گیری، سبک‌سنگین‌کردن، براندازکردن، موشکافی، واکاوی
- نقداً = پولی، با پول
- نقره = سیم
- نقص = کمبود، کاستی، نارسایی، کم‌وکاست
- نُقصان = کمبود، کاستی، نارسایی، کم‌وکاست
- نقض‌کردن = شکستن، برهم‌زدن
- نقض عهد = پیمان‌شکنی
- نقضِ غرض = به‌باد دادن تلاش خود، کنش وارونهٔ خواستِ خود، وارونه‌کاری
- نقیضِ = وارونه، رویاروی
- نقل‌وانتقال = جابجایی
- نقل‌کردن = بازگوکردن
- نُقلی = کوچک و زیبا، ریز و گرد (مانند دانه‌های نقل)
- نقیب = پیشوا، مهتر
- نقیصه = کمبود، کاستی، نارسایی

#### نک
- نکره = ناآشنا، ناشناخته، ناشناس، شناخته‌نشده
- نکهت = بو، بوی خوش
- نواحی = بخش‌ها؛ (موسیقیِ) بومی
- نوامیس = میهن و زن و فرزند
- نورانی = روشن، روشنگر، درخشان، تابنده، تابان، روشنی‌بخش، تابشگر، پرتوافکن
- نوع = گونه
- نوع بشر = مردمان
- نهایت = پایان، سرانجام، فرجام
- نهایی = واپسین، پایانی، فرجامین
- نهضت = بیداری، جنبش، شورش
- نهی‌کردن = (از ریشه پارسی نه) بازداشتن، قدغن کردن
- نِیل به مقصود = رسیدن به خواسته/ آرمان/ انگیزه؛ دستیابی به خواسته

### و
- واجد = دارای، دارنده
- واجد شرایط = شایسته، سزاوار، برازنده، درخور
- واحد = یکا (شمارش)؛ یگان (ارتشی)؛ یک، یگانه، یکتا، یکه، تک
- واحه = آبادی در بیابان
- وادی = دشت، بیابان، هامون
- وارث = بازمانده
- وارد = دانا، آشنا، کارآشنا، کارکشته، کارآزموده، زبردست، چیره‌دست، آگاه، کارآگاه، کاردان، کارشناس
- واردآوردن = کوبیدن، کوبه زدن، کوفتن
- واردشدن = آمدن، تو آمدن، به‌درون‌آمدن
- واردشدن به مبحث = پرداختن به زمینه گفتگو
- واردات = درون‌آورد، درون‌برد، رسیده‌ها
- واسطه = میانجی، میانگی
- واسه (واسطه) = برایِ، مالِ، از آنِ
- واصل شد = رسید
- واضح = روشن، آشکار، پیدا، هویدا، پدیدار
- واعظ = سخنور، پند دهنده، اندرزگو
- وافر = فراوان، بسیار
- وافی = فراوان، فراگیر، گسترده، بس، بسنده، سزاوار، کارآمد
- واقعاً = براستی
- واقع‌گرا = راستینگرا، رویدادگرا
- واقعه = رخداد، رویداد، پیشامد
- واقعی = راست، راستین
- والدین = پدر و مادر
- واله = شیدا، شیفته
- والی = فرماندار
- واهِمه = ترس
- وثوق = پشتوانه، پشتگرمی، استواری
- وحدت = یگانگی، یکپارچگی، همبستگی، هماهنگی
- وحشت = ترس، هراس، بیم
- وحشی = بی فرهنگ، درنده خو؛ دد (در برابر دام)، درنده؛ (جانور) رام نشدنی، آزاد
- وحشیانه = سنگدلانه؛ با درنده‌خویی؛ با بیفرهنگی
- وحی = پیام آسمانی
- وحید = تک، یکتا، بی‌همتا، یگانه، یکه؛ نامی پسرانه
- وخامت اوضاع = زمانه سرنوشت‌ساز
- وجاهت = پذیرفتگی؛ برازندگی؛ سرشناسی؛ زیبایی
- وَجد = شور، شیدایی، شادمانی
- وجدان = خودآگاه؛ خودآگاهی؛ آوای درون
- وجود = هستی، بود
- وجود دارد = هست
- وجود داشتن = بودن؛ هستی داشتن
- وجه = پول؛ رو؛ ریشه، پایه
- وجه‌المصالحه = مایهٔ سازش؛ بازیچه
- وجه نقد = پول
- وجهه = آبرو، آوازه
- وجهه قانونی = پایه روایی، دستاویز دادگاه پسند
- وجیزه = چکیده، کوتاه سخن، فشرده
- وجیه = خوش‌سیما، خوبرو، نیکرو، زیبا، نیک‌چهره
- وحدت = همبستگی، یگانگی، یکپارچگی
- وحدت‌گرایی = یگانه‌گرایی
- وِداد = دوستی
- وداع = بدرود، بدرود گفتن
- ودیعه = سپرده، گروسپاری، نهاده، گروگذاری
- وِراثت = هم تباری، فرزندی، بازماندگی
- وُرّاث = بازماندگان، فرزندان، خاندان، نزدیکان درگذشته
- وَرَثه = بازماندگان، فرزندان، خاندان، نزدیکان درگذشته
- وِرد = زمزمه؛ جادو
- ورطه = گرداب
- ورق = (از ریشه برگ) برگه
- ورقه = برگه
- ورود = آمدن، تو آمدن، به درون آمدن
- ورودکردن به قضیه = دست‌به‌کارشدن، دست‌اندرکارشدن، دست‌به‌کاری‌زدن
- ورید = سیاهرگ
- وزارت = دیوان‌داری، دیوان‌سالاری
- وزارتخانه = دیوان
- وزیر = (از ریشه فرزین) بزرگ رایزن، ابررایزن، دیوان‌سالار
- وزین = (از وزن پارسی) سنگین
- وسائط نقلیه = (جِ وسیطه) ابزارهای جابجایی، افزارهای ترابری؛ خودروها
- وساطت‌کردن = میانجیگری‌کردن، میانجی‌شدن، میانگی‌کردن، میانداری کردن، میانه‌گرفتن
- وسایل = (جِ وسیله) ابزارها، دستگاه‌ها؛ باروبُنه، زادوتوشه
- وسط = میان، کمر
- وسعت = گستره، گستردگی
- وسواس = دودلی، بدگمانی، دوگانه‌اندیشی، دو اندیشی، سردرگمی، سرگردانی، سرگشتگی
- وسوسه = بداندیشی، انگیزش، برانگیختگی، دیوکامگی، بدگمانی، کشش، هوس‌گرایی، هوس‌جویی
- وسیع = پهناور، گسترده، باز، فراخ
- وسیله = ابزار، افزار، دستگاه؛ دستاویز، چاره؛ کارمایه؛ میانجی
- وسیله نقلیه = ابزار جابجایی، ابزار ترابری؛ خودرو، بَرَن
- وصال = دیدار، به‌هم‌رسیدن، پیوند، پیوستن
- وصف = برشماری، بازگویی، بازگو، روشنگری
- وصل‌کردن = چسباندن، پیونددادن، پیوستن
- وصله‌کردن = تکه‌دوزی‌کردن، پینه‌دوزی
- وصول = دریافت
- وصیت = سفارش
- وضع = راه، روش، شیوه، روند، روال؛ جایگاه، چگونگی، زمینه، نهش، نهشت، کنونه؛ نهادن، برنهادن، گذاردن
- وضع‌کردنِ قوانین = روند نهادن، روش‌گذاری، روال‌گذاری، آیین‌گذاری، شیوه‌آرایی
- وضعیت = چگونگی، جایگاه، نهشت، زمینه، بستر؛ روند روال، روش، شیوه
- وضو = آبدست، دست نماز
- وضوح = روشنی
- وطن = میهن
- وطن‌پرست = میهن‌پرست
- وظایف = بایستگی‌ها، خویشکاری‌ها
- وظیفه = خویشکاری، بایستگی
- وظیفه‌شناسی = کاردانی، سختکوشی، پشتکار، تلاشگری
- وعده‌دادن = امیدوار کردن، امید دادن
- وعدهٔ غذایی = هریک از سه زمان غذایی، چاشت یا ناهار یا شام؛ بَزمه (کهن)
- وعظ و خطابه = سخنرانی و پند و اندرز
- وفاداری = پیمانداری، نمک‌شناسی؛ سرسپردگی
- وِفاقِ ملی = همدلیِ میهنی
- وفقِ = بر پایهٔ، سازگار با، هماهنگ با
- وِفق‌دادن = سازگارکردن، هماهنگ‌کردن
- وفور = فراوانی
- وقاحت = گستاخی، بی‌شرمی، پرده‌دری، مرزنشناسی
- وقایع = (جِ واقعه) رویدادها، پیشامدها، رخدادها
- وقایع‌نگاری = رویدادنگاری، تاریخنگاری
- وقت = (وخت)، زمان، گاه، هنگام
- وقعی‌نگذاشت = برایش ارزش نداشت، ارج ننهاد
- وقف‌کردن = بند کردن
- وقفه = ایست؛ درنگ؛ جدایی
- وقوع = رویداد، روی دادن، رخداد، پیشامد
- وقوف کامل = آگاهی درست یا فراگیر
- وقیح = گستاخ، بی‌شرم
- وکالت = نمایندگی
- وکیل = نماینده
- ولادت = زایش
- ولایت = سرپرستی؛ استان (در افغانستان)
- ولواینکه = با اینکه، گرچه
- ولی = سرپرست
- ولیکن = بااین‌همه، گرچه، ولی، بانگهی، باری

توجه داشته باشید واژه بانگهی به اشتباه وانگهی نوشته می‌شود اما ریشه اصلی کلمه از بانگ به معنی ولی آمده است
- ولیمه = سور، جشن، مهمانی، بزم
- وهلهٔ اول = بار نخست، نخستین بار، یکمین بار
- وهم = گمان، پندار؛ پنداره

### ه
- هادی = رسانا
- هانی = نام پسرانه
- هَتّاکی = گستاخی، بی‌شرمی، پرده‌دری، مرزنشناسی
- هتکِ حرمت = گستاخی، بی شرمی، پرده‌دری، مرزنشناسی
- هجا = بخش
- هجمه = تاخت‌وتاز، تک، آفند
- هجرت = میهن‌گزینی، میهن‌جویی، دورشدن از زادگاه/خاستگاه/سرزمین مادری
- هجّی‌کردن = بخش‌کردن (واژه)
- هجوم = تاخت‌وتاز
- هدایت = راهنمایی، رهنمونی، رهبری
- هدر دادن = به‌باددادن، نابود کردن، تباه‌کردن
- هدف = آرمان، آماج، انگیزه، خواسته، نشان
- هدفگیری = نشانه‌روی، نشان‌کردن
- هدف‌گذاری = نشان‌گذاری
- هدهد = شانه‌به‌سر، پوپک
- هدیّه = پیشکش
- هرم = چادر
- همجواری = همسایگی
- همسفر = همراه
- هم‌صحبتی = همزبانی، هم‌سخنی، همنشینی
- هم‌قطار = هم پایه، هم رسته، هم رده
- هم‌مسلک = هم آیین، همدین
- هم‌مسیر = همراه
- هم‌نفَس = همدم
- همّت = پشتکار، تلاش
- هول = ترس، هراس، بیم، باک، پروا
- هویّت = کیستی، شناسه
- هویّت ملّی = شناسهٔ میهنی
- هیئت = گروه؛ چهره، سیما
- هیئت تحریریّه = نویسندگان، گروه نویسندگان
- هیئت اعزامی = فرستادگان، نمایندگان فرستاده، کاوشگران، گسیل‌شدگان، گروه جستجوگر
- هیبت = شکوه
- هیجان = شور، برانگیختگی، انگیزه، برآشفتگی
- هیکل = تنه، پیکر، کالبد، تن
- هیمنه = شکوه

### ی
- یائسگی = نازایی، سترونی
- یاغی = نافرمان، گردن‌کش، سرکش
- یالقوز = یکه، تنها، بی‌همسر
- یأس = ناامیدی
- یبوست = خشکی، دیرگواری، سخت گواری، بدگواری
- یتیم = مادرمرده، پدرمرده، بی‌مادر، بی‌سرپرست، بی پدر
- یتیم خانه = پرورشگاه
- یحتمل = شاید، تواند بود
- یحیی = می‌زید، زنده است، زندگی می‌کند (نامی پسرانه و از نامهای پیامبران یهودیان)
- یدک = دنباله، پالاد
- یعقوب = از نامهای پسرانه و پیامبری از یهود
- یعنی = یا اینکه؛ روشنتر آنکه؛ برابر با اینکه؛ یا می‌گوییم؛ به زبان دیگر، به سخن دیگر، به گفته دیگر، یا می‌توان گفت؛ یا همان‌که، یا آنکه (از ستاک ساختگی سه گانی برگرفته از معنی خود از مینو پارسی)
- یغما = چاپیدن، تاراج
- یقین = باور
- یقیناً = بیگمان
- یک‌طرفه = یکسویه، یکرویه
- یمن = شگون، فرخندگی، همایونی
- یواش = آهسته
- یورتمه = لوکه، رهوار، چارگام
- یوسف = از نامهای پسرانه و از پیامبران یهود
- ییلاق = سردسیر، تابستان‌گاهتابی